# Liste der Biografien/Bea–Beb
Liste der Biografien |
Portal Biografien |
Personensuche
# |
A |
B |
C |
D |
E |
F |
G |
H |
I |
J |
K |
L |
M |
N |
O |
P |
Q |
R |
S |
T |
U |
V |
W |
X |
Y |
Z |
?
 
Ba |
Be |
Bd |
Bg |
Bh |
Bi |
Bj |
Bl |
Bm |
Bn |
Bo |
Br |
Bs |
Bu |
Bw |
By |
Bz
 
Bea–Beb |
Bec |
Bed |
Bee |
Bef |
Beg |
Beh |
Bei |
Bej |
Bek |
Bel |
Bem |
Ben |
Beo |
Bep |
Beq |
Ber |
Bes |
Bet |
Beu |
Bev |
Bew |
Bex |
Bey |
Bez
Die Liste der Biografien führt alle Personen auf, die in der deutschsprachigen Wikipedia einen Artikel haben. Dieses ist eine Teilliste mit 909 Einträgen von Personen, deren Namen mit den Buchstaben „Bea“ – „Beb“ beginnt.

## Bea–Beb

### Bea
- Bea, Aisling (* 1984), irische Schauspielerin, Bühnenautorin und Komikerin
- Bea, Augustin (1881–1968), deutscher Geistlicher, Kurienkardinal
- Bea, Eugen (1898–1969), deutscher Politiker (SPD)
- Bea, Franz Xaver (* 1937), deutscher Wirtschaftswissenschaftler
- Bea, Iñaki (* 1978), spanischer Fußballspieler und -trainer
- Bea, Sebastian (* 1977), US-amerikanischer Ruderer

#### Beab
- Beab, Rolf (* 1964), deutscher Schwimmer
- Beabadoobee (* 2000), britische Popmusikerin
- Beable, Barbara (* 1949), neuseeländische Kugelstoßerin und Fünfkämpferin

#### Beac
- Beach, Adam (* 1972), kanadischer FilmschauspielerAdam Beach (* 1972)

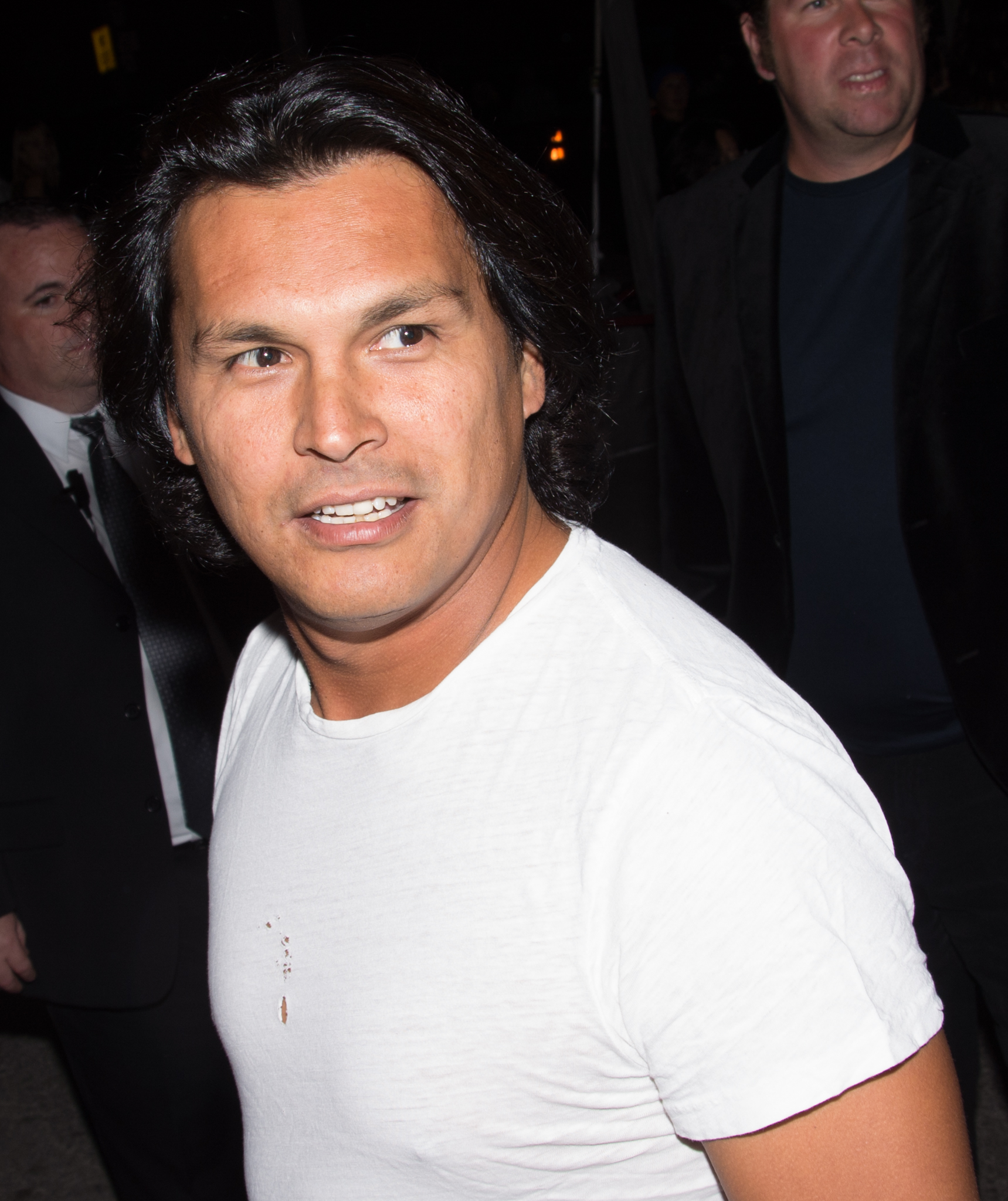
Adam Beach (* 1972)

- Beach, Alfred Ely (1826–1896), amerikanischer Erfinder, Verleger und Patentanwalt
- Beach, Allen C. (1825–1918), US-amerikanischer Politiker
- Beach, Amy (1867–1944), amerikanische Komponistin und Pianistin
- Beach, Bert Beverly (1928–2022), US-amerikanischer adventistischer Theologe und Hochschullehrer
- Beach, Bill (1932–2024), US-amerikanischer Country- und Rockabilly-Sänger
- Beach, Clifton B. (1845–1902), US-amerikanischer Politiker der Republikanischen Partei
- Beach, Cyril (1909–1980), englischer Fußballspieler
- Beach, Dwight E. (1908–2000), US-amerikanischer Offizier, General der US-Army
- Beach, Edward L. (1918–2002), US-amerikanischer Marine-Offizier der United States Navy und Schriftsteller
- Beach, Frank A. (1911–1988), US-amerikanischer Biopsychologe und Professor
- Beach, Gary (1947–2018), US-amerikanischer Schauspieler, Musicaldarsteller und Synchronsprecher
- Beach, Hugh (1923–2019), britischer General
- Beach, Kyle (* 1990), kanadischer Eishockeyspieler
- Beach, Lansing Hoskins (1860–1945), US-amerikanischer Offizier, Generalmajor der US-Army
- Beach, Lewis (1835–1886), US-amerikanischer Jurist und Politiker
- Beach, Mary (1919–2006), amerikanische Collage-Künstlerin, Übersetzerin und Schriftstellerin
- Beach, Michael (* 1963), US-amerikanischer SchauspielerMichael Beach (* 1963)

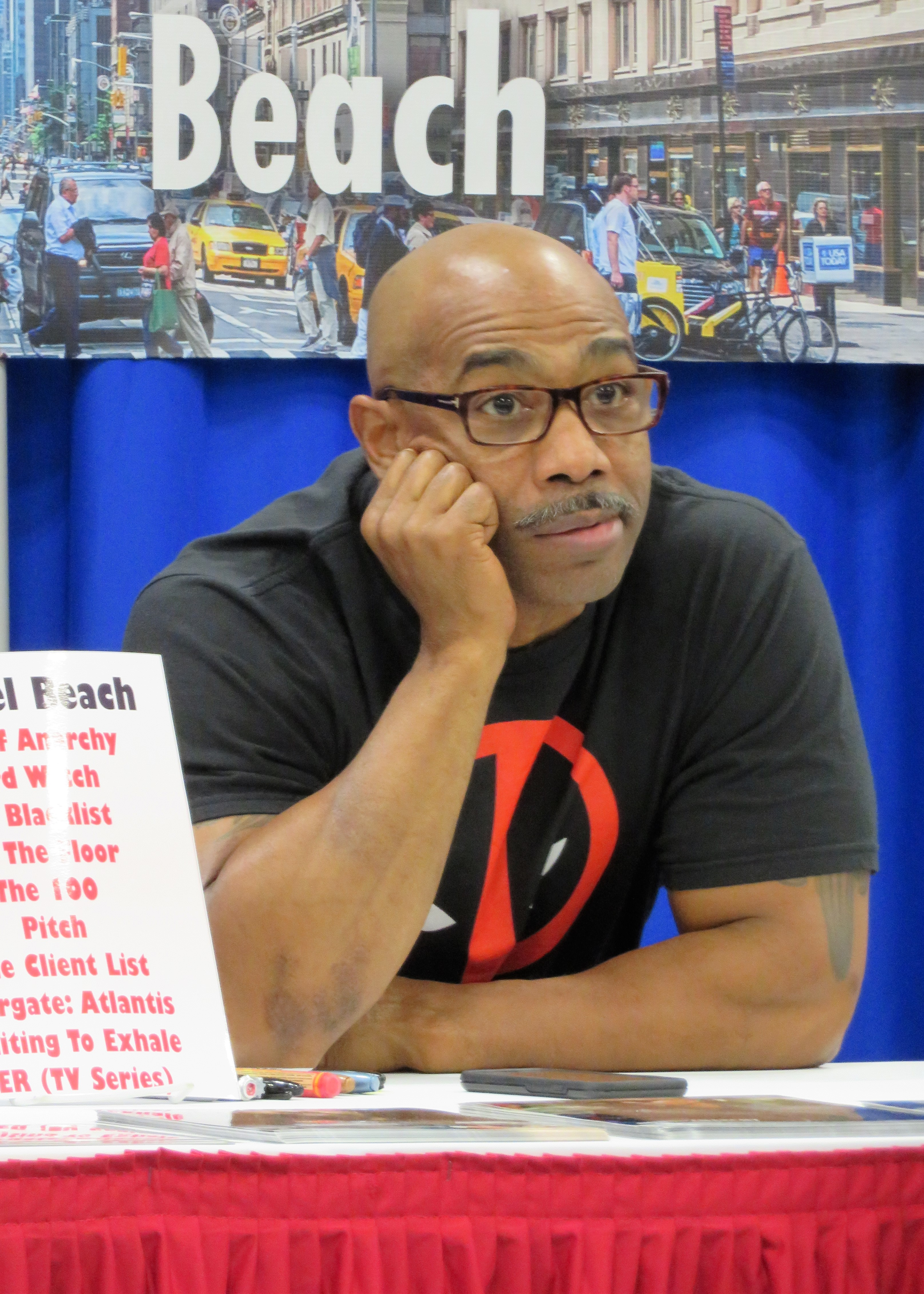
Michael Beach (* 1963)

- Beach, Michael Hicks, 2. Earl St. Aldwyn (1912–1992), britischer Peer und Politiker (Conservative Party)
- Beach, Reb (* 1963), US-amerikanischer Rockmusiker
- Beach, Rex (1877–1949), US-amerikanischer Autor
- Beach, Scott (1931–1996), US-amerikanischer Filmschauspieler, Schriftsteller und DJ
- Beach, Sylvia (1887–1962), US-amerikanische Buchhändlerin und Verlegerin in Paris
- Beach, Thomas (1738–1806), englischer Porträtmaler
- Beach, William Henry (1871–1952), britischer Generalmajor
- Beacham, Margaret (* 1946), britische Mittelstreckenläuferin
- Beacham, Stephanie (* 1947), britische FilmschauspielerinStephanie Beacham (* 1947)

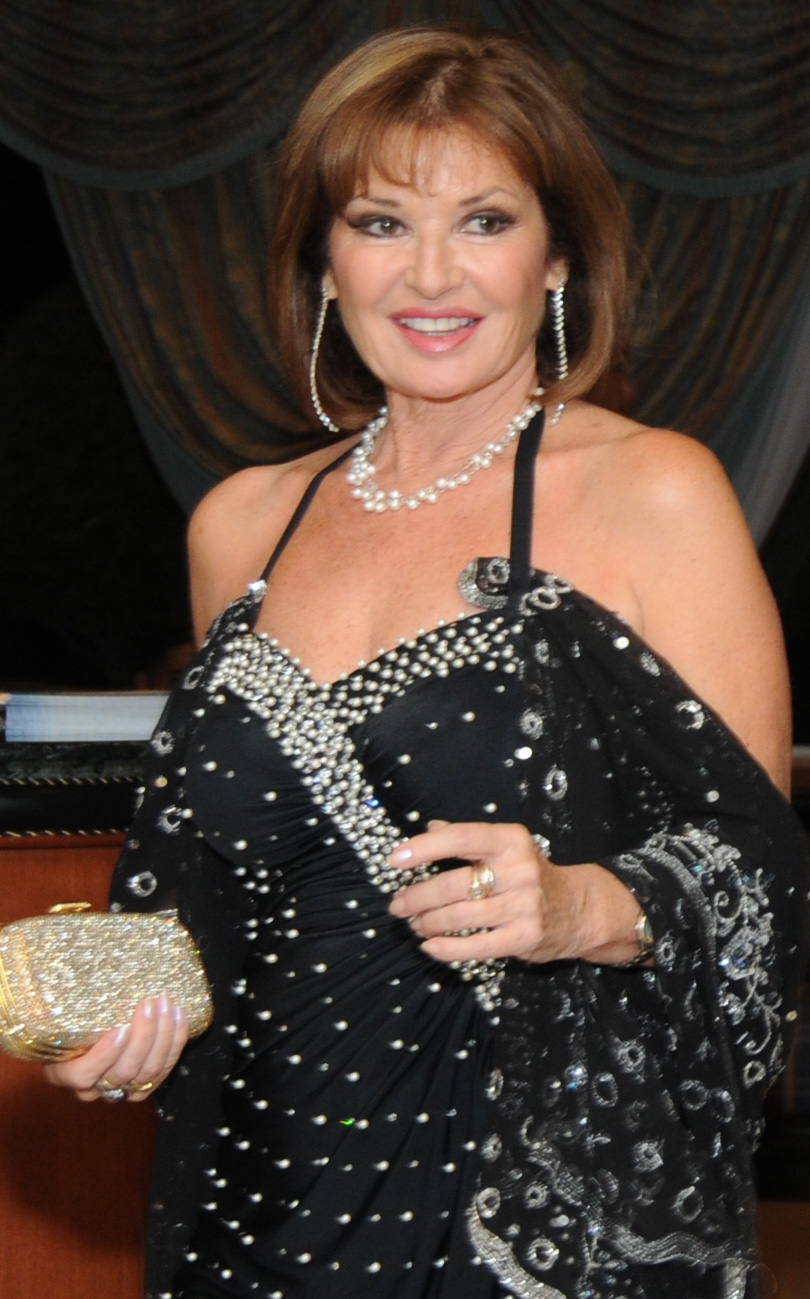
Stephanie Beacham (* 1947)

- Beachboard, Robert (1909–1998), US-amerikanischer Romanist
- Beachcroft, Charles (1870–1928), britischer Cricketspieler
- Beachell, Henry (1906–2006), US-amerikanischer Agrarwissenschaftler
- Beachill, Lee (* 1977), englischer Squashspieler
- Beachler, Hannah, US-amerikanische Szenenbildnerin
- Beachley, Layne (* 1972), australische Surferin und Schauspielerin
- Beachy, Philip A. (* 1958), US-amerikanischer Biochemiker, Zell- und Entwicklungsbiologe
- Beachy, Robert M. (* 1965), US-amerikanischer Historiker
- Beachy, Roger N. (* 1944), US-amerikanischer Phytopathologe
- Beacom, Colin (* 1937), englischer Badmintonspieler

#### Bead
- Beadell, Len (1923–1995), australischer Landvermesser und Straßenbauer
- Beadle, Gaz (* 1988), englischer Reality-TV-Darsteller
- Beadle, George Wells (1903–1989), US-amerikanischer Biologe
- Beadle, James (* 2004), englischer Fußballspieler
- Beadle, Raymond (1943–2014), US-amerikanischer Automobilrennfahrer und Teambesitzer
- Beadnell, Hugh John Llewellyn (1874–1944), britischer Ägyptologe und Kartograf
- Beadsworth, Gemma (* 1987), australische Wasserballspielerin
- Beaduwine, Bischof von Elmham

#### Beag
- Beagle, Jay (* 1985), kanadischer Eishockeyspieler
- Beagle, Milford H. Jr., US-amerikanischer Offizier, Generalleutnant der US-Army
- Beagle, Peter S. (* 1939), US-amerikanischer Schriftsteller und DrehbuchautorPeter S. Beagle (* 1939)

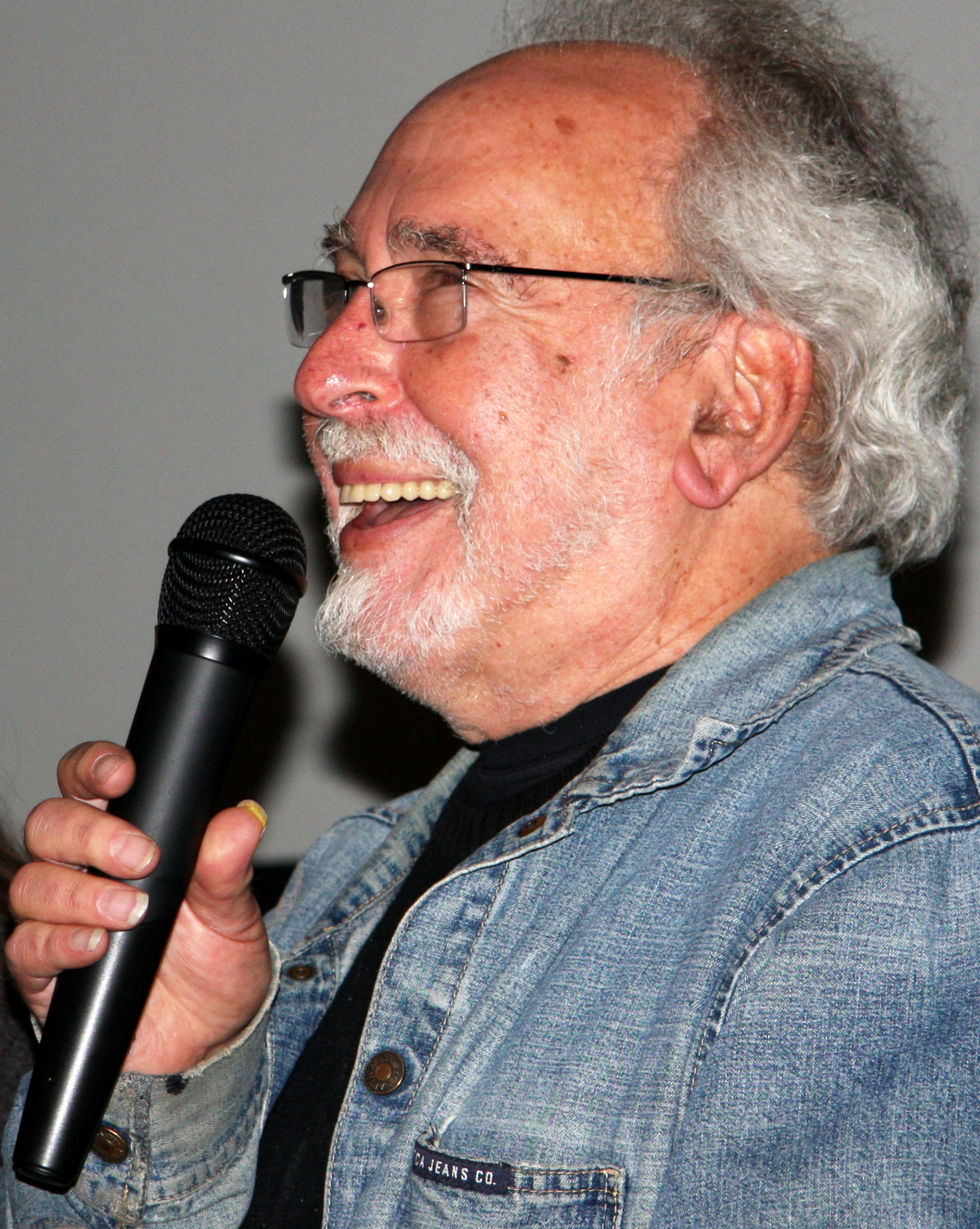
Peter S. Beagle (* 1939)

- Beagrie, Peter (* 1965), englischer Fußballspieler

#### Beah
- Beah, Ishmael (* 1980), sierra-leonischer Autor
- Beahan, Brianna (* 1991), australische Hürdenläuferin
- Beahan, Kate (* 1974), australische SchauspielerinKate Beahan (* 1974)

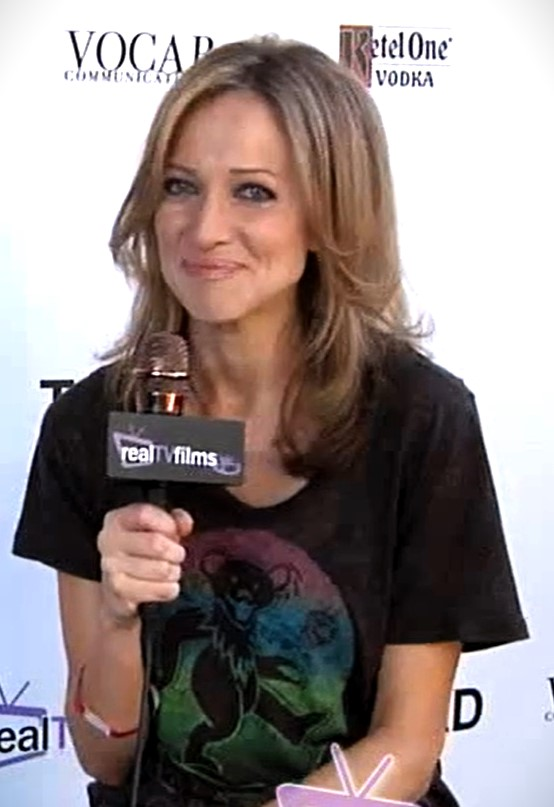
Kate Beahan (* 1974)

- Beahen, John Michael (1922–1988), kanadischer römisch-katholischer Geistlicher, Weihbischof in Ottawa
- Beahm, George, US-amerikanischer Sachbuchautor

#### Beak
- Beaka, Yoann (* 2003), französischer Fußballspieler
- Beaker, Norman (* 1950), englischer Blues-Gitarrist, Sänger, Songschreiber, Bandleader und Musikproduzent, der seit den frühen 1970er Jahren in der britischen Bluesszene wirkt
- Beakes, Samuel (1861–1927), US-amerikanischer Politiker

#### Beal
- Beal, Andrew (* 1952), US-amerikanischer Unternehmer
- Beal, Bradley (* 1993), US-amerikanischer Basketballspieler
- Beal, Brandon (* 1983), US-amerikanischer R&B-Sänger
- Beal, Eddie (1910–1984), US-amerikanischer Jazzmusiker
- Beal, Eula (1919–2008), amerikanische Konzert- und Opernsängerin (Kontra-Alt)
- Beal, George Lafayette (1825–1896), US-amerikanischer Geschäftsmann, Offizier und Politiker
- Beal, Gifford (1879–1956), amerikanischer Maler, Grafiker und Wandmaler
- Beal, Jeff (* 1963), US-amerikanischer Komponist und Jazzmusiker
- Beal, John (1909–1997), US-amerikanischer Schauspieler
- Beal, Lorna (1923–2020), australische Cricketspielerin
- Beal, Samuel (1825–1889), britischer Orientalist
- Beal, Scott R. (1890–1973), US-amerikanischer Regie-Assistent
- Beal, Tandy (* 1948), US-amerikanische Tänzerin, Choreographin und Tanzlehrerin
- Beal, William James (1833–1924), US-amerikanischer Botaniker und Agrostologe
- Beale, Anne (1816–1900), walisische Schriftstellerin
- Beale, Charles Irving, US-amerikanischer Schauspieler, Filmproduzent, Filmregisseur und Drehbuchautor
- Beale, Charles Lewis (1824–1900), US-amerikanischer Jurist und Politiker
- Beale, Daniel (* 1993), australischer Hockeyspieler
- Beale, Dorothea (1831–1906), englische Mathematikerin, Hochschullehrerin und Bildungsreformerin
- Beale, Edward F. (1822–1893), US-amerikanischer Grenzer, Entdecker und Diplomat
- Beale, Helen Purdy (1893–1976), US-amerikanische Virologin
- Beale, Howard K. (1899–1959), US-amerikanischer Neuzeithistoriker
- Beale, Jack (1917–2006), australischer Politiker, Mitglied der Legislativversammlung und Minister von New South Wales
- Beale, James M. H. (1786–1866), US-amerikanischer Politiker
- Beale, Jeremy (* 1994), australischer Tennisspieler
- Beale, Joseph Grant (1839–1915), US-amerikanischer Politiker
- Beale, Lionel Smith (1828–1906), britischer Arzt
- Beale, Martin (1928–1985), britischer Mathematiker und Statistiker
- Beale, Mary (1633–1699), englische Porträtmalerin
- Beale, Michael (* 1980), englischer Fußballtrainer
- Beale, Phelan (1881–1956), US-amerikanischer Anwalt
- Beale, Richard Lee Turberville (1819–1893), Politiker, Jurist und General der Konföderierten Staaten im Amerikanischen Bürgerkrieg
- Beale, Robert (1884–1950), englischer Fußballtorhüter
- Beale, Simon Russell (* 1961), britischer SchauspielerSimon Russell Beale (* 1961)

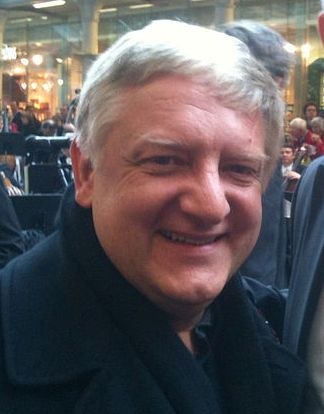
Simon Russell Beale (* 1961)

- Beales, Cyrus William (1877–1927), US-amerikanischer Politiker
- Beales, Derek (1931–2023), britischer Historiker
- Beales, Ian, kanadischer Biathlet
- Beall, Cynthia M. (* 1949), US-amerikanische Anthropologin und Humanbiologin
- Beall, James Andrew (1866–1929), US-amerikanischer Politiker
- Beall, James Glenn (1894–1971), US-amerikanischer Politiker
- Beall, Jeffrey, US-amerikanischer Bibliothekar
- Beall, John A. Jr. (1912–2000), US-amerikanischer Offizier, Generalmajor der US-Army
- Beall, John Glenn junior (1927–2006), US-amerikanischer Politiker
- Beall, John Yates (1835–1865), US-amerikanischer Guerilla der Südstaaten
- Beall, Reasin (1769–1843), US-amerikanischer Politiker
- Beall, Samuel (1807–1868), US-amerikanischer Politiker
- Beall, William Nelson Rector (1825–1883), Brigadegeneral der Armee der Konföderierten Staaten von Amerika im Sezessionskrieg
- Beals, Carlyle Smith (1899–1979), kanadischer Astronom
- Beals, Cody (* 1990), kanadischer Triathlet
- Beals, Jennifer (* 1963), US-amerikanische SchauspielerinJennifer Beals (* 1963)

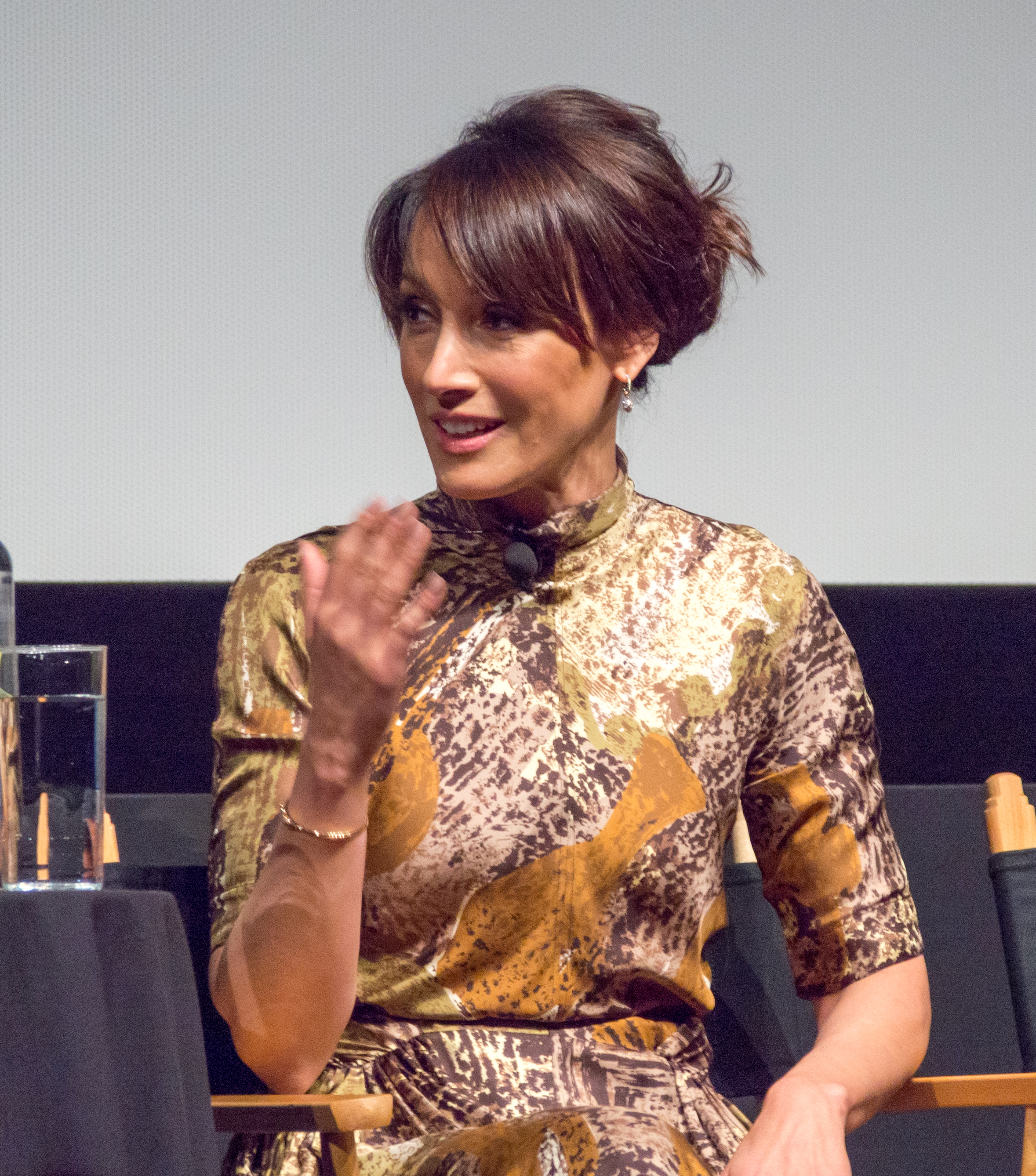
Jennifer Beals (* 1963)

- Beals, Melba Pattillo (* 1941), US-amerikanische Bürgerrechtlerin und Autorin
- Beals, Richard (* 1938), US-amerikanischer Mathematiker
- Beals, Walter B. (1876–1960), US-amerikanischer Richter
- Beals, Willis H. (1859–1889), US-amerikanischer Maler
- Béalu, Marcel (1908–1993), französischer Dichter und Schriftsteller

#### Beam
- Beam, George Lytle (1868–1935), US-amerikanischer Fotograf
- Beam, Harry P. (1892–1967), US-amerikanischer Politiker
- Beam, Jacob D. (1908–1993), US-amerikanischer Diplomat
- Beam, James Beauregard (1864–1947), US-amerikanischer Fabrikant und Namensgeber des Whiskeys Jim Beam
- Beam, Louis (* 1946), US-amerikanischer Rechtsextremist
- Beaman, Fernando C. (1814–1882), US-amerikanischer Politiker
- Beaman, Lottie, US-amerikanische Bluessängerin und Musikerin
- Beame, Abraham D. (1906–2001), US-amerikanischer Politiker, Bürgermeister von New York (1974–1977)
- Beamer, Diane (* 1960), australische Politikerin, Mitglied der Legislativversammlung und Ministerin von New South Wales
- Beamer, John V. (1896–1964), US-amerikanischer Politiker
- Beamer, Todd (1968–2001), US-amerikanischer Passagier des United-Airlines-Flugs 93
- Beamish, Alfred (1879–1944), englischer Tennisspieler
- Beamish, Claudia (* 1952), schottische Politikerin
- Beamish, George (* 1996), neuseeländischer Langstreckenläufer
- Beamish, Henry Hamilton (1873–1948), britischer faschistischer Politiker
- Beamish, Jamie (* 1976), irischer Schauspieler
- Beamish, North Ludlow (1796–1872), britischer Lieutenant-Colonel und Militärhistoriker
- Beamish, Tufton, Baron Chelwood (1917–1989), britischer Offizier und Politiker
- Beamish, Winifred (1883–1972), britische Tennisspielerin
- Beamon, Bob (* 1946), US-amerikanischer Leichtathlet
- Beams, Jesse W. (1898–1977), US-amerikanischer Physiker
- Beams, Nick (* 1948), australischer Politiker
- Beams, Philippa, neuseeländische Squashspielerin
- Beamter, Jenő (1912–1984), ungarischer Jazzmusiker

#### Bean
- Bean, Aaron (* 1967), US-amerikanischer Politiker der Republikanischen Partei
- Bean, Alan (1932–2018), US-amerikanischer AstronautAlan Bean (1932–2018)

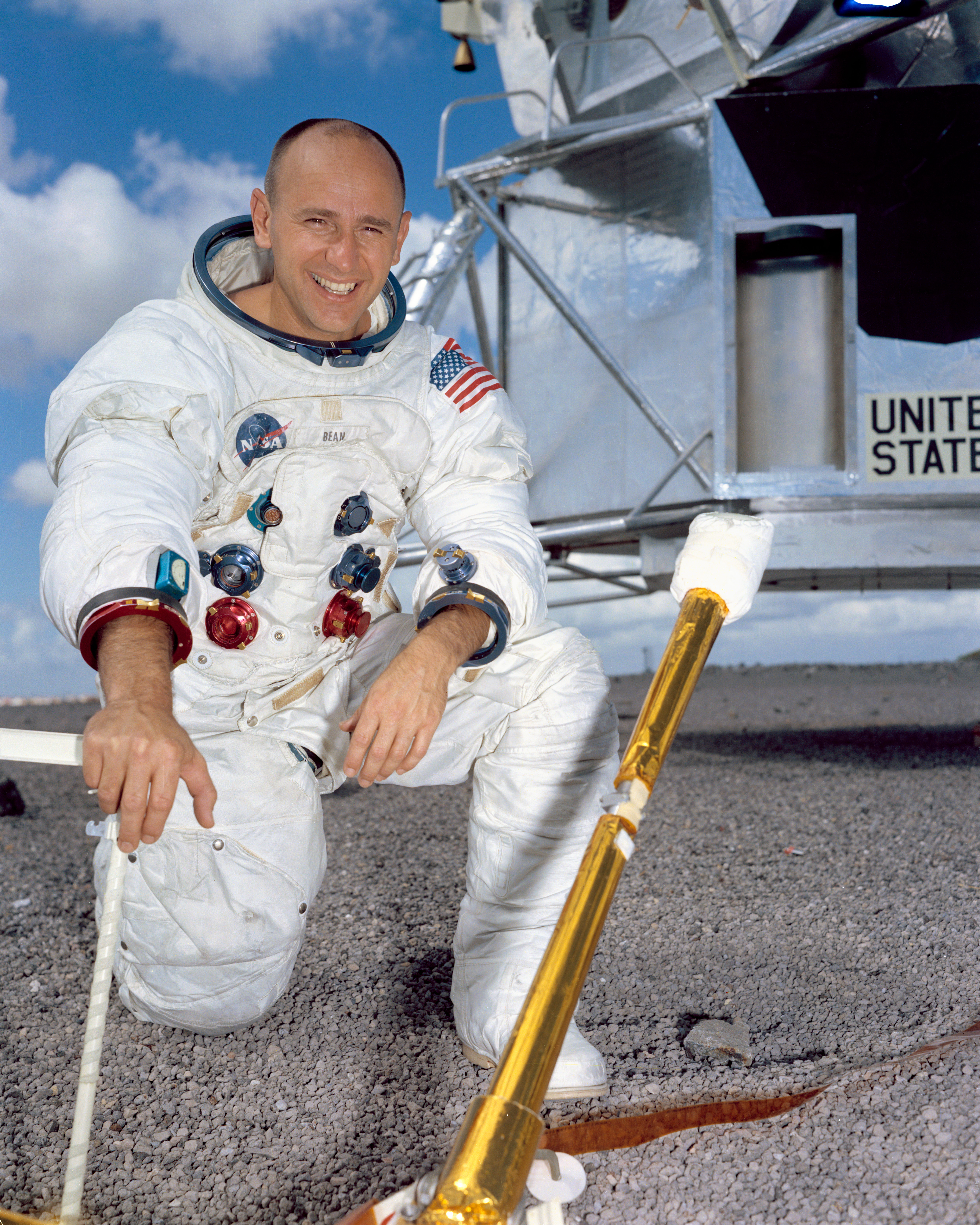
Alan Bean (1932–2018)

- Bean, Alexander, schottisches Oberhaupt einer kannibalistischen Familie
- Bean, Andy (* 1984), US-amerikanischer Filmschauspieler
- Bean, Anthony (* 1957), australischer Botaniker
- Bean, Benning M. (1782–1866), US-amerikanischer Politiker
- Bean, Billy (1933–2012), US-amerikanischer Jazzgitarrist
- Bean, Billy (1964–2024), US-amerikanischer Baseballspieler
- Bean, Bubba (* 1954), US-amerikanischer American-Football-Spieler
- Bean, Charles (1879–1968), australischer Journalist und Historiker
- Bean, Curtis Coe (1828–1904), US-amerikanischer Politiker
- Bean, Danielle, US-amerikanische Biathletin, Triathletin und Marathonläuferin
- Bean, Floyd (1904–1974), US-amerikanischer Jazzpianist, Arrangeur und Komponist
- Bean, George (1930–2015), US-amerikanischer Jazz-Musiker
- Bean, George Ewart (1903–1977), englischer Klassischer Philologe und Epigraphiker
- Bean, Isabelle (1862–1939), englisch-australische Krankenschwester, Frauenrechtlerin, Feministin und Theosophin
- Bean, Jake (* 1998), kanadischer Eishockeyspieler
- Bean, Jeff (* 1977), kanadischer Freestyle-Skisportler
- Bean, Melissa (* 1962), US-amerikanische Politikerin
- Bean, Mollie, US-amerikanische Soldatin
- Bean, Nicolas (* 1987), kanadisch-italienischer Shorttracker
- Bean, Noah (* 1978), US-amerikanischer Schauspieler
- Bean, Norman (* 1925), US-amerikanischer Kameramann und Dokumentarfilmer
- Bean, Orson (1928–2020), US-amerikanischer Film- und Theaterschauspieler
- Bean, Philip (* 1936), britischer Kriminologe und Suchtforscher
- Bean, Richard, australischer Mathematiker und Kryptoanalytiker
- Bean, Roy (1825–1903), Figur des Wilden Westens
- Bean, Sean (* 1959), britischer SchauspielerSean Bean (* 1959)

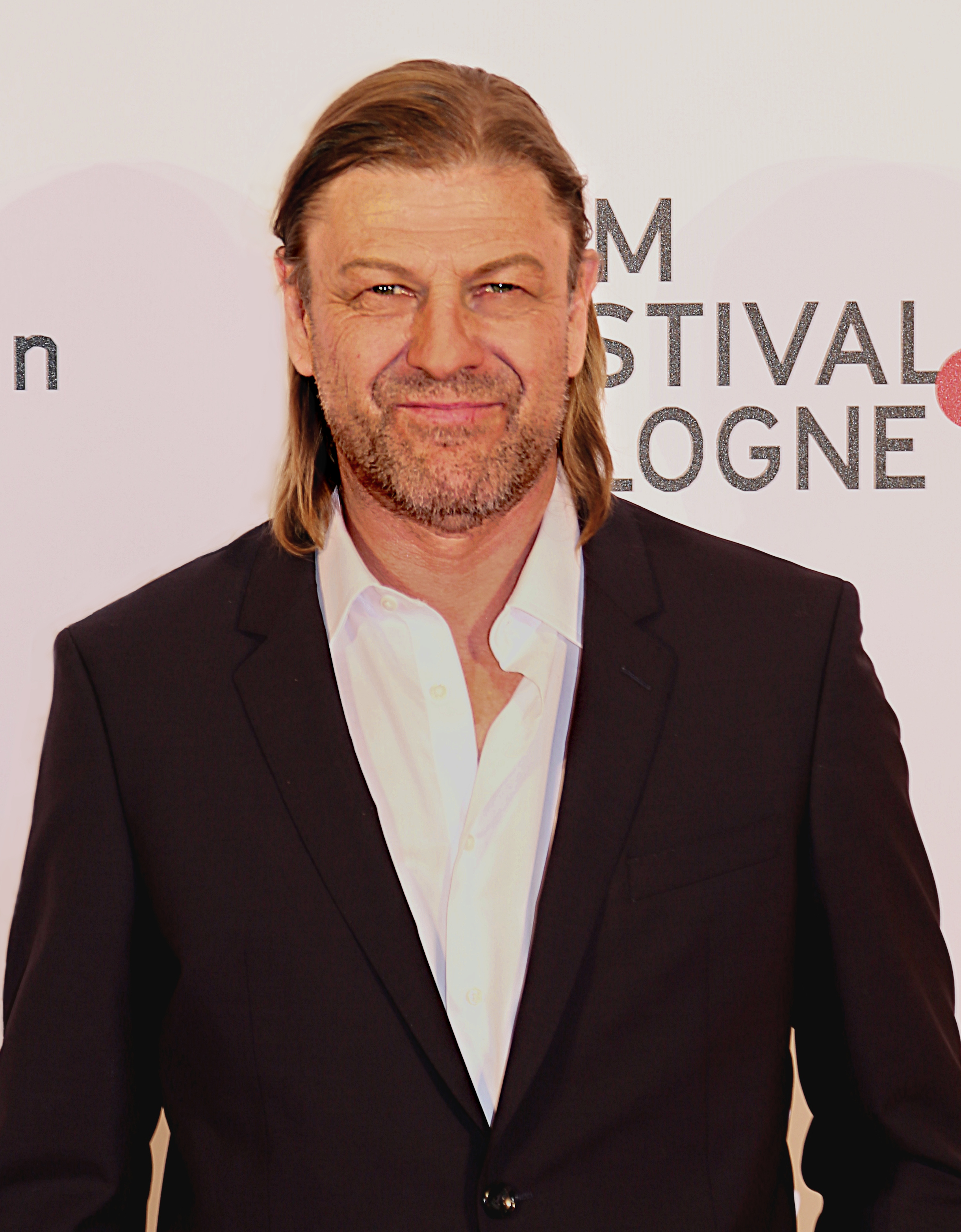
Sean Bean (* 1959)

- Bean, Shoshana (* 1977), US-amerikanische Musicaldarstellerin und Sängerin
- Bean, Tarleton Hoffman (1846–1916), US-amerikanischer Ichthyologe
- Bean, Vaughn (* 1974), US-amerikanischer Boxer
- Beane, Billy (* 1962), US-amerikanischer Baseballspieler und Sportmanager
- Beane, Violett (* 1996), US-amerikanische Schauspielerin
- Beaney, Michael (* 1959), britischer Philosoph
- Beanland, Robin, britischer Komponist von Videospielmusik
- Beans On Toast (* 1980), britischer Folk-Sänger

#### Bear
- Bear, AJ (* 1977), australischer Skirennläufer
- Bear, Christopher (* 1982), US-amerikanischer Musiker und Filmkomponist
- Bear, Donald Jeffries (1905–1952), US-amerikanischer Museumsdirektor, Kunstkritiker und Maler
- Bear, Elizabeth (* 1971), US-amerikanische Schriftstellerin
- Bear, Emily (* 2001), US-amerikanische Komponistin und Pianistin
- Bear, Ethan (* 1997), kanadischer Eishockeyspieler
- Bear, Greg (1951–2022), US-amerikanischer Science-Fiction-Autor
- Bear, Henry John (* 1955), US-amerikanischer Politiker
- Bear, Jack (1920–2007), US-amerikanischer Kostümbildner
- Bear, Jim (* 1940), kanadischer Snookerspieler
- Bear, John (1944–2007), kanadischer Snookerspieler
- Bear, Marius (* 1993), Schweizer Singer-SongwriterMarius Bear (* 1993)

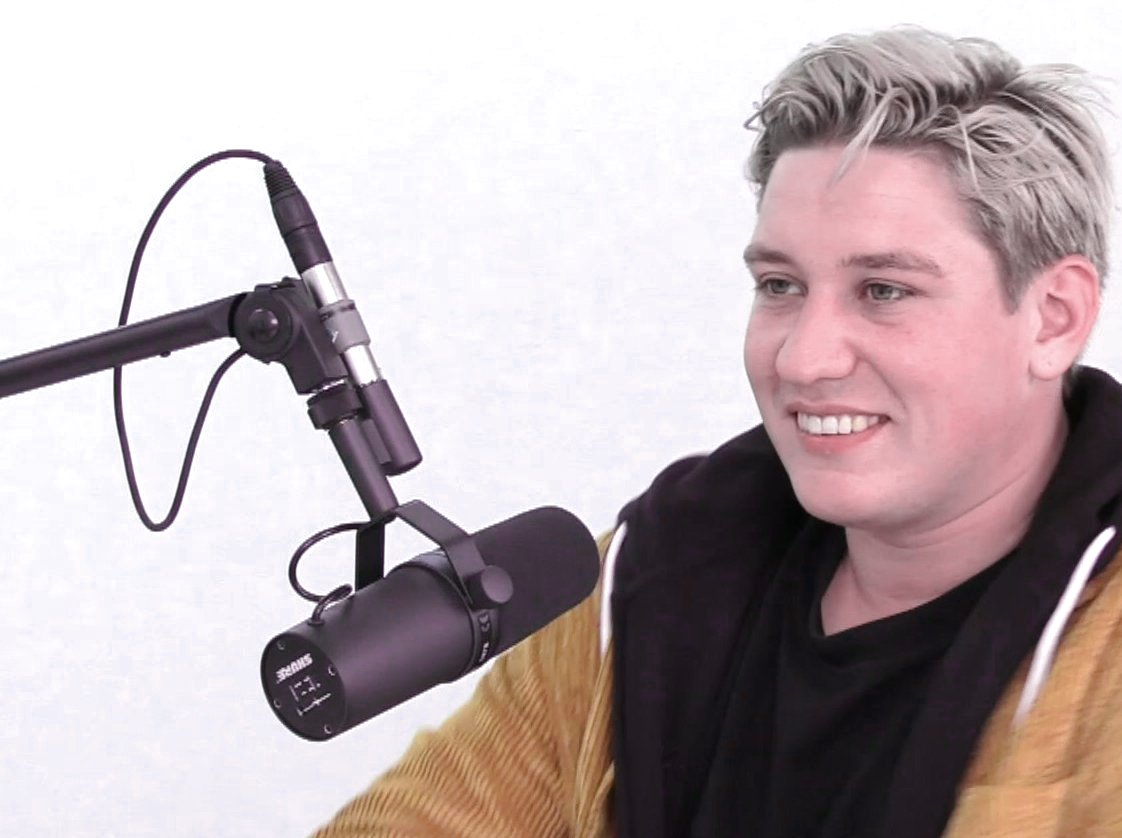
Marius Bear (* 1993)

- Bear, Pappa, niederländischer Rapper
- Beara, Ljubiša (1939–2017), bosnisch-serbischer Oberst und verurteilter Kriegsverbrecher
- Beara, Vladimir (1928–2014), jugoslawischer Fußballtorhüter
- Bearach, Dorit (* 1958), deutsche Malerin und Graphikerin
- Beard, Alana (* 1982), US-amerikanische Basketballspielerin
- Beard, Amanda (* 1981), US-amerikanische Schwimmerin
- Beard, Angela (* 1997), philippinische Fußballspielerin
- Beard, Arthur (1879–1943), englischer Fußballspieler
- Beard, Betsy (* 1961), US-amerikanische Ruderin
- Beard, Charles A. (1874–1948), US-amerikanischer Historiker
- Beard, Chris, kanadischer Wirtschaftswissenschaftler
- Beard, Clarke (1884–1978), US-amerikanischer Mittelstreckenläufer
- Beard, Dean (1935–1989), US-amerikanischer Rockabilly- und Rock’n’Roll-Musiker
- Beard, Edward (1940–2021), US-amerikanischer Politiker
- Beard, Frank (* 1949), US-amerikanischer BluesrockmusikerFrank Beard (* 1949)

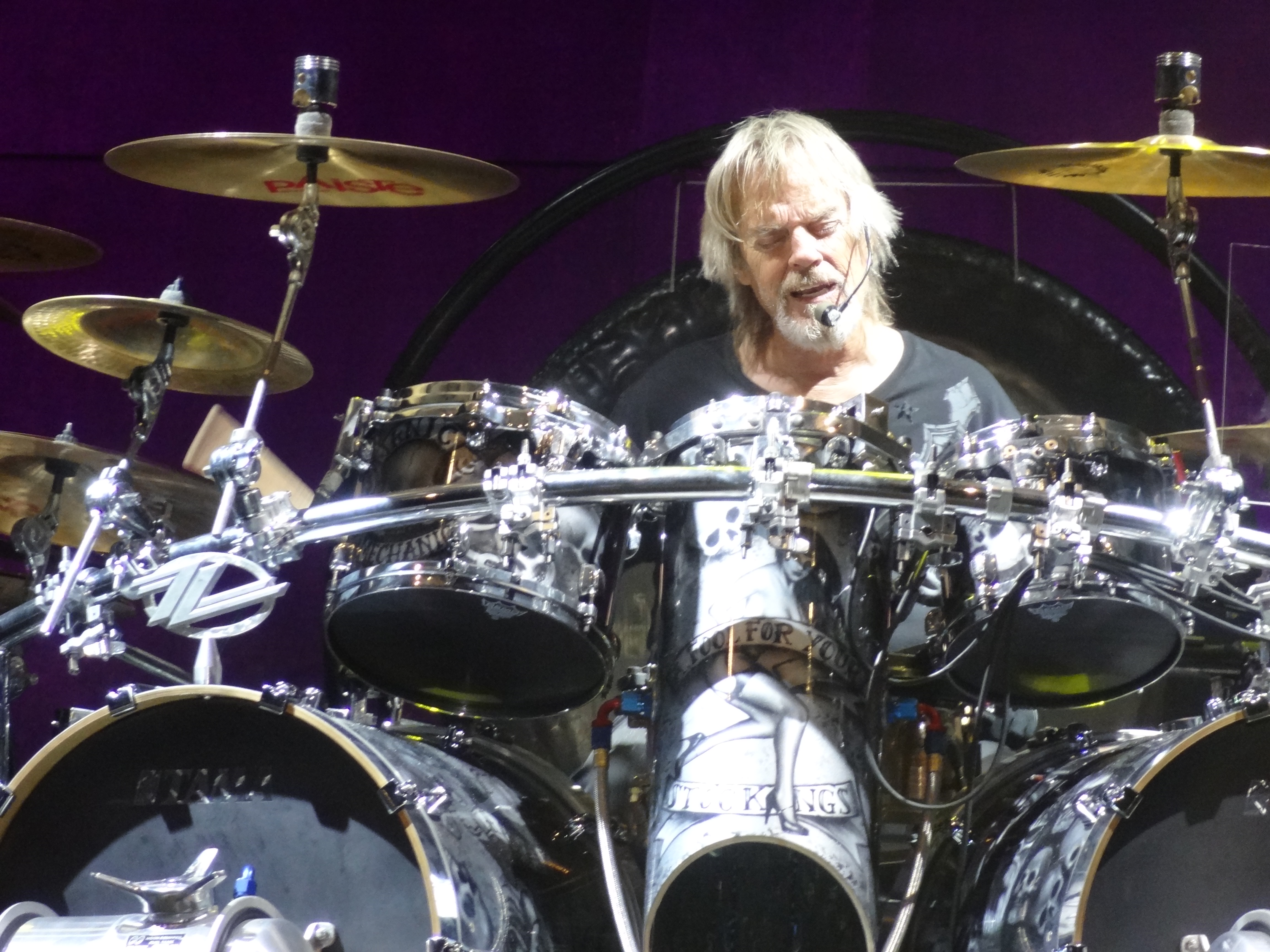
Frank Beard (* 1949)

- Beard, George M. (1839–1883), US-amerikanischer Neurologe
- Beard, James (1812–1893), US-amerikanischer Tiermaler
- Beard, James (1903–1985), US-amerikanischer Koch und Kochbuchautor
- Beard, Jessica (* 1989), US-amerikanische Leichtathletin
- Beard, Jim (1960–2024), amerikanischer Jazzmusiker und Musikproduzent
- Beard, Joey (* 1975), US-amerikanisch-italienischer Basketballspieler
- Beard, John (* 1943), britisch-australischer Maler
- Beard, Joshua George (1797–1866), kanadischer Politiker und 10. Bürgermeister von Toronto
- Beard, K. Christopher (* 1962), US-amerikanischer Paläontologe
- Beard, Macéo (* 2000), französischer American-Football-Spieler
- Beard, Mary (* 1955), englische AlthistorikerinMary Beard (* 1955)

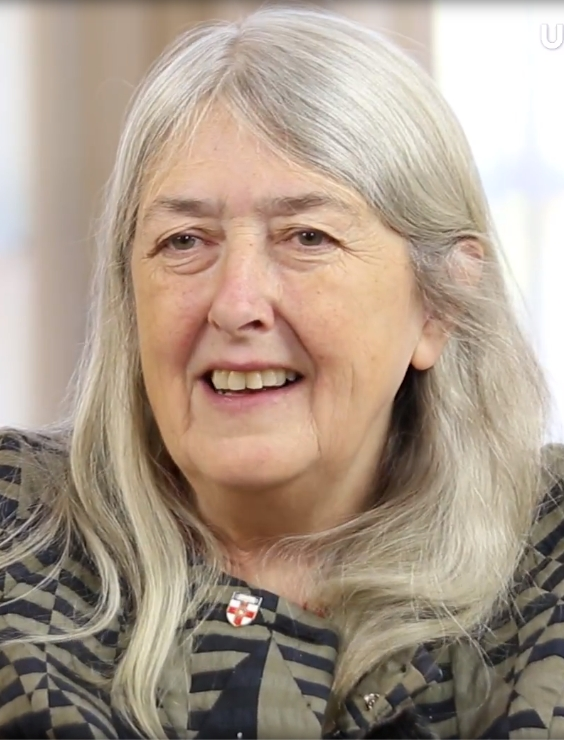
Mary Beard (* 1955)

- Beard, Mary Ritter (1876–1958), amerikanische Historikerin, Autorin, Frauenwahlrechtlerin und Archivarin für Frauengeschichte
- Beard, Matthew (1925–1981), US-amerikanischer Schauspieler
- Beard, Matthew (* 1989), britischer Schauspieler
- Beard, Percy (1908–1990), US-amerikanischer Hürdenläufer
- Beard, Peter (1938–2020), US-amerikanischer Fotograf, Künstler und Autor
- Beard, Robin (1939–2007), US-amerikanischer Politiker
- Beard, Tanoka (* 1971), US-amerikanischer Basketballspieler
- Beard, William (1806–1886), US-amerikanischer Unternehmer
- Beard, William (1823–1900), amerikanischer Tiermaler
- Beardall, John R. (1887–1967), US-amerikanischer Offizier, Konteradmiral der US-Navy
- Bearden, Romare (1911–1988), US-amerikanischer Karikaturist, Maler und Liedermacher
- Bearder, Catherine (* 1949), britische Politikerin, MdEP
- Beardmore, William, 1. Baron Invernairn (1856–1936), schottischer Unternehmer
- Beardon, Alan (* 1940), britischer Mathematiker
- Beardsall, Jeffery Francis (1940–2015), britischer Kunstmaler
- Beardslee, Bethany (* 1925), US-amerikanische Konzert- und Opernsängerin der Stimmlage Sopran
- Beardsley, Aubrey (1872–1898), britischer Illustrator, Dichter, Graphiker und KarikaturistAubrey Beardsley (1872–1898)

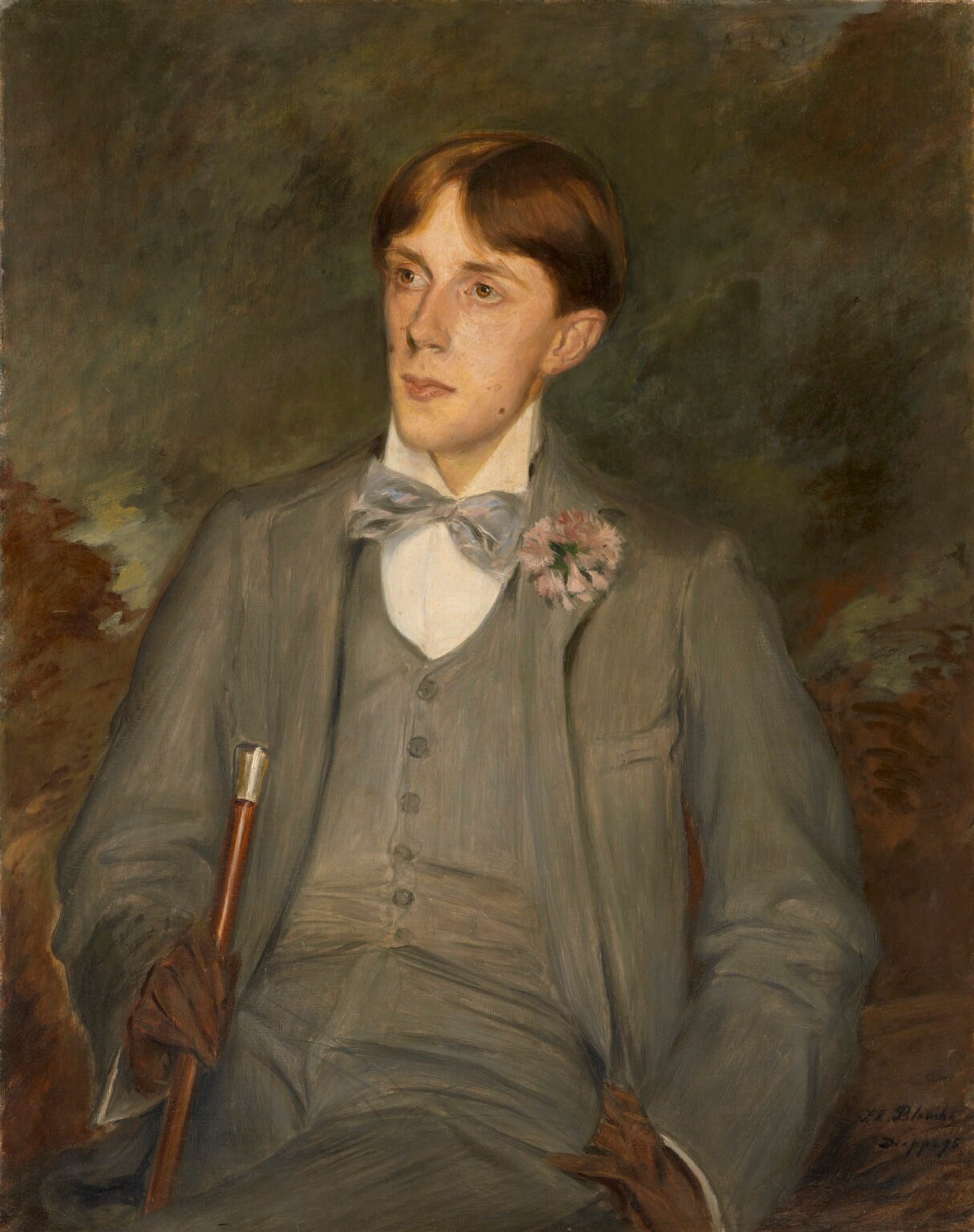
Aubrey Beardsley (1872–1898)

- Beardsley, Craig (* 1960), US-amerikanischer Schwimmer
- Beardsley, Dick (* 1956), US-amerikanischer Marathonläufer
- Beardsley, Fred (1856–1939), englischer Fußballspieler
- Beardsley, Mabel (1871–1916), englische Journalistin, Lehrerin und Schauspielerin
- Beardsley, Monroe Curtis (1915–1985), US-amerikanischer Philosoph
- Beardsley, Peter (* 1961), englischer Fußballspieler
- Beardsley, Samuel (1790–1860), US-amerikanischer Jurist und Politiker
- Beardsley, William (1605–1664), amerikanischer Pionier
- Beardsley, William S. (1901–1954), US-amerikanischer Politiker
- Beardsmore, Colin (* 1978), kanadischer Eishockeyspieler
- Beardwood, Jillian (1934–2019), britische Mathematikerin
- Beardy, Jackson (1944–1984), kanadischer Künstler
- Beardyman (* 1982), britischer Multivocalist, Musiker, Webvideoproduzent und Komödiant
- Beare, Jon (1974–2023), kanadischer Ruderer
- Beare, Thomas Hudson (1859–1940), britischer Ingenieur
- Bearfield, Nicholas David (* 1965), britischer EU-Beamter
- Bearman, Oliver (* 2005), britischer AutomobilrennfahrerOliver Bearman (* 2005)

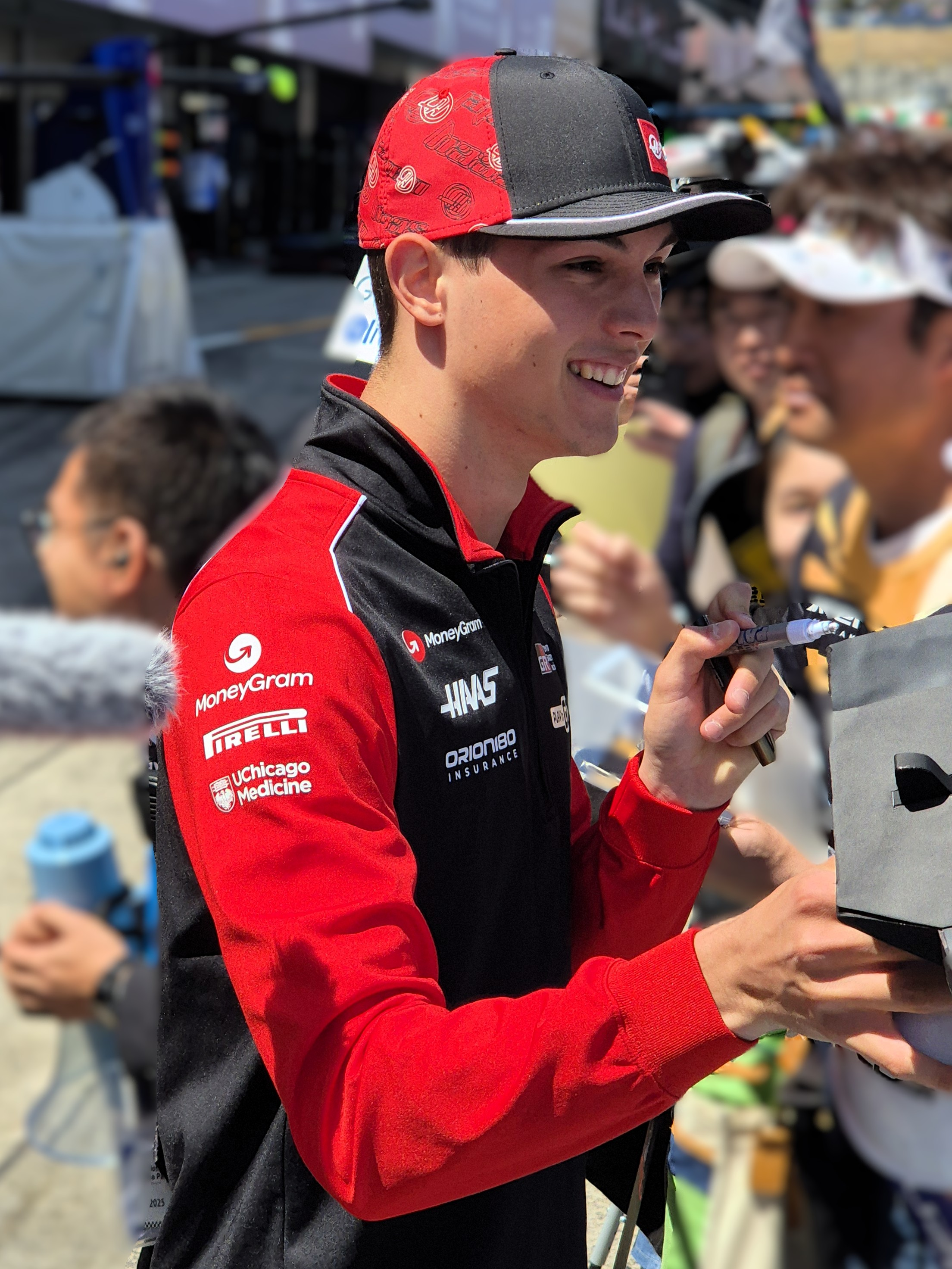
Oliver Bearman (* 2005)

- Bearman, Rico (* 2003), neuseeländischer Radrennfahrer
- Bearn, Alexander Gordon (1923–2009), britisch-US-amerikanischer Genetiker
- Bearse, Amanda (* 1958), US-amerikanische Schauspielerin und Regisseurin
- Béart, Emmanuelle (* 1963), französische Schauspielerin
- Béart, Guy (1930–2015), französischer Chansonnier, Komponist und Schauspieler
- Bearth, Ignaz (* 1984), Schweizer Politiker und Aktivist
- Bearth, Peter (1902–1989), Schweizer Geologe, Professor für Petrographie an der Universität Basel, Sachbuchautor
- Bearth, Valentin (* 1957), Schweizer Architekt
- Béaruné, Emile (* 1990), neukalodonischer Fußballspieler
- Beary, Donald Bradford (1888–1966), amerikanischer Vizeadmiral
- Bearzatti, Francesco (* 1966), italienischer Jazzsaxophonist und -klarinettist
- Bearzi, Pietro (* 1809), italienischer Bildhauer
- Bearzot, Enzo (1927–2010), italienischer Fußballspieler und -trainer

#### Beas
- Beasant, Dave (* 1959), englischer Fußballtorhüter
- Beaser, Robert (* 1954), US-amerikanischer Komponist, Dirigent und Musikpädagoge
- Beashel, Colin (* 1959), australischer Segler
- Beasley, Allyce (* 1954), US-amerikanische Schauspielerin und SynchronsprecherinAllyce Beasley (* 1954)

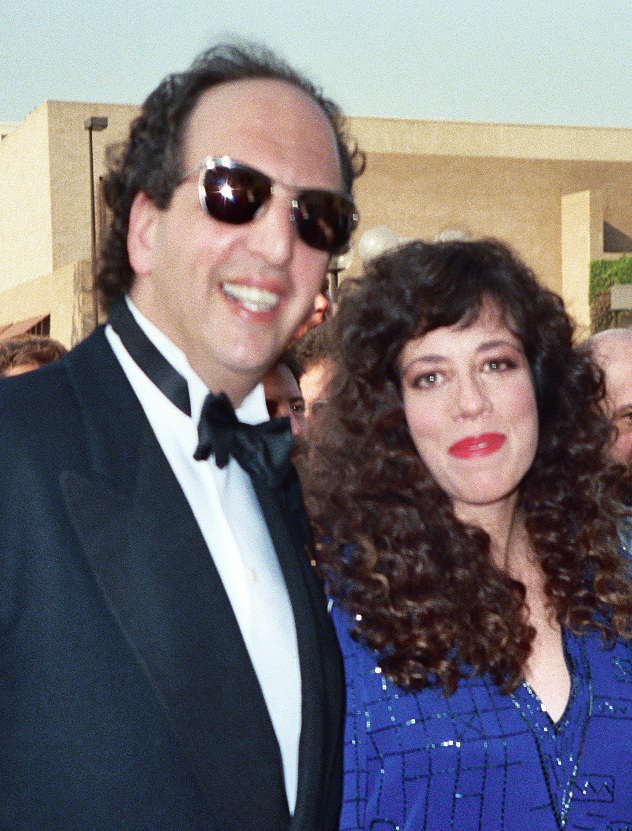
Allyce Beasley (* 1954)

- Beasley, Cheri (* 1966), US-amerikanische Richterin und Politikerin
- Beasley, Cole (* 1989), US-amerikanischer American-Football-Spieler
- Beasley, DaMarcus (* 1982), US-amerikanischer Fußballspieler
- Beasley, David (* 1957), US-amerikanischer Politiker, Gouverneur von South Carolina, UN-Funktionär
- Beasley, Glenys (* 1944), australische Sprinterin
- Beasley, Jack (1895–1949), australischer Minister
- Beasley, Jere (* 1935), US-amerikanischer Politiker
- Beasley, Jimmy, US-amerikanischer R&B-Musiker
- Beasley, John (1930–2017), australischer Radrennfahrer
- Beasley, John (1943–2023), US-amerikanischer Schauspieler
- Beasley, John (* 1960), amerikanischer Jazzpianist und Komponist
- Beasley, Kenyatta (* 1976), US-amerikanischer Jazzmusiker (Trompete)
- Beasley, Malcolm (* 1940), US-amerikanischer Physiker und Hochschullehrer an der Stanford University
- Beasley, Malik (* 1996), US-amerikanischer Basketballspieler
- Beasley, Marco (* 1957), italienischer Musiker
- Beasley, Maria (1847–1913), US-amerikanische Unternehmerin und Erfinderin
- Beasley, Michael (* 1989), US-amerikanischer BasketballspielerMichael Beasley (* 1989)

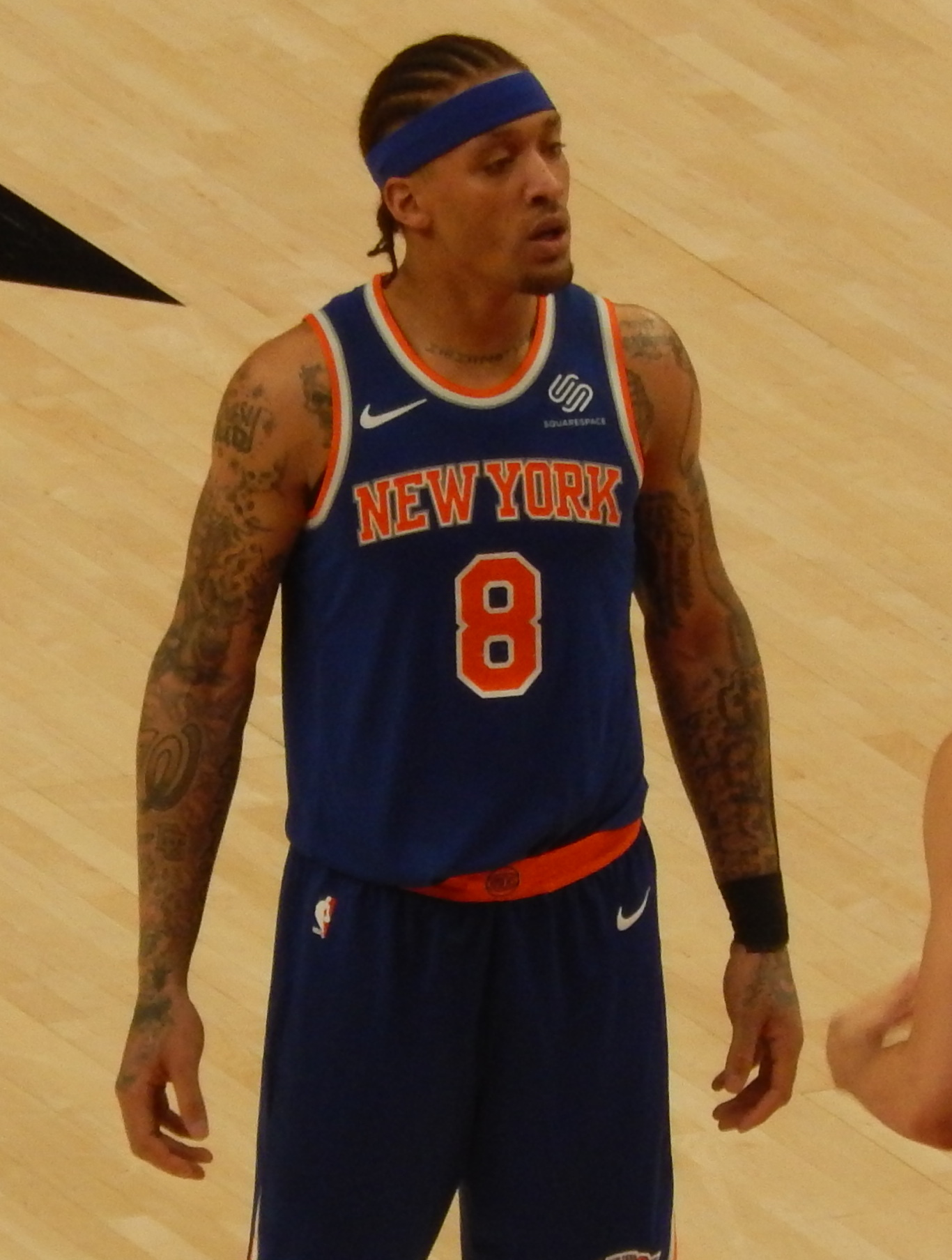
Michael Beasley (* 1989)

- Beasley, R. Palmer (1936–2012), US-amerikanischer Epidemiologe
- Beasley, Vic (* 1992), US-amerikanischer American-Football-Spieler
- Beasley, Walter (* 1961), US-amerikanischer Jazz-Saxophonist
- Beasley-Murray, George R. (1916–2000), baptistischer Neutestamentler und Hochschullehrer
- Beason, Bill (1908–1988), amerikanischer Jazz-Schlagzeuger
- Beason, Doug (* 1953), amerikanischer Science-Fiction-Autor, Physiker und Offizier
- Beason, Tanner (* 1997), US-amerikanischer Fußballspieler

#### Beat
- Beatamines (* 1986), deutscher Musikproduzent
- Beatbox Eliot (* 1972), deutscher Beatboxer, Produzent, Graffiti-Maler und Comic-Zeichner
- Beate, Friedhelm (1936–1999), deutscher Pensionär
- Beater, Axel (* 1961), deutscher Rechtswissenschaftler und Hochschullehrer
- Beater, Bruno (1914–1982), deutscher Generaloberst und stellvertretender Minister für Staatssicherheit der DDR
- Beath, Chris (* 1984), australischer Fußballschiedsrichter
- Beath, Kate (1882–1979), neuseeländische Aquarellistin und Architektin
- Beathard, C. J. (* 1993), US-amerikanischer American-Football-Spieler
- Beatie, Thomas (* 1974), US-amerikanischer Transgender-AktivistThomas Beatie (* 1974)

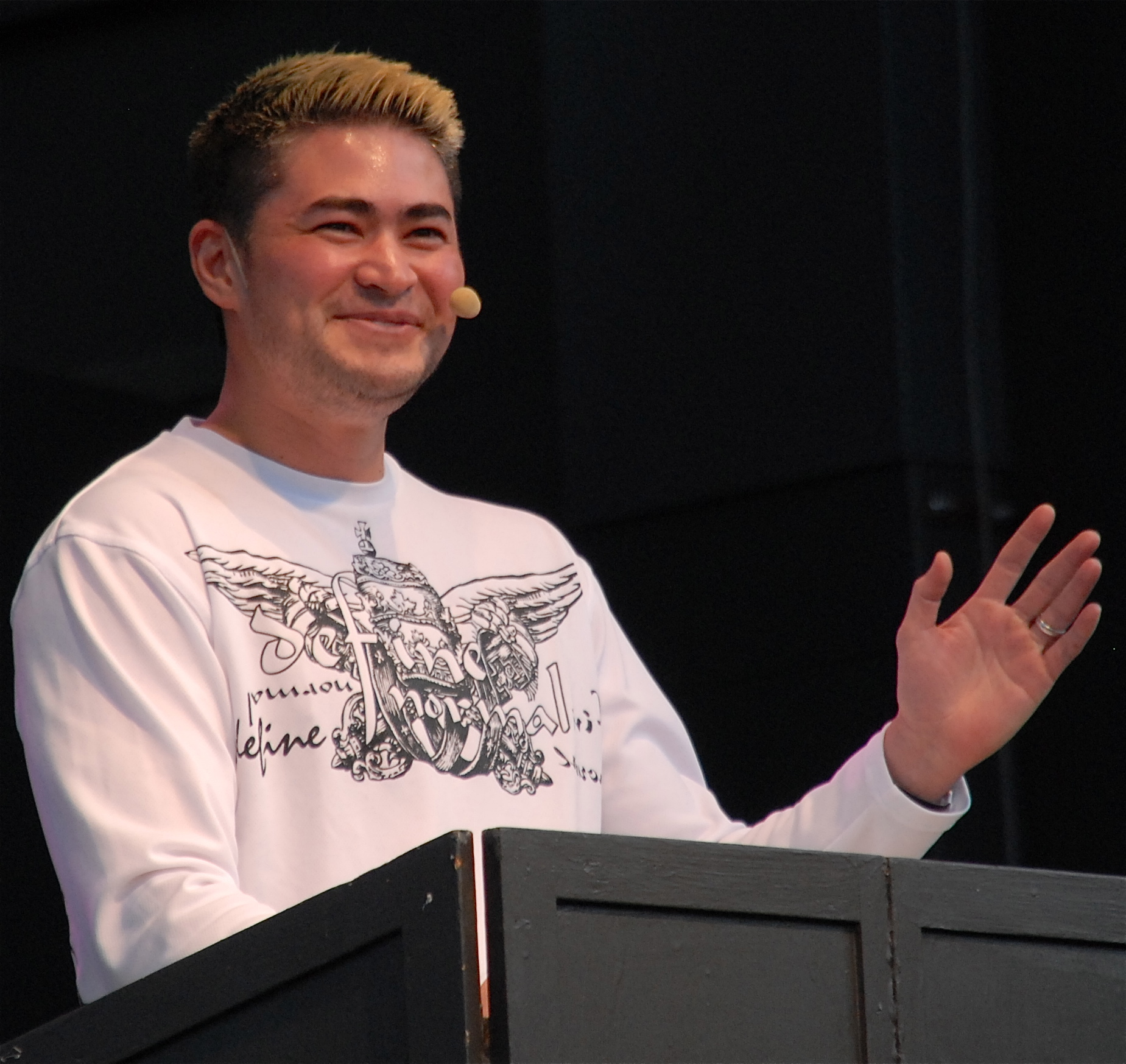
Thomas Beatie (* 1974)

- Beato, Affonso (* 1941), brasilianischer Kameramann
- Beato, Felice (1832–1909), italienischer Fotograf
- Beato, Gerónimo (* 1995), uruguayischer Fußballspieler
- Beato, Pietro (* 1601), italienischer Maler des Barock
- Beato, Rick (* 1962), US-amerikanischer Musiker, Songwriter, Tontechniker, Plattenproduzent und YouTuberRick Beato (* 1962)

Rick Beato (* 1962)

- Beaton, Alexandra (* 1994), kanadische Schauspielerin und Tänzerin
- Beaton, Cecil (1904–1980), britischer Fotograf, Bühnenbildner und Grafiker
- Beaton, David († 1546), schottischer Kardinal und Erzbischof von St Andrews
- Beaton, John (* 1982), schottischer Fußballschiedsrichter
- Beaton, Kate (* 1983), kanadische Comiczeichnerin
- Beaton, Michael (* 1988), australischer Eishockeyspieler
- Beaton, Roderick (* 1951), britischer Byzantinist und Neogräzist
- Beaton, Steve (* 1964), englischer Dartspieler
- Beaton, Terry (* 1952), australischer Zehnkämpfer
- Beatrice Contesson († 1290), Adlige aus dem Königreich Arelat
- Beatrice de Bourbon († 1383), Königin von Böhmen, zweite Frau Johanns von Luxemburg
- Beatrice de Frangepan (* 1480), Markgräfin von Brandenburg-Ansbach, Erbin von Hunyadi
- Béatrice de Planisolles (* 1274), Kleinadlige aus dem Ariège
- Beatrice I. d’Este († 1226), italienische Adlige und Benediktinerin
- Beatrice von Großbritannien und Irland (1857–1944), britische Prinzessin
- Beatrice von Portugal († 1381), Gräfin von Alburquerque
- Beatrice von Sachsen-Coburg und Gotha (1884–1966), Mitglied des britischen und des russischen Königshauses
- Beatrice von Savoyen († 1331), Tochter des Herzogs von Savoyen Amadeus V.
- Beatrice, Chris, US-amerikanischer Spieleentwickler
- Beatrijs von Nazareth (1200–1268), flämische Mystikerin
- Beatrix (1161–1228), Dauphine von Viennois, Gräfin von Albon, Grenoble, Oisans und Briançon
- Beatrix (* 1938), niederländische Adelige, ehemalige Königin der NiederlandeBeatrix (* 1938)

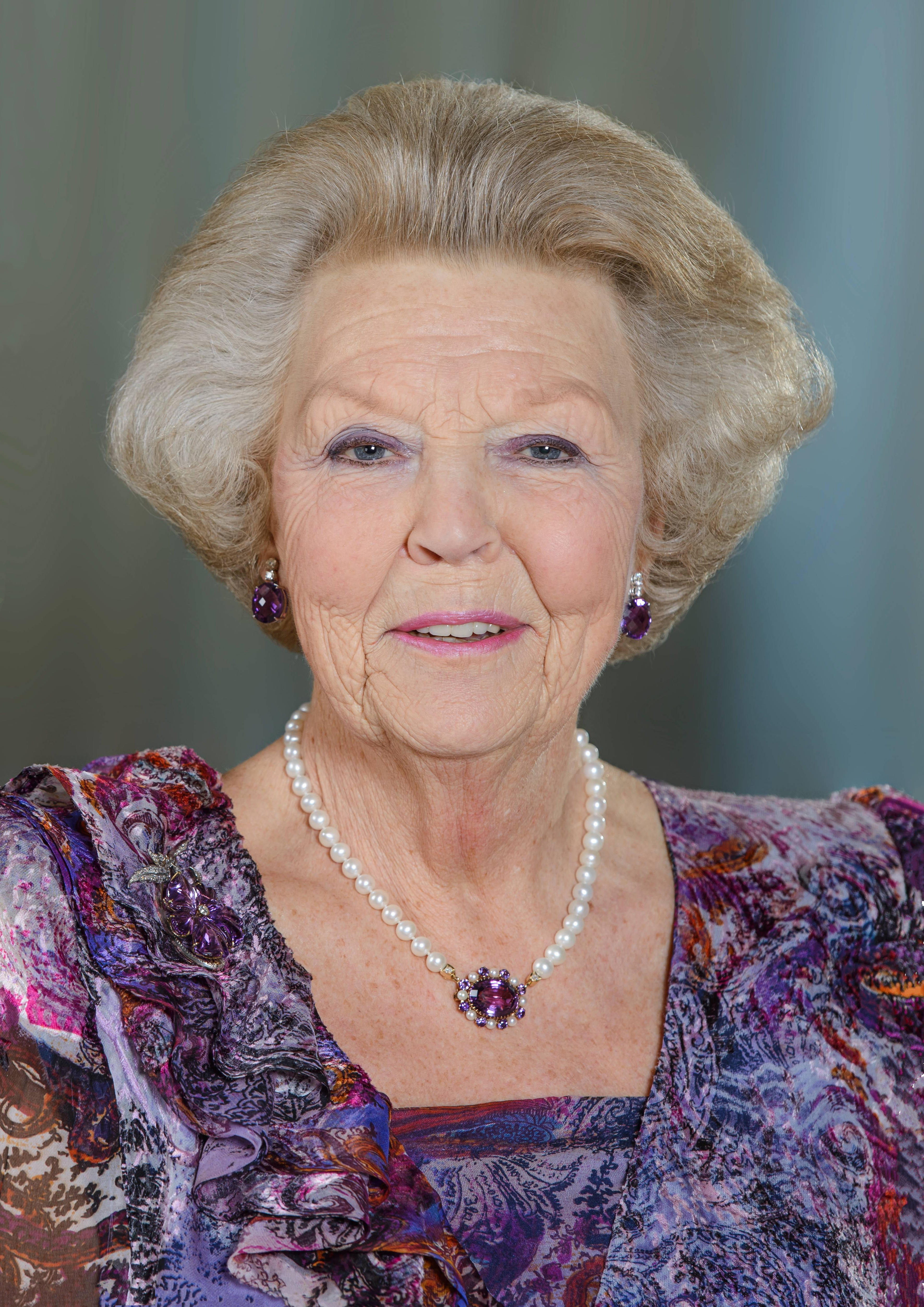
Beatrix (* 1938)

- Beatrix da Silva Meneses († 1490), portugiesische Nonne, Heilige und Ordensgründerin
- Beatrix de Rijke, niederländisches Findelkind
- Beatrix I. (1037–1061), Äbtissin von Gandersheim und Quedlinburg, Tochter Kaiser Heinrichs III.
- Beatrix II. († 1160), Äbtissin von Quedlinburg und Heerse
- Beatrix II. († 1231), Pfalzgräfin von Burgund
- Beatrix von Andechs-Meranien (1210–1271), Gräfin von Andechs Meranien, Gräfin von Weimar-Orlamünde
- Beatrix von Aragón (1457–1508), Königin von Ungarn
- Beatrix von Baden (1492–1535), markgräflich-badische Prinzessin, durch Ehe Pfalzgräfin von Simmern
- Beatrix von Bayern († 1359), Ehefrau des schwedischen Königs Erich XII. Magnusson
- Beatrix von Bayern (1403–1447), Tochter Herzog Ernsts von Bayern-München und Pfalzgräfin von Pfalz-Neumarkt
- Beatrix von Berg (1360–1395), 2. Ehefrau von Kurfürst Ruprecht I. von der Pfalz
- Beatrix von Brabant (1225–1288), Landgräfin von Thüringen; deutsche Königin (1246–1247)
- Beatrix von Brandenburg († 1314), durch Ehe Fürstin zu Mecklenburg
- Beatrix von Burgund († 1184), deutsche Königin und Kaiserin des Heiligen Römischen ReichesBeatrix von Burgund († 1184)

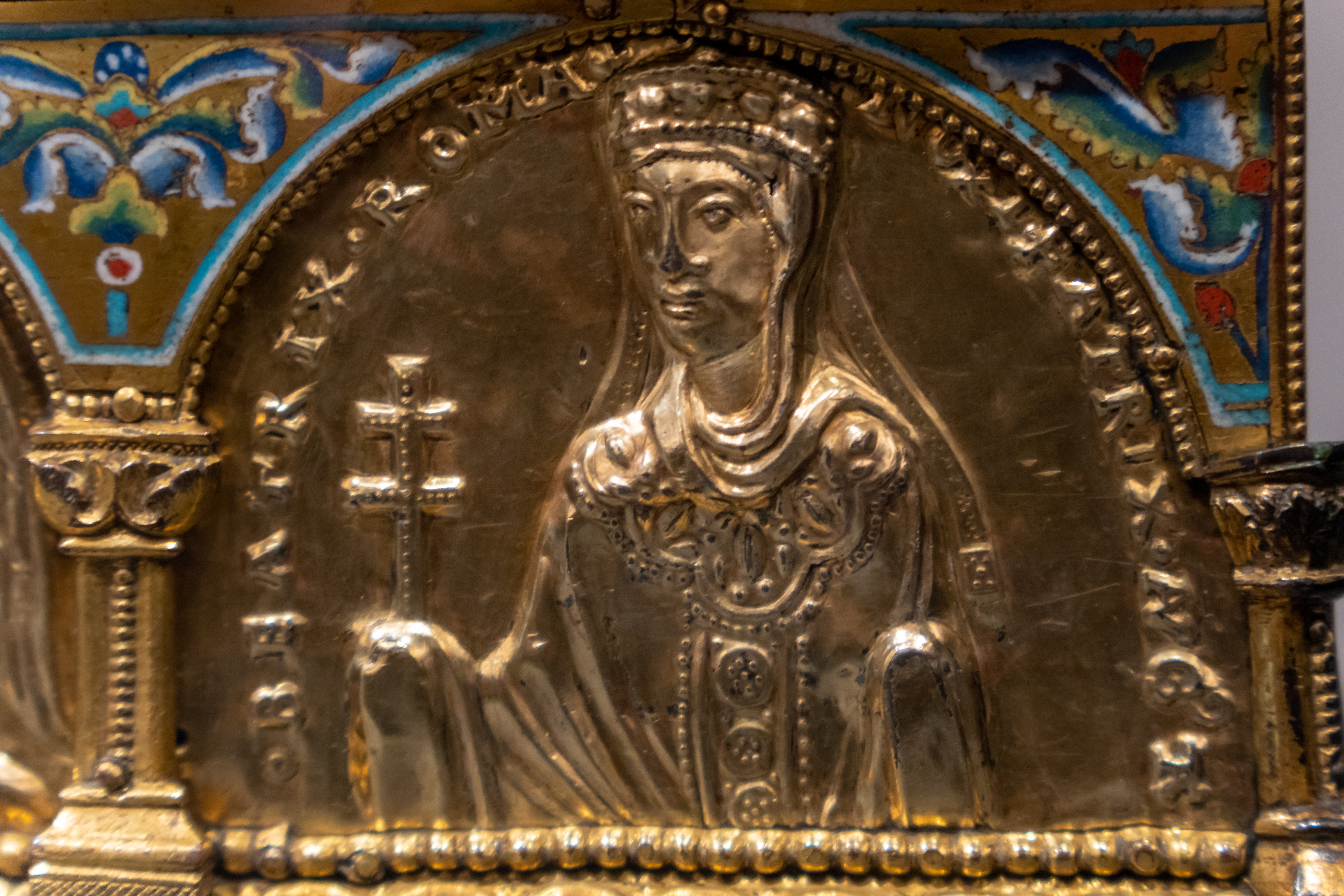
Beatrix von Burgund († 1184)

- Beatrix von Burgund († 1310), Herrin von Bourbon, Gräfin von Charolais
- Beatrix von Courtenay, Herrin der „Seigneurie de Joscelin“
- Beatrix von der Provence (1231–1267), Königin von Sizilien, Gräfin der Provence
- Beatrix von Engelport, deutsche Nonne
- Beatrix von England (1242–1275), Ehefrau von Johann II. von Bretagne
- Beatrix von Este (1215–1245), Königin von Ungarn
- Beatrix von Falkenburg (1253–1277), dritte Gemahlin des deutschen Königs Richard von Cornwall
- Beatrix von Flandern († 1296), Gräfin und Regentin von Holland
- Beatrix von Franzien, Tochter Hugos des Großen und eine Schwester von Hugo Capet
- Beatrix von Grafschaft († 1303), Äbtissin von Freckenhorst
- Beatrix von Holte († 1327), Äbtissin des Stifts Essen
- Beatrix von Kastilien (1242–1303), Prinzessin von Kastilien, Königin von Portugal (1253 bis 1279)
- Beatrix von Kastilien (1293–1359), Prinzessin von Kastilien, Königin von Portugal (1325 bis 1357)
- Beatrix von Limburg, Gräfin von Nassau und Gräfin von Limburg
- Beatrix von Lothringen († 1076), Regentin der Markgrafschaften Tuscien und Camerino sowie des Herzogtums Spoleto
- Beatrix von Luxemburg (1305–1319), Königin von Ungarn, Kroatien und Dalmatien
- Beatrix von Mecklenburg (* 1324), mecklenburgische Prinzessin und die erste fürstliche Äbtissin im Klarissenkloster Ribnitz (1348–1395)
- Beatrix von Portugal, Königin von Kastilien und LeónBeatrix von Portugal

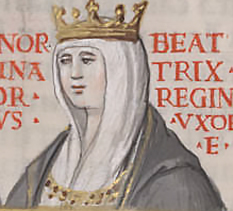
Beatrix von Portugal

- Beatrix von Portugal (1504–1538), portugiesische Prinzessin, Herzogin von Savoyen
- Beatrix von Rethel (1130–1185), Königin von Sizilien
- Beatrix von Savoyen († 1265), französische Adelige
- Beatrix von Savoyen, italienische Adlige
- Beatrix von Schlesien-Schweidnitz († 1322), erste Ehefrau Ludwigs des Bayern
- Beatrix von Schwaben (1198–1212), Gemahlin Ottos IV., Kaiserin des Heiligen Römischen Reichs
- Beatrix von Schwaben (die Jüngere) († 1235), Königin von Kastilien und León
- Beatrix von Sizilien († 1275), lateinische Titularkaiserin
- Beatrix von Sizilien-Aragon (1326–1365), Ehefrau von Pfalzgraf Ruprecht II.
- Beatrix von Vermandois, Gemahlin des westfränkischen Königs Robert I.
- Beatrix von Wolhusen († 1398), Fürstäbtissin des Fraumünsterklosters in Zürich
- Béatrix, Jean-Guillaume (* 1988), französischer Biathlet
- Beatriz de Dia, Trobairitz, Gräfin von Dia
- Beatriz, Ana (* 1985), brasilianische Automobilrennfahrerin
- Beatriz, Emilia (* 1988), puerto-ricanische Person, die Kunst und Filme produziert
- Beatriz, Stephanie (* 1981), argentinisch-US-amerikanische SchauspielerinStephanie Beatriz (* 1981)

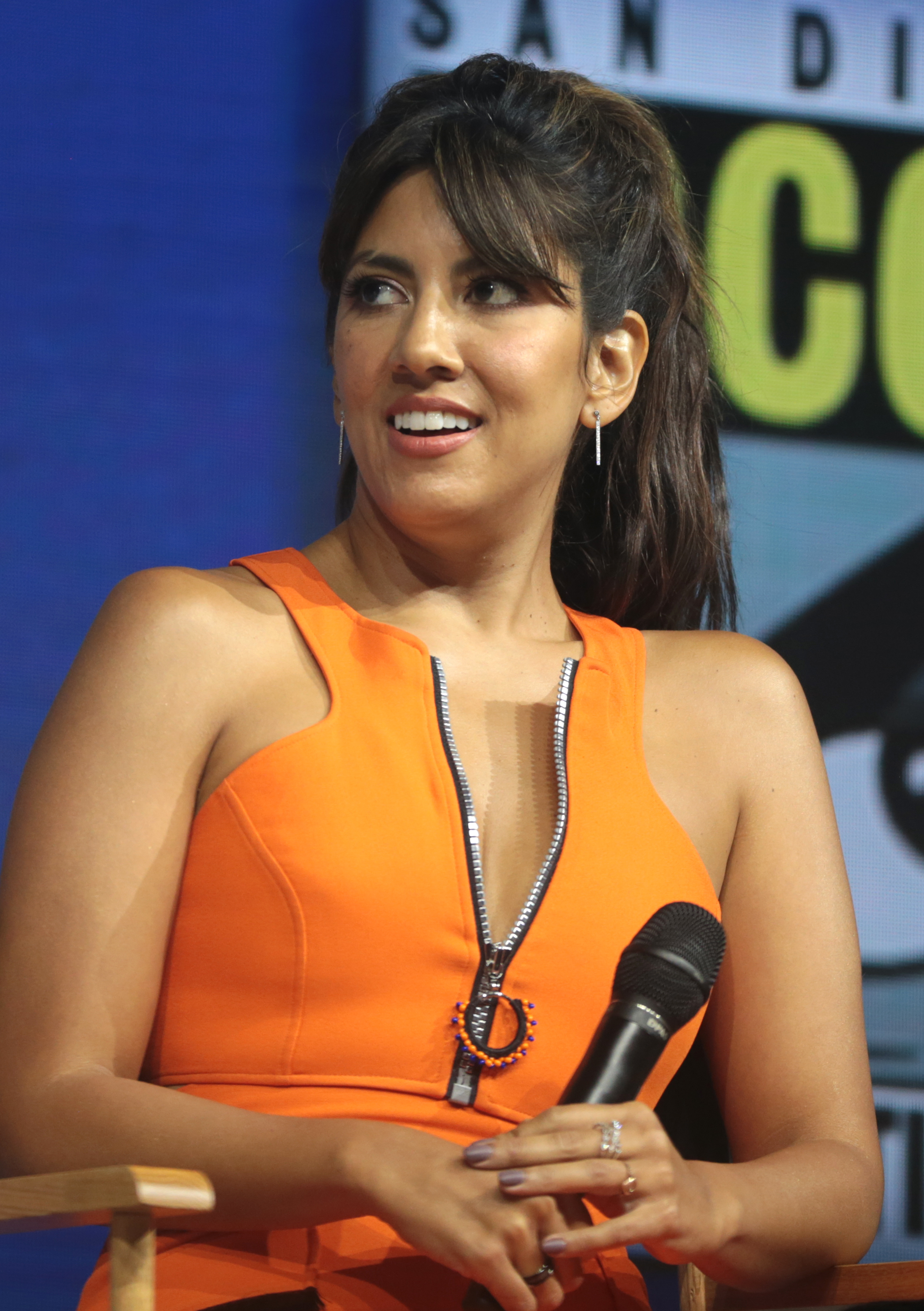
Stephanie Beatriz (* 1981)

- Beatrizet, Nicolas (1515–1565), französischer Künstler, Kupferstecher in der Renaissance in Italien
- Beatson, Alexander (1759–1830), schottisch-britischer General und Landwirt
- Beatson, George Thomas (1848–1933), britischer Arzt
- Beatt, Cynthia (* 1949), britische Filmemacherin
- Beattie, Alan (* 1949), US-amerikanischer Filmproduzent, Filmregisseur und Drehbuchautor
- Beattie, Alexander (1888–1951), britischer Kolonialbeamter
- Beattie, Amber (* 1993), englische Schauspielerin und Sängerin
- Beattie, Andy (1913–1983), schottischer Fußballspieler und -trainer
- Beattie, Ann (* 1947), US-amerikanische Schriftstellerin
- Beattie, Arthur J. (1914–1996), britischer Altphilologe und Gräzist, Offizier und Hochschullehrer
- Beattie, Bob (1933–2018), US-amerikanischer Alpinskitrainer
- Beattie, Charles (1899–1958), nordirischer Politiker, Mitglied des House of Commons
- Beattie, Charlton Reid (1869–1925), US-amerikanischer Jurist
- Beattie, Colin (* 1951), schottischer Politiker
- Beattie, Craig (* 1984), schottischer Fußballspieler
- Beattie, David (1924–2001), neuseeländischer Rechtsanwalt, Richter am Supreme Court und 14. neuseeländischer Generalgouverneur
- Beattie, George (1877–1953), kanadischer Sportschütze
- Beattie, Herbert (1926–2019), US-amerikanischer Opernsänger (Bass) und Gesangspädagoge
- Beattie, Ian (* 1965), britischer SchauspielerIan Beattie (* 1965)

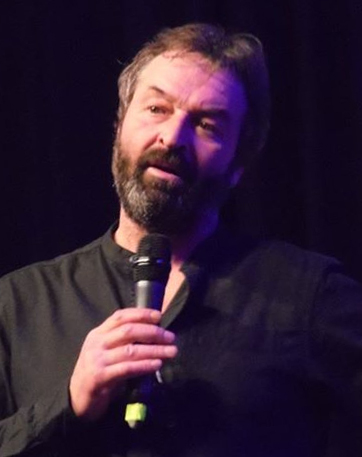
Ian Beattie (* 1965)

- Beattie, James (1735–1803), schottischer Philosoph und Schriftsteller
- Beattie, James (* 1978), englischer Fußballspieler und -trainer
- Beattie, Jennifer (* 1991), schottische Fußballspielerin
- Beattie, John (* 1957), britischer Ruderer
- Beattie, John Watt (1859–1930), Fotograf und Antiquar
- Beattie, Joseph (* 1978), britischer Schauspieler
- Beattie, Kevin (1953–2018), englischer Fußballspieler
- Beattie, Melody (1948–2025), US-amerikanische Schriftstellerin
- Beattie, Peter (* 1952), australischer Politiker
- Beattie, Phil (* 1963), britischer Hürdenläufer
- Beattie, Red (1907–1990), britischer Eishockeyspieler
- Beattie, Scott (* 1968), italo-kanadischer Eishockeyspieler und -trainer
- Beattie, Stuart (* 1972), australischer Drehbuchautor und Filmregisseur
- Beattie, Tina (* 1955), britische Theologin
- Beatty, Alfred Chester (1875–1968), US-amerikanischer Bergbauingenieur und Sammler
- Beatty, Andrew († 1934), englischer Unternehmer, Buchhalter und Mitbegründer von Balfour Beatty plc
- Beatty, Dahria (* 1994), kanadische Skilangläuferin
- Beatty, David, US-amerikanischer Filmeditor
- Beatty, David, 1. Earl Beatty (1871–1936), britischer Admiral der Royal NavyDavid Beatty, 1. Earl Beatty (1871–1936)

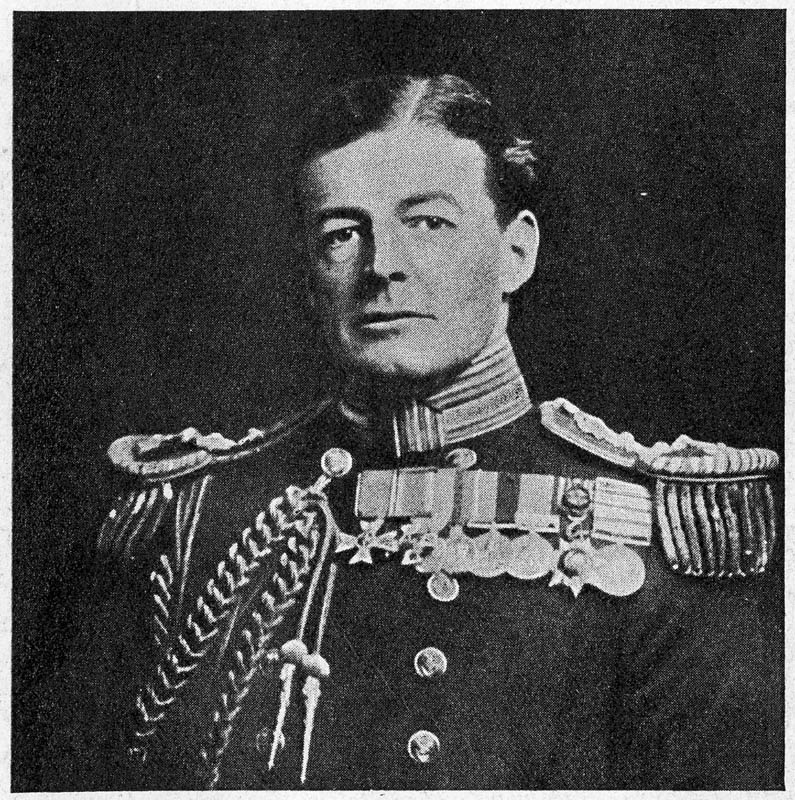
David Beatty, 1. Earl Beatty (1871–1936)

- Beatty, Debra, US-amerikanische Schauspielerin
- Beatty, Jay (* 2003), nordirischer Fan des schottischen Fußballvereins Celtic Glasgow
- Beatty, Jim (* 1934), US-amerikanischer Mittel- und Langstreckenläufer
- Beatty, John (1749–1826), US-amerikanischer Politiker
- Beatty, John (1828–1914), US-amerikanischer Offizier und Politiker
- Beatty, John (* 1961), US-amerikanischer Illustrator und Comiczeichner
- Beatty, Jordana (* 1998), australische Schauspielerin
- Beatty, Joyce (* 1950), US-amerikanische Politikerin (Demokratische Partei)
- Beatty, Maria, Schauspielerin, Filmproduzentin, Regisseurin
- Beatty, May (1880–1945), neuseeländische Sängerin und Schauspielerin
- Beatty, Ned (1937–2021), US-amerikanischer Schauspieler
- Beatty, Paul (* 1962), US-amerikanischer Schriftsteller
- Beatty, Perrin (* 1950), kanadischer Politiker
- Beatty, Robert (1909–1992), kanadischer Schauspieler
- Beatty, Samuel (1881–1970), kanadischer Mathematiker
- Beatty, Scott (* 1969), US-amerikanischer Sachbuch- und Comicautor
- Beatty, Tanaya (* 1991), kanadische Schauspielerin
- Beatty, Warren (* 1937), amerikanischer Schauspieler, Regisseur, Drehbuchautor und ProduzentWarren Beatty (* 1937)

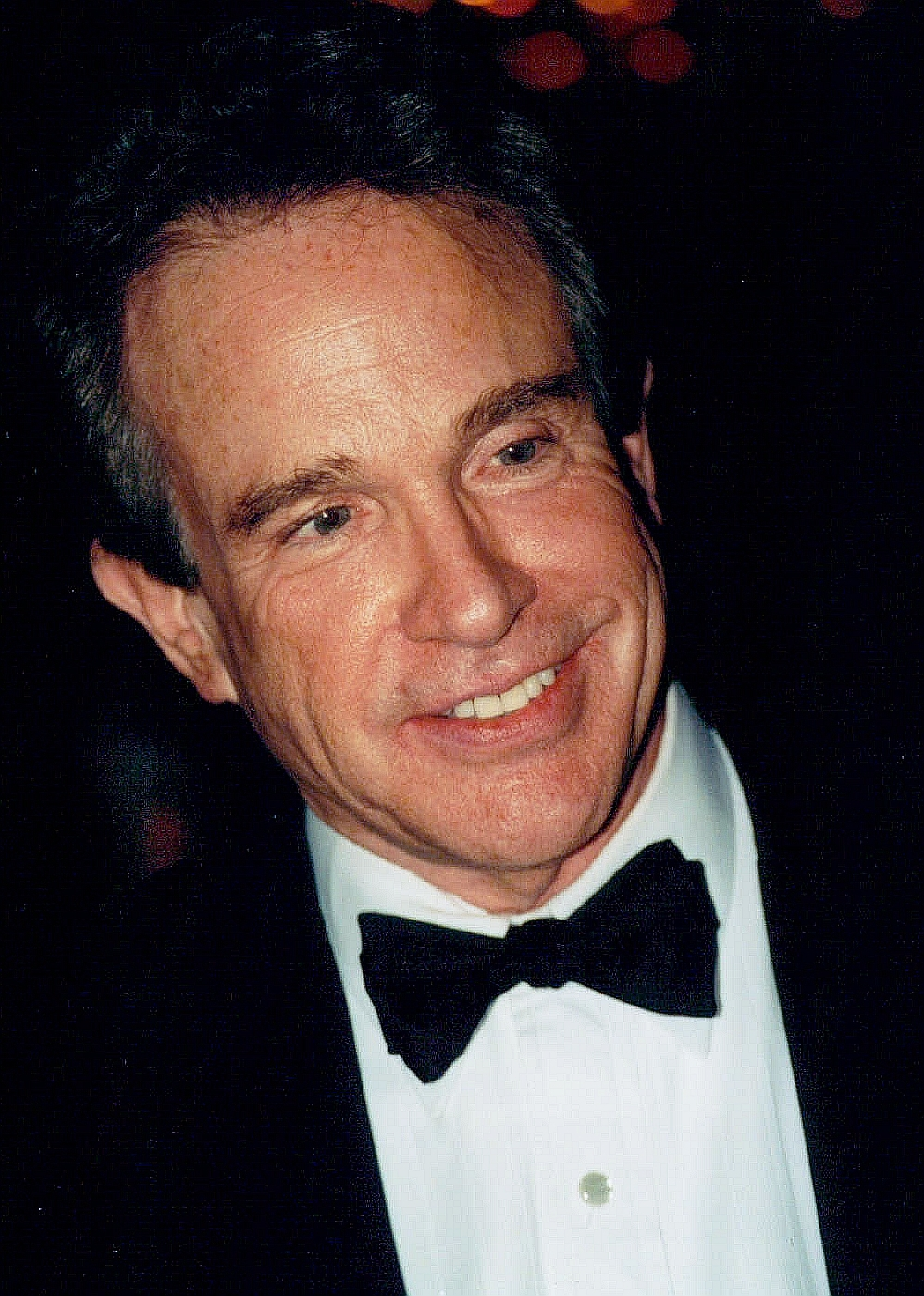
Warren Beatty (* 1937)

- Beatty, William (1787–1851), US-amerikanischer Politiker
- Beatty, William Louis (1925–2001), US-amerikanischer Jurist
- Beatus, iroschottischer Mönch und Abt des Klosters Honau
- Beatus († 811), Mitdoge von Venedig
- Beatus von Liébana, spanischer Mönch und Theologe
- Beatus von Passau, Bischof von Passau
- Beatus von Trier, Trierer Priester und Missionar
- Beaty, James (1831–1899), kanadischer Politiker und 22. Bürgermeister von Toronto
- Beaty, Madisen (* 1995), US-amerikanische Schauspielerin
- Beaty, Marjorie (1906–2002), US-amerikanische Mathematikerin
- Beaty, Martin (1784–1856), US-amerikanischer Politiker
- Beaty, Zelmo (1939–2013), US-amerikanischer Basketballspieler
- Beatzarre (* 1983), deutscher MusikproduzentBeatzarre (* 1983)

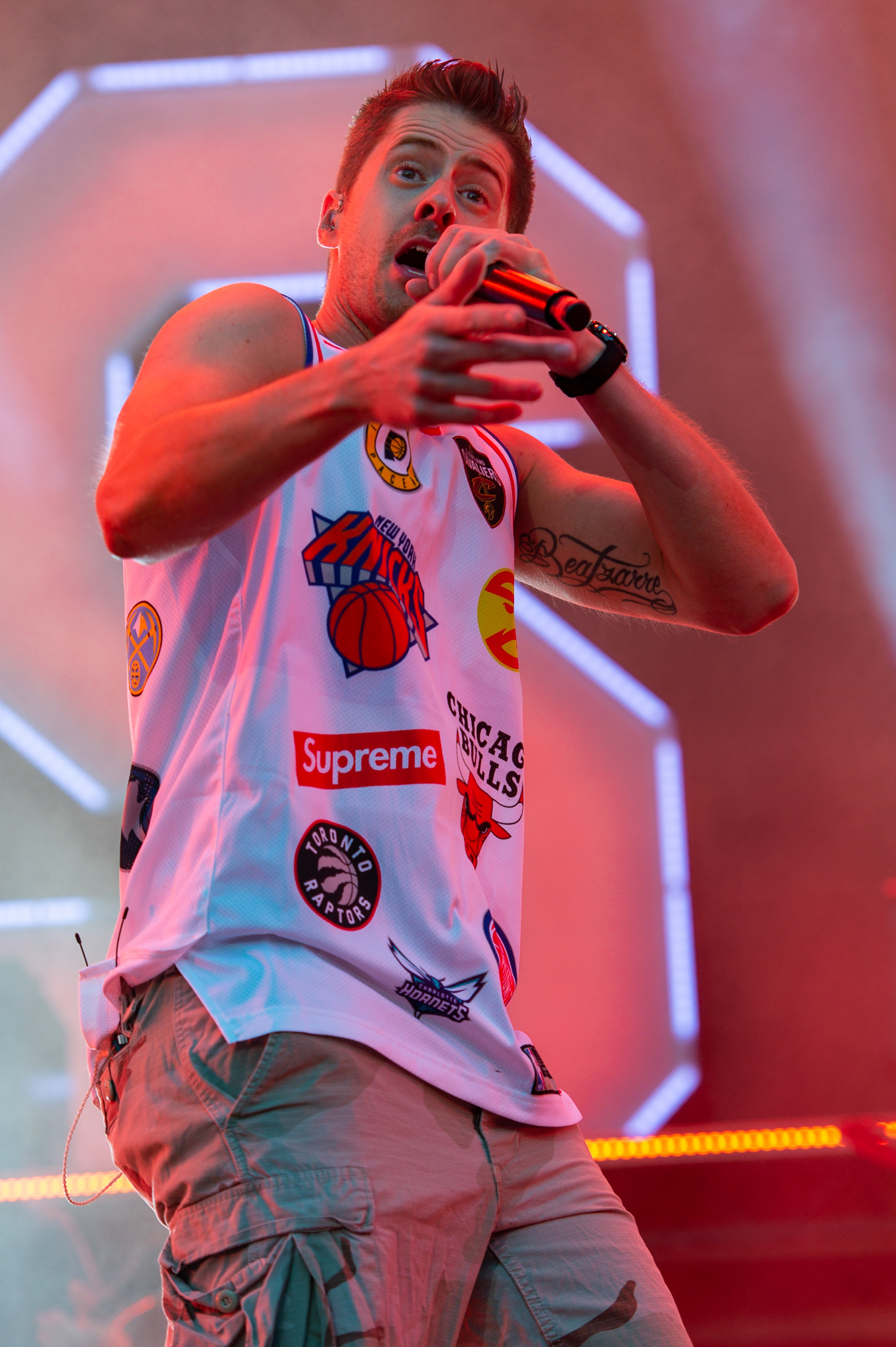
Beatzarre (* 1983)

- Beatzeps (* 1990), deutscher Gold und Platin Hip-Hop-Produzent, Rapper und Songwriter

#### Beau
- Beau de Rochas, Alphonse (1815–1893), französischer Eisenbahningenieur und Erfinder
- Beau, Albin Eduard (1907–1969), deutscher Germanist, Romanist und Lusitanist
- Beau, Christofer von (* 1963), deutscher Schauspieler
- Beau, Emil (1910–1971), deutscher Zeitungskorrektor, Ordensjunker und Buchdrucker
- Beau, Heinie (1911–1987), US-amerikanischer Jazzmusiker und Arrangeur
- Beau, Jérôme (* 1957), französischer Geistlicher und römisch-katholischer Erzbischof von Poitiers
- Beau, Jules (1864–1932), französischer Sportfotograf
- Beau, Pierre le (* 1986), deutscher FußballspielerPierre le Beau (* 1986)

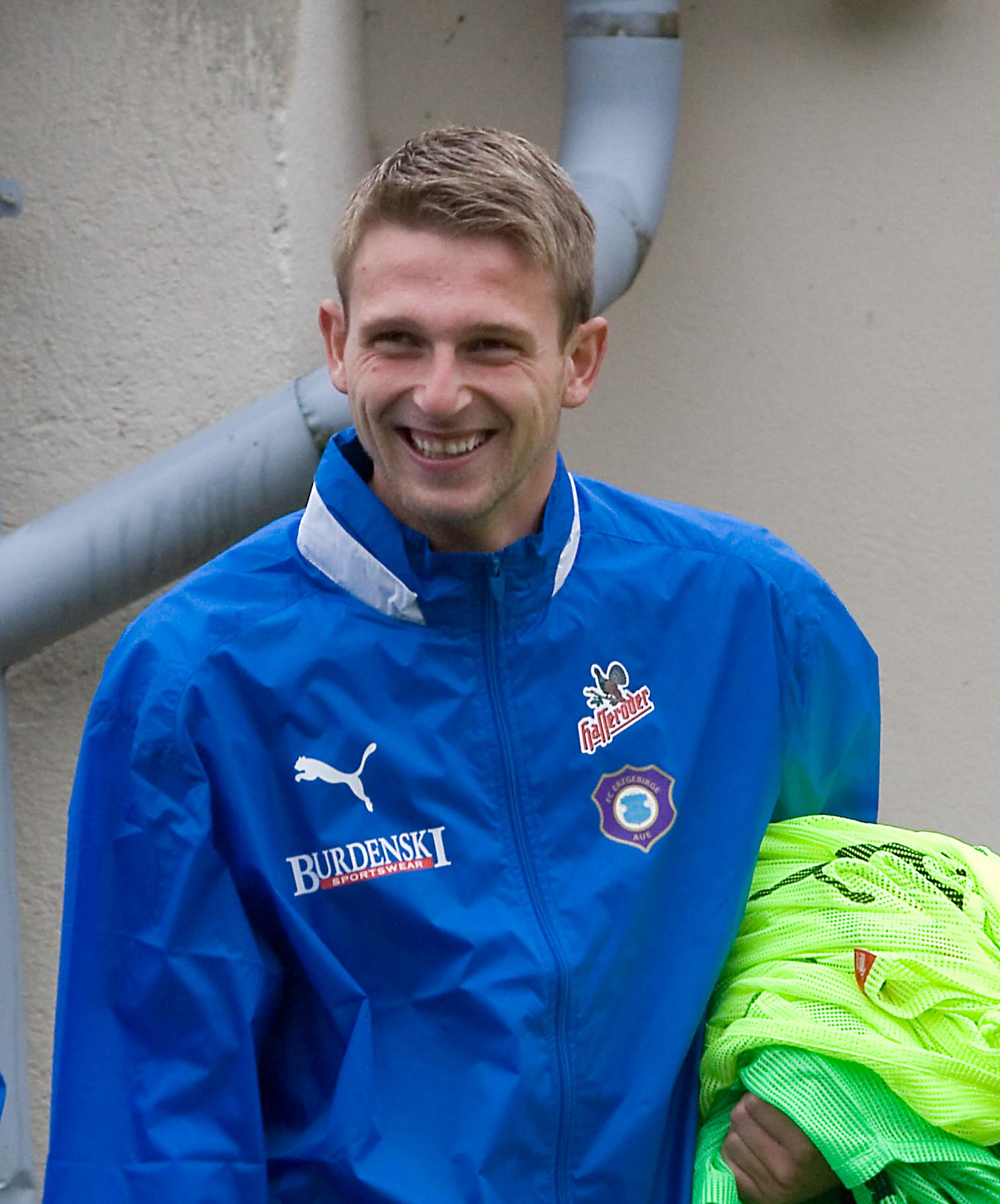
Pierre le Beau (* 1986)

##### Beaub
- Beaubien, Layne (* 1976), US-amerikanischer Wasserballspieler
- Beaubois, Rodrigue (* 1988), französischer Basketballspieler
- Beaubour, Mademoiselle (1665–1740), französische Schauspielerin
- Beaubourg, Maurice (1859–1943), französischer Schriftsteller
- Beaubrun, Charles (1604–1692), französischer Maler
- Beaubrun, Henri (1603–1677), französischer Maler
- Beaubrun, Soveline (* 1997), haitianische Fußballspielerin

##### Beauc
- Beaucage, Marc (* 1973), kanadischer Eishockeyspieler
- Beaucaire de Péguillon, François de (1514–1591), französischer Theologe und Historiker, Bischof von Metz
- Beaucamp, Eduard (* 1937), deutscher Journalist, Kunstkritiker und Publizist
- Beaucamp, Theodor (1892–1944), deutscher Verwaltungsbeamter, Landrat des Landkreises Düren
- Beaucarne, Christophe (* 1965), belgischer Kameramann
- Beaucé, Jean-Adolphe (1818–1875), französischer Maler und Grafiker
- Beauchamp, Alphonse de (1767–1832), französischer Historiker
- Beauchamp, Anne 15. Countess of Warwick (1444–1449), englische Adlige
- Beauchamp, Bianca (* 1977), kanadisches Fetisch- und Erotik-ModelBianca Beauchamp (* 1977)

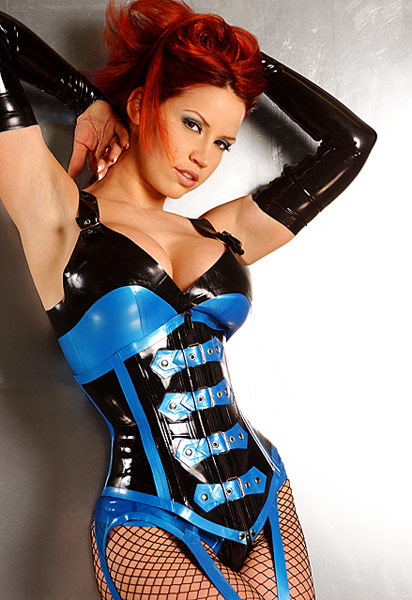
Bianca Beauchamp (* 1977)

- Beauchamp, Charles E. (1908–1994), US-amerikanischer Offizier, Generalmajor der US-Army
- Beauchamp, Clem (1898–1992), US-amerikanischer Regieassistent und Filmschauspieler
- Beauchamp, Emerson (1899–1971), US-amerikanischer Politiker
- Beauchamp, Geoffrey de, anglonormannischer Ritter, Militär und Beamter
- Beauchamp, George D. (1899–1941), US-amerikanischer Musiker, Erfinder und Unternehmer (Rickenbacker Guitars)
- Beauchamp, Guy de, 10. Earl of Warwick († 1315), englischer Adliger
- Beauchamp, Henry de, 1. Duke of Warwick (1425–1446), englischer Adeliger
- Beauchamp, Hugh de, normannischer Adliger
- Beauchamp, Isabella de, englische Adlige
- Beauchamp, Jesse L. (* 1942), US-amerikanischer Chemiker
- Beauchamp, Joan (1890–1964), englische Kämpferin gegen den Ersten Weltkrieg, Suffragette und Mitbegründerin der Kommunistischen Partei Großbritanniens
- Beauchamp, John de, 1. Baron Beauchamp de Warwick († 1360), englischer Adliger
- Beauchamp, Johnny (1923–1981), US-amerikanischer Rennfahrer
- Beauchamp, Jonny (* 1989), US-amerikanischer Schauspieler
- Beauchamp, Kay (1899–1992), englische Suffragette, Zeitungsmitberünderin, Mitglied der Kommunistischen Partei Großbritanniens
- Beauchamp, Margaret, Countess of Shrewsbury (1404–1467), englische Adlige
- Beauchamp, Margaret, Duchess of Somerset († 1482), englische Adlige
- Beauchamp, MarJon (* 2000), US-amerikanischer Basketballspieler
- Beauchamp, Michael (* 1981), australischer Fußballspieler
- Beauchamp, Miles de, anglonormannischer Adliger
- Beauchamp, Payn de, anglonormannischer Adliger
- Beauchamp, Pierre (1631–1705), französischer Tänzer und Choreograf
- Beauchamp, Pierre Joseph (1752–1801), französischer Diplomat und Astronom
- Beauchamp, Richard, 13. Earl of Warwick (1382–1439), englischer Adliger und Militär
- Beauchamp, Simon de, anglonormannischer Adliger und Höfling
- Beauchamp, Simon de, anglonormannischer Adliger
- Beauchamp, Sylvain (* 1964), kanadisch-französischer Eishockeyspieler
- Beauchamp, Thomas de, 11. Earl of Warwick († 1369), englischer Adliger und Heerführer
- Beauchamp, Thomas de, 12. Earl of Warwick († 1401), englischer Adliger und Lord Appelant
- Beauchamp, Tom (1939–2025), US-amerikanischer Moralphilosoph
- Beauchamp, William de († 1260), anglonormannischer Adliger, Richter und Beamter
- Beauchamp, William de, 9. Earl of Warwick († 1298), englischer Magnat
- Beauchamp, William, 1. Baron Bergavenny († 1411), englischer Adliger und Heerführer
- Beauchamp-Huppé, Fleurette (1907–2007), kanadische Pianistin, Musikpädagogin und Sängerin (Sopran)
- Beauchamp-Proctor, Andrew (1894–1921), südafrikanisches Fliegerass
- Beauchamps, Pierre-François Godard de (1689–1761), französischer Dramatiker, Romanschriftsteller und Übersetzer
- Beauchard, Karine (* 1978), französische Mathematikerin
- Beauchemin, Catherine (* 1998), kanadische Hindernisläuferin
- Beauchemin, Eric (* 1991), US-amerikanischer Snowboarder
- Beauchemin, François (* 1980), kanadischer Eishockeyspieler
- Beauchemin, Georges (1891–1957), kanadischer Sänger
- Beauchemin-Pinard, Catherine (* 1994), kanadische Judoka
- Beauchêne, Atala (1814–1894), französische Schauspielerin
- Beauchêne, Jacques Gouin de (1652–1730), französischer Kapitän
- Beauclair, Alexander Wilhelm de (1877–1962), deutscher Maler, Dichter und Verleger
- Beauclair, Conny de (* 1952), österreichischer Türsteher und SzenefotografConny de Beauclair (* 1952)

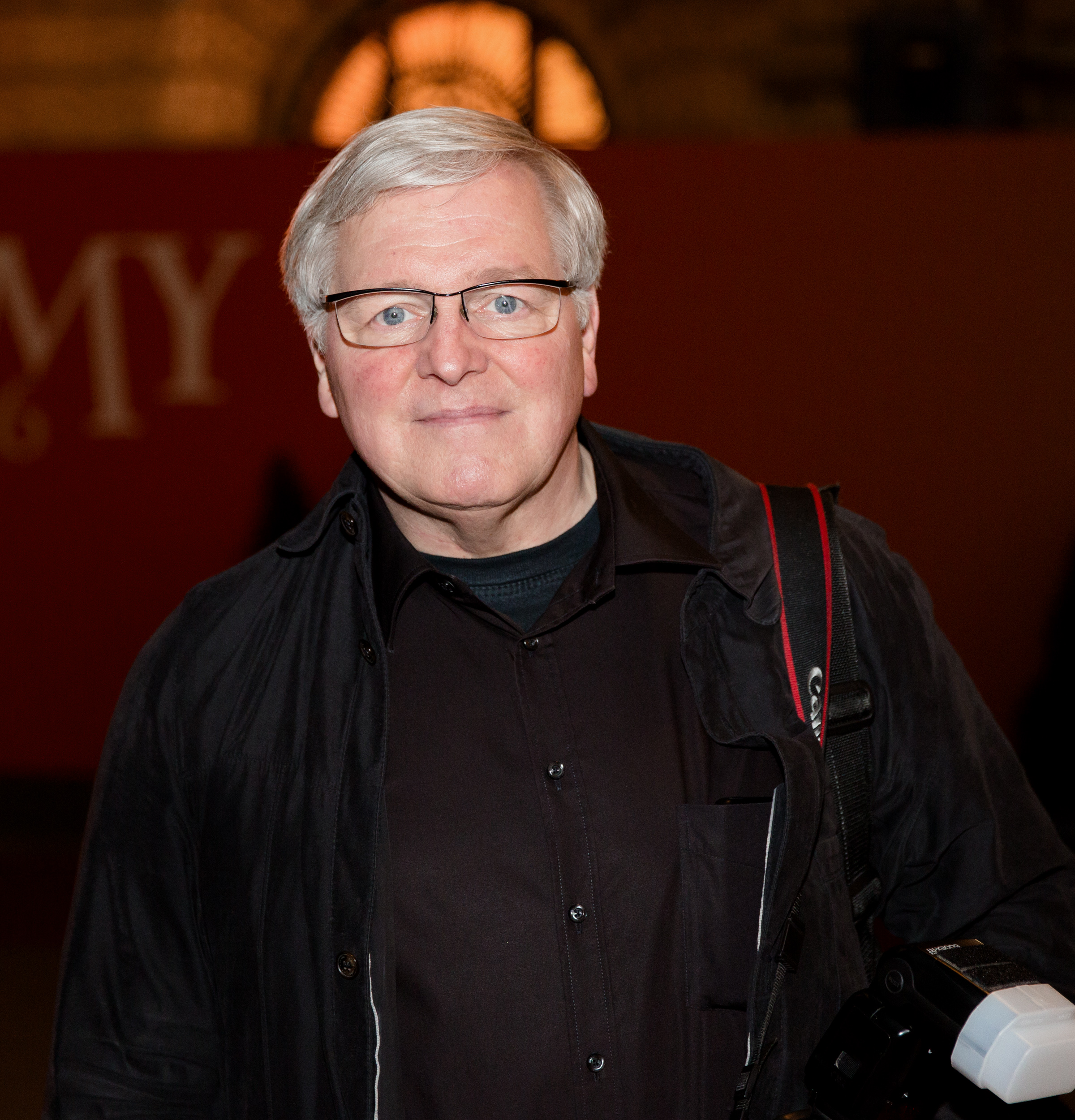
Conny de Beauclair (* 1952)

- Beauclair, Friederike de (1882–1946), deutsche Malerin
- Beauclair, Gotthard de (1907–1992), deutscher Verleger, Buchgestalter und Lyriker
- Beauclair, Henri (1860–1919), französischer Schriftsteller und Journalist
- Beauclair, Victor de (1874–1929), deutscher Bergsteiger, Ballonfahrer und Skipionier
- Beauclair, Wilfried de (1912–2020), deutscher Mechaniker und Erfinder
- Beauclerk, Diana (1734–1808), britische Malerin
- Beauclerk, Diana, Duchess of St Albans († 1742), Oberhofmeisterin der Caroline, Princess of Wales
- Beauclerk, Murray, 14. Duke of St. Albans (* 1939), britischer Peer und Politiker (Conservative Party)
- Beaucourt, Georges (1912–2002), französischer Fußballspieler

##### Beaud
- Beaud, Clément (* 1980), kamerunischer Fußballspieler
- Beaud, Marie-Claude (1946–2024), französische Kuratorin und Museumsleiterin in Frankreich, Luxemburg und Monaco
- Beaud, Romain (* 1995), Schweizer Unihockeyspieler
- Beaudet, Jean-Marie (1908–1971), kanadischer Dirigent, Pianist und Organist
- Beaudet, Marie-Pier (* 1986), kanadische Bogenschützin
- Beaudet, Pierre (* 1924), kanadischer Pianist und Komponist
- Beaudette, Francis M., US-amerikanischer Offizier, Generalleutnant der US-Army
- Beaudin, André (1895–1979), französischer Maler, Zeichner, Grafiker und Bildhauer
- Beaudin, Jean (1939–2019), kanadischer Filmregisseur, Drehbuchautor und Filmeditor
- Beaudine, William (1892–1970), US-amerikanischer Regisseur
- Beaudoin, Éric (* 1980), kanadischer Eishockeyspieler
- Beaudoin, Gérald (1929–2008), kanadischer Jurist und Politiker (Conservative party)
- Beaudoin, Marie-Soleil (* 1982), kanadische Fußballschiedsrichterin
- Beaudoin, Michelle (* 1975), kanadische Schauspielerin
- Beaudouin, Eugène (1898–1983), französischer Architekt und Stadtplaner
- Beaudouin, Pierre-Marie-Mondry (1852–1928), französischer Gräzist sowie Neogräzist
- Beaudreau, Pete, US-amerikanischer Filmeditor
- Beaudry, Jean-Louis (1809–1886), kanadischer Politiker und Unternehmer
- Beaudry, Karl Friedrich (1812–1894), russischer Veduten-, Landschafts-, Genre- und Porträtmaler
- Beaudry, Paul (* 1960), kanadischer Ökonom
- Beaudry, Prudent (1816–1893), kanadisch-amerikanischer Politiker
- Beaudry, Roméo (1882–1932), kanadischer Komponist, Musikkritiker, -produzent und -verleger
- Beaudry, Sarah (* 1994), kanadische Biathletin
- Beauducel, André (* 1965), deutscher Psychologe
- Beauduin, Lambert (1873–1960), belgischer Ordensgeistlicher, Liturgiker und Ökumeniker

##### Beauf
- Beaufait, Mark (* 1970), US-amerikanischer Eishockeyspieler
- Beaufaux, Polydore (1829–1905), belgischer Maler und Kunstpädagoge
- Beaufils, Simon, französischer Kameramann
- Beauford, Carter (* 1957), US-amerikanischer Schlagzeuger und Mitglied der Dave Matthews Band
- Beaufort, Alexander von (1683–1743), preußischer Generalmajor, Chef des Infanterieregiments „von Beaufort“, Erbherr von Diesdonk bei Geldern
- Beaufort, Edmund, 1. Duke of Somerset († 1455), englischer Feldherr und PolitikerEdmund Beaufort, 1. Duke of Somerset († 1455)

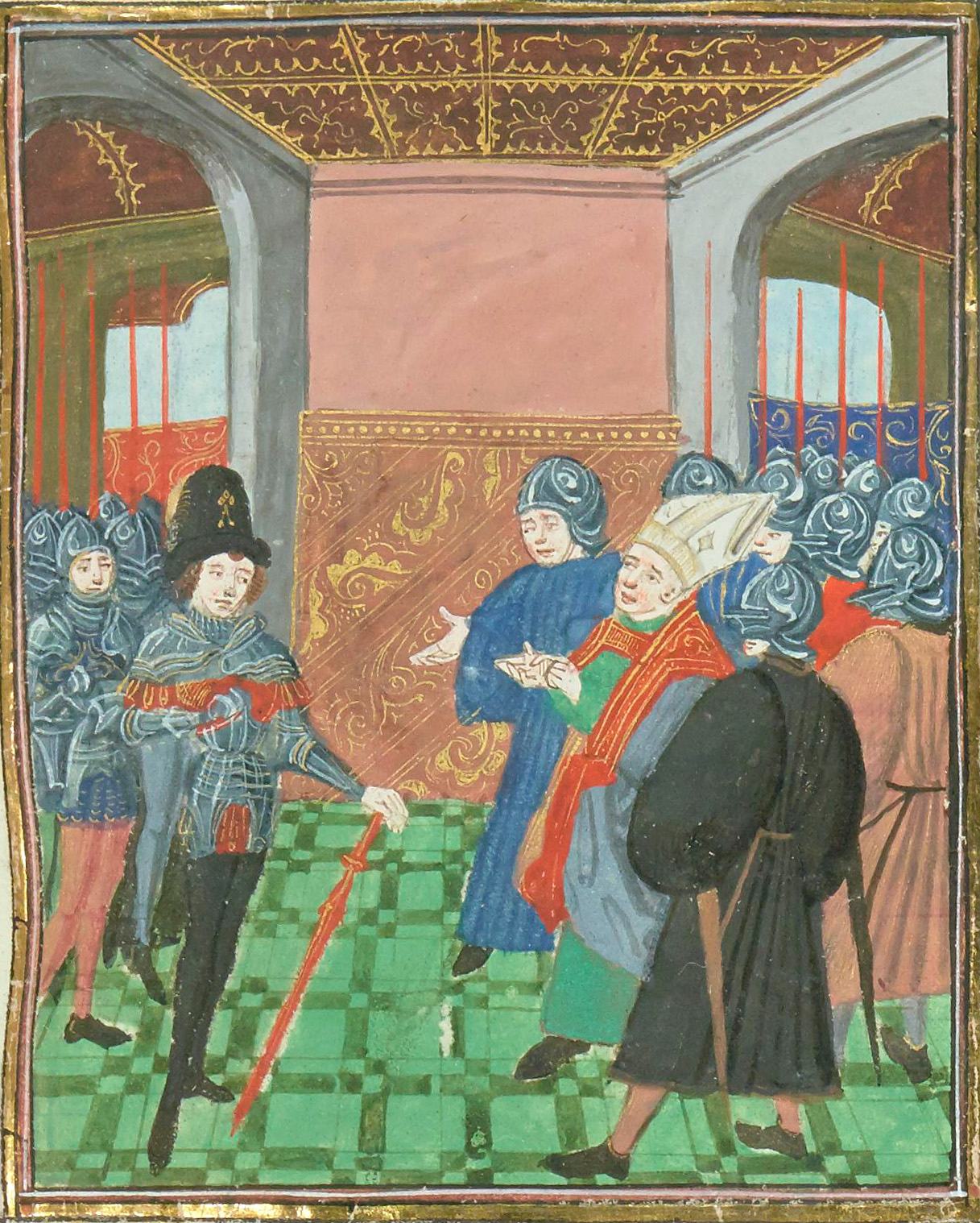
Edmund Beaufort, 1. Duke of Somerset († 1455)

- Beaufort, Edmund, 3. Duke of Somerset († 1471), Titularherzog von Somerset und englischer Militärführer im Rosenkrieg
- Beaufort, Eustache de (1636–1709), französischer Adliger, Zisterzienserabt und Ordensreformer
- Beaufort, Francis (1774–1857), britischer Admiral
- Beaufort, Henry (1375–1447), Bischof von Winchester, Lordkanzler von England, Kardinal, päpstlicher Legat
- Beaufort, Henry, 2. Duke of Somerset (1436–1464), Befehlshaber in den Rosenkriegen
- Beaufort, Henry, 2. Earl of Somerset († 1418), englischer Adliger
- Beaufort, Joan (1406–1445), Königin von Schottland
- Beaufort, Joan, Countess of Westmorland (1379–1440), englische Adlige
- Beaufort, John, 1. Duke of Somerset (1404–1444), englischer Adliger
- Beaufort, John, 1. Earl of Somerset († 1410), englischer Adliger
- Beaufort, Leicester Paul (1853–1926), britischer Barrister und Kolonialgouverneur von Nord-Borneo
- Beaufort, Lieven Ferdinand de (1879–1968), niederländischer Ichthyologe
- Beaufort, Margaret († 1474), englische Adlige
- Beaufort, Margaret (1443–1509), englische AdligeMargaret Beaufort (1443–1509)

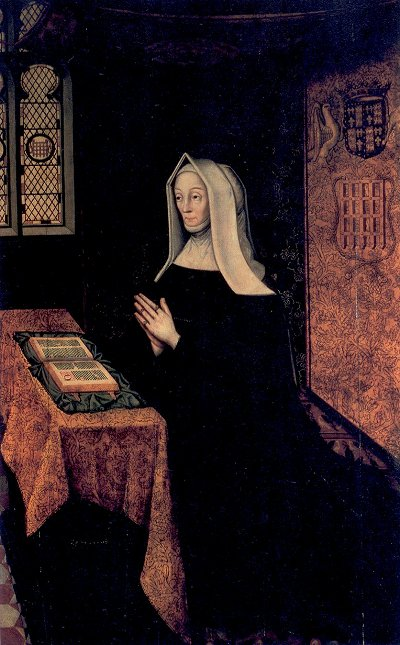
Margaret Beaufort (1443–1509)

- Beaufort, Thomas, 1. Duke of Exeter (1377–1426), Kanzler von England
- Beaufort, Thomas, Count of Perche († 1431), englischer Militär während des Hundertjährigen Krieges
- Beaufort, Willem Hendrik de (1845–1918), niederländischer Politiker, Außenminister, Mitglied der Ersten und Zweiten Kammer der Generalstaaten
- Beaufort-Spontin, Christian (* 1947), österreichischer Kunsthistoriker und Waffenkundler
- Beaufoy, Simon (* 1966), britischer Drehbuchautor
- Beaufrand, Roger (1908–2007), französischer Radrennfahrer
- Beaufre, André (1902–1975), französischer Offizier, General der französischen Armee
- Beaufret, Jean (1907–1982), französischer Philosoph
- Beaufront, Louis de (1855–1935), französischer Esperantist und Mitbegründer der konkurrierenden Plansprache Ido

##### Beaug
- Beaugé, Lucien Marie (1879–1958), französischer Ozeanograf und Seeoffizier
- Beaugé, Víctor Enrique (1936–2022), argentinischer Diplomat
- Beaugeant, Chantal (* 1961), französische Siebenkämpferin
- Beaugendre, François (1880–1936), französischer Radsportler
- Beaugendre, Omer (1883–1954), französischer Radsportler
- Beaugrand, Cassandre (* 1997), französische TriathletinCassandre Beaugrand (* 1997)

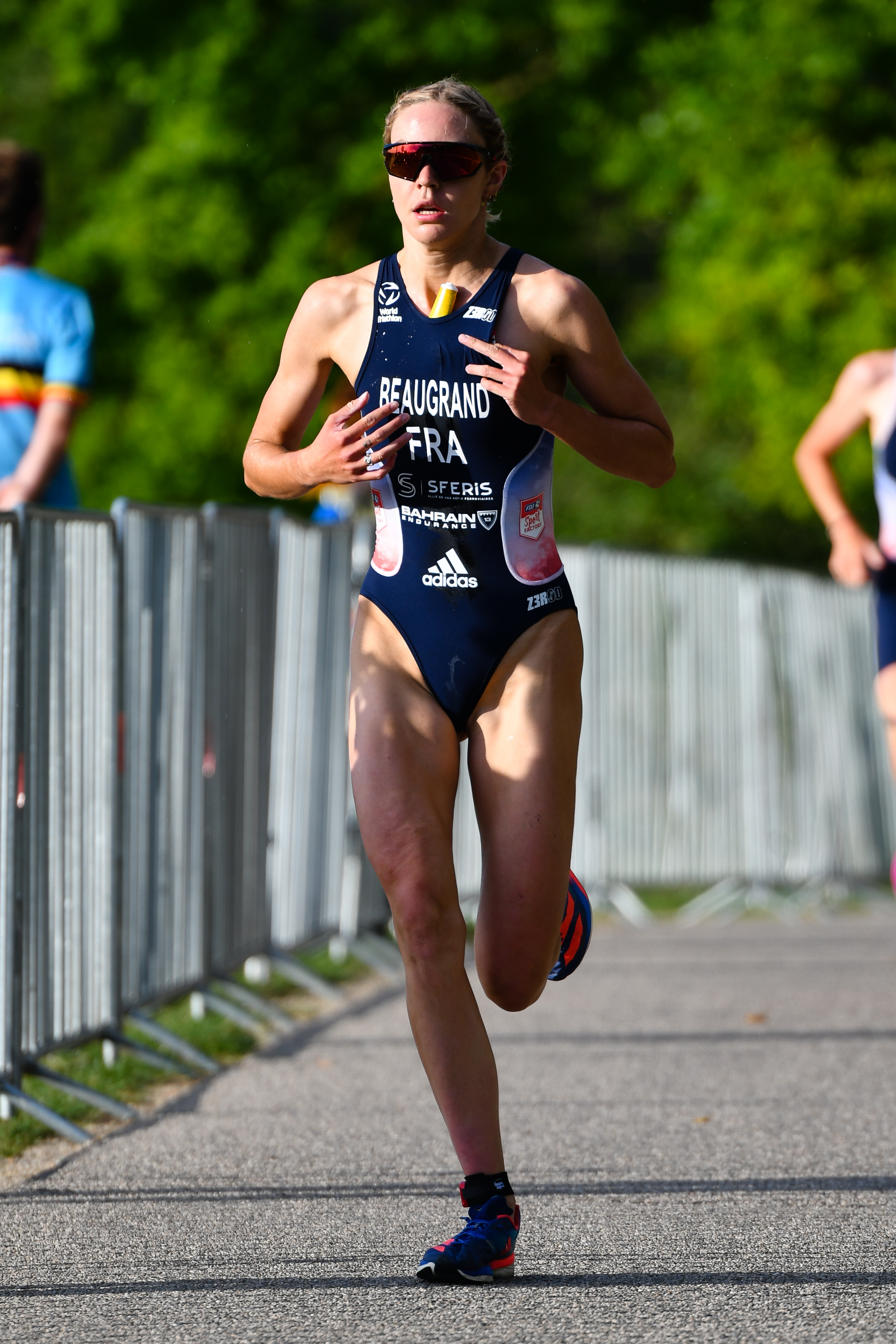
Cassandre Beaugrand (* 1997)

- Beaugrand, Catherine (* 1953), französische Installationskünstlerin und Bildhauerin
- Beaugrand, Günter (1927–2018), deutscher Journalist und Publizist
- Beaugrand, Honoré (1848–1906), kanadischer Politiker, Publizist, Journalist und Schriftsteller
- Beaugrand, Jean de (1584–1640), französischer Mathematiker, Philosoph und Maler
- Beaugrande, Robert-Alain de (1946–2008), österreichischer Linguist
- Beaugrard, Grégory (* 1981), französischer Fußballspieler

##### Beauh
- Beauharnais, Alexandre de (1760–1794), Präsident der französischen Nationalversammlung kurz nach der Revolution
- Beauharnais, Auguste de (1810–1835), 2. Herzog von Leuchtenberg, sowie Herzog von Santa Cruz und Prinzgemahl von Portugal
- Beauharnais, Claude de (1756–1819), französischer Politiker
- Beauharnais, Émilie de (1781–1855), französische Hofdame
- Beauharnais, Eugène de (1781–1824), Stiefsohn Napoleons, Sohn der Joséphine de Beauharnais, General, Herzog
- Beauharnais, Eugénie de (1808–1847), Prinzessin von Leuchtenberg und durch Heirat Fürstin von Hohenzollern-Hechingen
- Beauharnais, Fanny de (1737–1813), französische Dichterin
- Beauharnais, François de (1756–1846), französischer Adliger
- Beauharnais, François I. de, Magistrat in Orléans
- Beauharnais, François III. de, Magistrat in Orléans; Conseiller d‘État
- Beauharnais, Georg de (1852–1912), russischer Adliger mit französisch-deutschen Wurzeln
- Beauharnais, Hortense de (1783–1837), Königin von Holland und Mutter des Kaisers Napoléon III.
- Beauharnais, Joséphine de (1763–1814), Kaiserin von FrankreichJoséphine de Beauharnais (1763–1814)

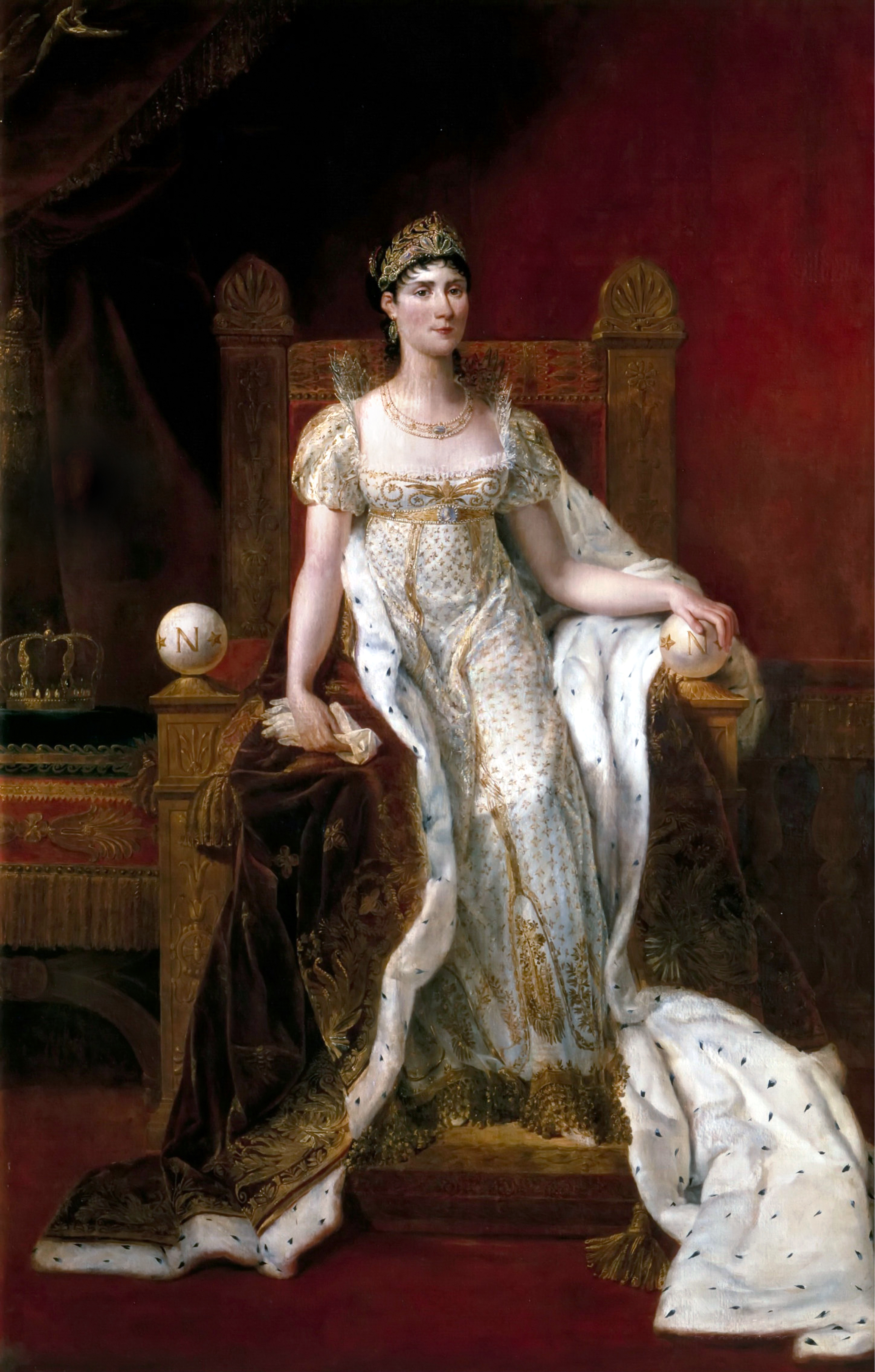
Joséphine de Beauharnais (1763–1814)

- Beauharnais, Maximilian de (1817–1852), 3. Herzog von Leuchtenberg
- Beauharnais, Nikolaus de (1843–1891), russischer Mineraloge und Militär
- Beauharnais, Stéphanie de (1789–1860), Adoptivtochter von Napoléon Bonaparte und Großherzogin von BadenStéphanie de Beauharnais (1789–1860)

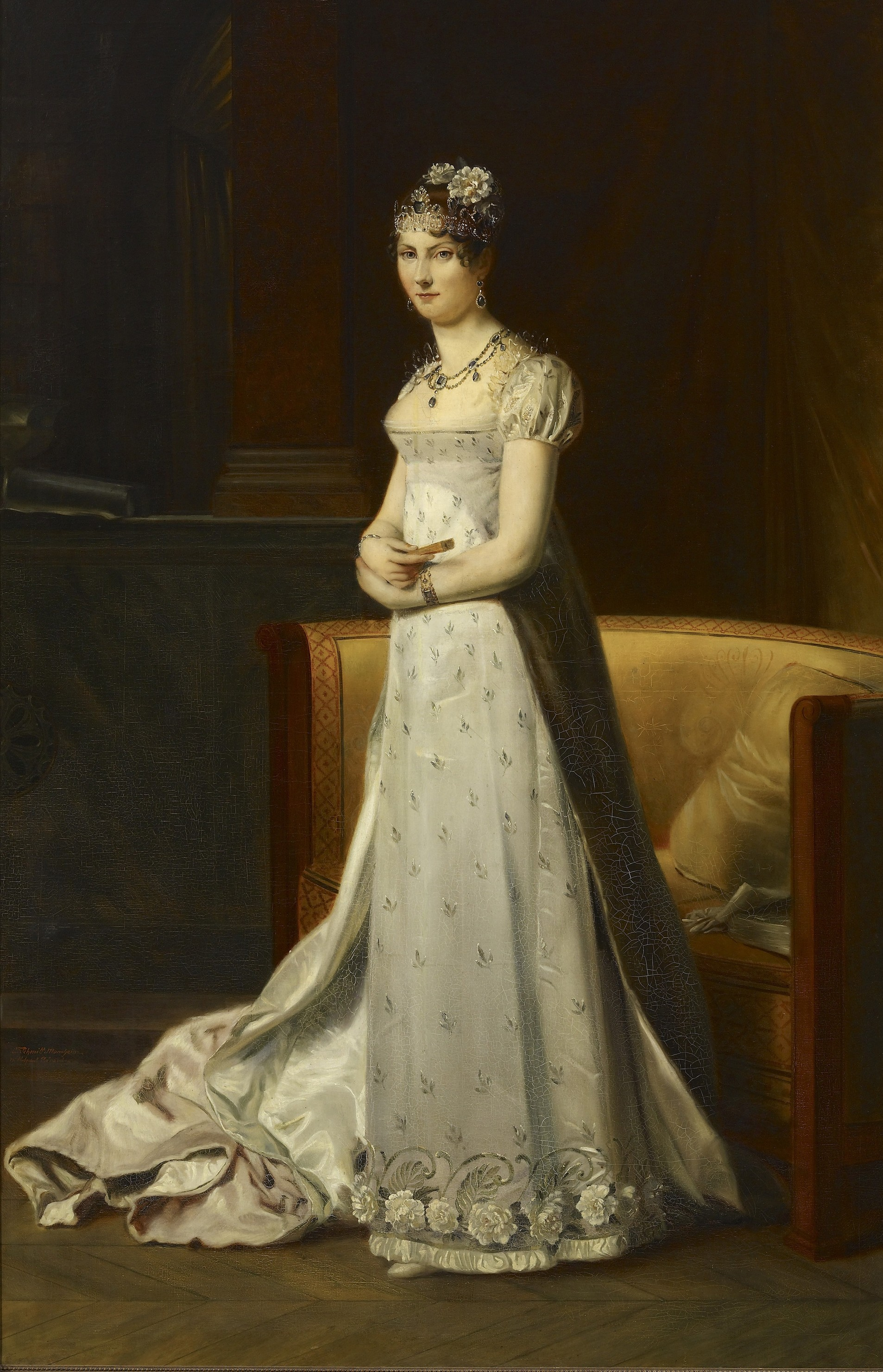
Stéphanie de Beauharnais (1789–1860)

- Beauharnais, Théodelinde de (1814–1857), deutsch-französische Prinzessin und durch Heirat Gräfin von Württemberg

##### Beauj
- Beaujean, Amédée (1821–1888), französischer Altphilologe, Romanist und Lexikograf
- Beaujean, Josef (1903–1945), deutscher Musikwissenschaftler
- Beaujean, Kurt (1928–1999), deutscher Geodät und Offizier
- Beaujean, Marion (1932–2004), deutsche Bibliothekarin
- Beaujean, Rainer (* 1968), deutscher Manager
- Beaujeu, Anne de (1461–1522), älteste überlebende Tochter von Ludwig XI.
- Beaujeu, Héric de († 1270), Marschall von Frankreich, Herr von Herment
- Beaujolais, Louis Charles d’Orléans, comte de (1779–1808), jüngerer Bruder des letzten französischen König Louis-Philippe
- Beaujolais, Roger (* 1952), britischer Jazzmusiker (Vibraphon, Komposition)
- Beaujon, Félix († 1974), französisch-schweizerischer Filmproduzent
- Beaujouan, Guy (1925–2007), französischer Wissenschaftshistoriker
- Beaujour, Louis-Auguste Félix de (1765–1836), französischer Diplomat

##### Beaul
- Beaulac, Willard L. (1899–1990), US-amerikanischer Diplomat und Hochschullehrer
- Beaulieu, Bradley (* 1968), US-amerikanischer Autor
- Beaulieu, Corey (* 1983), US-amerikanischer Gitarrist der Band TriviumCorey Beaulieu (* 1983)

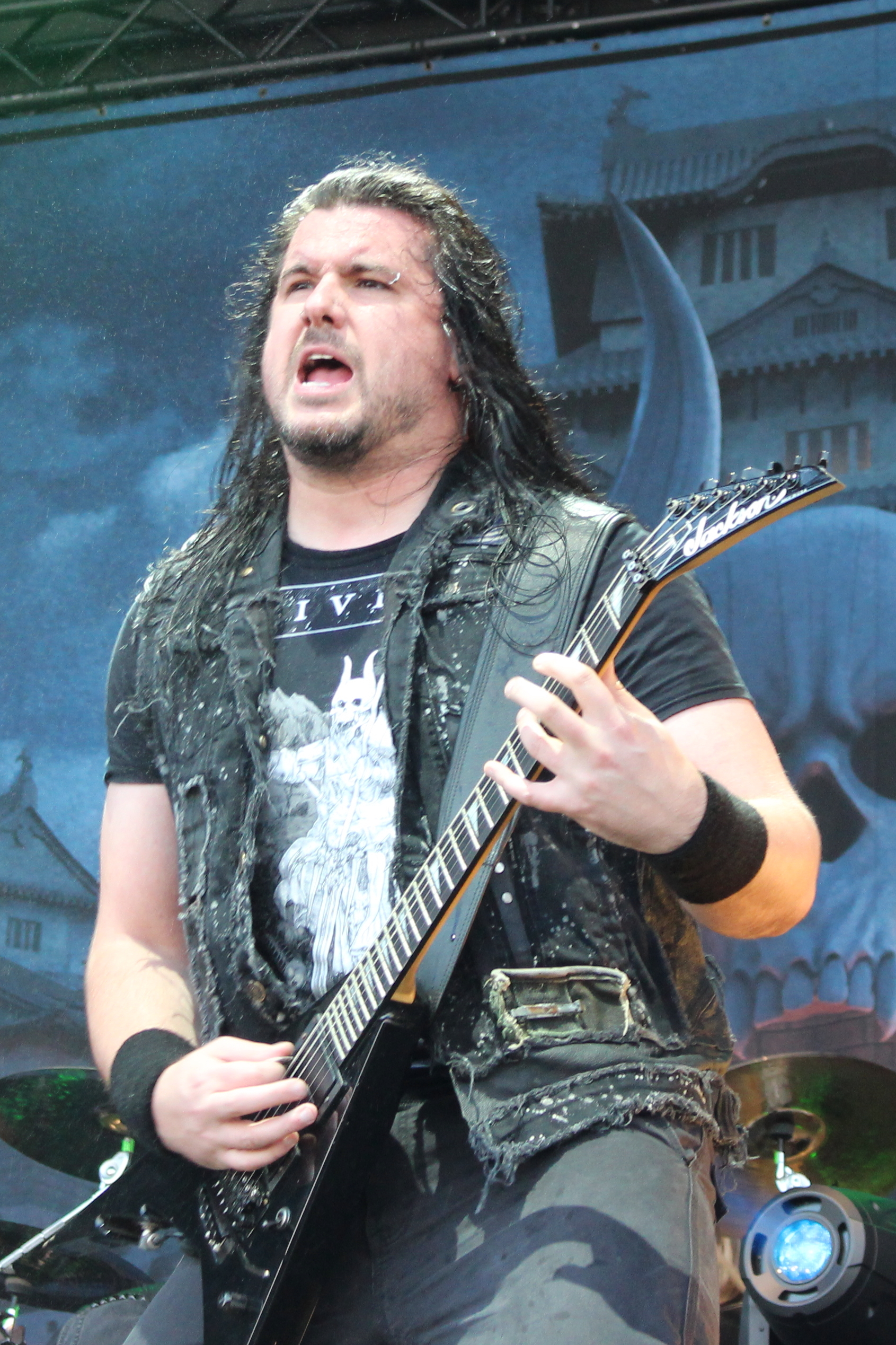
Corey Beaulieu (* 1983)

- Beaulieu, Désiré (1791–1863), französischer Komponist und Konzertveranstalter
- Beaulieu, Eustorg de († 1552), französischer Autor, Geistlicher und Komponist
- Beaulieu, Heloise Margarete von (1870–1944), deutsche Schriftstellerin
- Beaulieu, Henri Anatole de (1819–1884), französischer Maler
- Beaulieu, Jacques de (1651–1714), französischer Chirurg
- Beaulieu, Jean-Pierre de (1725–1819), österreichischer General
- Beaulieu, Jules-Émile-François Hervé de (1752–1807), französischer Rechtsanwalt und Politiker
- Beaulieu, Lise, französische Filmeditorin
- Beaulieu, Nathan (* 1992), kanadischer Eishockeyspieler
- Beaulieu, Paul (1913–2007), kanadischer Diplomat und Journalist
- Beaulieu, Pierre (* 1983), kanadischer Eishockeytorwart und -trainer
- Beaulieu, Pierre-Olivier (* 1984), kanadischer Eishockeyspieler
- Beaulieu, Sébastien de († 1674), französischer Militärkartograph, Offizier und Verleger
- Beaulieu-Bourgault, Jonathan (* 1988), kanadischer Fußballspieler
- Beaulieu-Marchand, Alex (* 1994), kanadischer Freestyle-Skisportler
- Beaulieu-Marconnay, Carl von (1777–1855), hannoverscher Generalleutnant und Forstmann
- Beaulieu-Marconnay, Eugen von (1815–1898), Jurist und Präsident des oldenburgischen Oberlandesgerichtes
- Beaulieu-Marconnay, Karl von (1811–1889), Diplomat, Schriftsteller und Kulturhistoriker
- Beaulieu-Marconnay, Olivier von (1898–1918), deutscher Jagdflieger im Ersten WeltkriegOlivier von Beaulieu-Marconnay (1898–1918)

Olivier von Beaulieu-Marconnay (1898–1918)

- Beaulieu-Marconnay, Wilhelm Ernst von (1786–1859), Diplomat
- Beaulieu-Marconnay, Wilhelm von (1848–1884), deutscher Jurist und Politiker, MdR
- Beaulieux, André, französischer Autorennfahrer
- Beaulieux, Charles (1872–1957), französischer Bibliothekar und Romanist

##### Beaum
- Beauman, Don (1928–1955), britischer Rennfahrer
- Beauman, Ned (* 1985), britischer Journalist und Schriftsteller
- Beauman, Nicola (* 1944), britische Verlegerin und Autorin
- Beaumanoir, Anne (1923–2022), französische Medizinerin und Widerstandskämpferin
- Beaumanoir, Jean de (1551–1614), französischer Aristokrat und Militär, Marschall von Frankreich
- Beaumarchais, Pierre-Augustin Caron de (1732–1799), französischer DramatikerPierre-Augustin Caron de Beaumarchais (1732–1799)

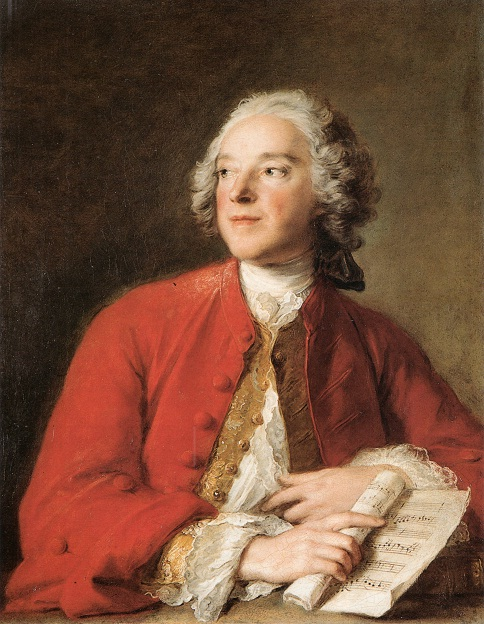
Pierre-Augustin Caron de Beaumarchais (1732–1799)

- Beaume, Joseph (1796–1885), französischer Maler
- Beaumetz, Jean de († 1396), französischer Maler
- Beaumon, Leon (1898–1981), US-amerikanischer Filmschauspieler
- Beaumon, Sterling (* 1995), US-amerikanischer Schauspieler und Musiker
- Beaumont, Andrew (1790–1853), US-amerikanischer Politiker
- Beaumont, Armes (1842–1913), australischer Sänger
- Beaumont, Bill (* 1952), englischer Rugbyspieler
- Beaumont, Charles (1929–1967), US-amerikanischer Drehbuchautor und Verfasser von Science-Fiction und Phantastik
- Beaumont, Charlotte (* 1995), britische Schauspielerin
- Beaumont, Christophe de (1703–1781), französischer Erzbischof
- Beaumont, Claudio Francesco (1694–1766), italienischer Maler
- Beaumont, Ermengarde de († 1233), Royal Consort von König Wilhelm I. von Schottland
- Beaumont, Francis (1584–1616), englischer Dramatiker
- Beaumont, François de († 1587), französischer Protestantenführer zur Zeit der Religionskriege
- Beaumont, Gabrielle (1942–2022), britische Filmregisseurin, Filmproduzentin und Drehbuchautorin
- Beaumont, Gustave de (1802–1866), französischer Publizist und Politiker
- Beaumont, Hanneke (* 1947), niederländische Bildhauerin und Zeichnerin
- Beaumont, Hardouin de Péréfixe de (1606–1671), französischer Geistlicher und Historiker
- Beaumont, Harry (1888–1966), US-amerikanischer Filmregisseur
- Beaumont, Henry († 1471), englischer Ritter
- Beaumont, Henry de, 1. Baron Beaumont († 1340), englisch-französischer Adliger
- Beaumont, Henry de, 1. Earl of Warwick († 1119), normannischer Adeliger
- Beaumont, Henry de, 5. Earl of Warwick († 1229), englischer Magnat
- Beaumont, Hugh (1909–1982), US-amerikanischer Schauspieler und Regisseur
- Beaumont, Hunter (1943–2023), klinischer Psychologe
- Beaumont, Isabel de, englische Adelige, Herzogin von Lancaster
- Beaumont, Jack (* 1993), britischer Ruderer
- Beaumont, Jacques de (1901–1985), Schweizer Entomologe und Museumsdirektor
- Beaumont, James (* 1988), britischer Film- und Theaterschauspieler und Synchronsprecher
- Beaumont, Jean de († 1318), französischer Adliger, Marschall von Frankreich
- Beaumont, Jean de († 1356), niederländischer Adliger und Militär
- Beaumont, Jean de (1904–2002), französischer Sportler, Politiker, Unternehmer und Sportfunktionär
- Beaumont, Jeanne de (1323–1350), französische Adlige
- Beaumont, Johanna Jacoba van (1752–1827), niederländische Schriftstellerin und Feministin
- Beaumont, John (1583–1627), englischer Dichter
- Beaumont, John de, 2. Baron Beaumont (1318–1342), englischer Peer
- Beaumont, John Michael (1927–2016), britischer AdligerJohn Michael Beaumont (1927–2016)

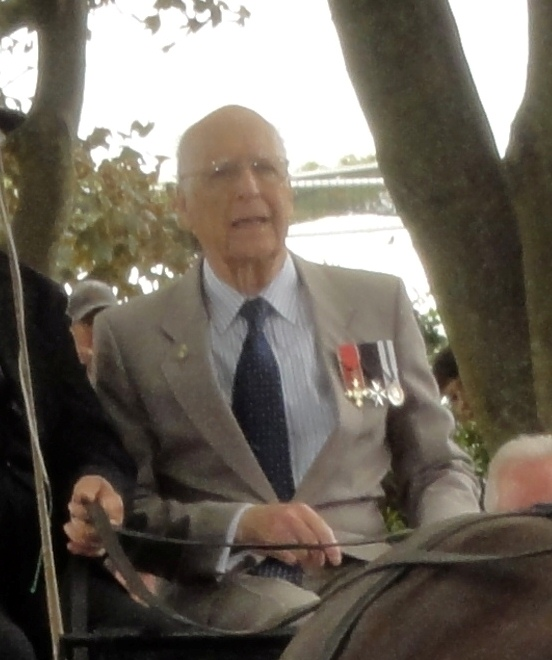
John Michael Beaumont (1927–2016)

- Beaumont, John, 1. Viscount Beaumont († 1460), englischer Adeliger
- Beaumont, Kathryn (* 1938), britische Schauspielerin und Filmsprecherin
- Beaumont, Louis de († 1333), anglo-französischer Geistlicher, Bischof von Durham
- Beaumont, Lucy (* 1983), britische Komikerin
- Beaumont, Luis de, 2. Conde de Lerín († 1508), navarresischer Adliger
- Beaumont, Luis de, 3. Conde de Lerín († 1530), navarresischer Adliger
- Beaumont, Lyne (* 1978), kanadische Synchronschwimmerin
- Beaumont, Maite (* 1974), spanische Opernsängerin der Stimmlage Mezzosopran
- Beaumont, Marc (* 1961), französischer Geistlicher, römisch-katholischer Bischof von Moulins
- Beaumont, Marguerite de (1895–1986), Schweizer Schwester der reformierten Frauengemeinschaft Communauté de Grandchamp
- Beaumont, Matt, britischer Werbetexter sowie Roman- und Drehbuchautor
- Beaumont, Maxime (* 1982), französischer Kanute
- Beaumont, Muriel (1881–1957), britische Theaterschauspielerin
- Beaumont, Peter (* 1961), britischer Journalist
- Beaumont, Robert de, 2. Earl of Leicester (1104–1168), englischer Adliger französischer Herkunft
- Beaumont, Robert de, 3. Earl of Leicester († 1190), anglo-normannischer Adliger und Lord High Steward von England
- Beaumont, Robert de, 4. Earl of Leicester († 1204), anglo-normannischer Adliger und Lord High Steward von England
- Beaumont, Roger de, 2. Earl of Warwick (1102–1153), englischer Adliger
- Beaumont, Tammy (* 1991), englische Cricketspielerin
- Beaumont, Timothy, Baron Beaumont of Whitley (1928–2008), britischer Politiker, Parlamentsmitglied der Grünen Partei, Oberhausmitglied
- Beaumont, Victor (1912–1977), deutscher Schauspieler
- Beaumont, Vincent Ragot de († 1714), französischer Geistlicher und Essayist
- Beaumont, Waleran de, 4. Earl of Warwick, englischer Magnat
- Beaumont, William (1785–1853), US-amerikanischer ArztWilliam Beaumont (1785–1853)

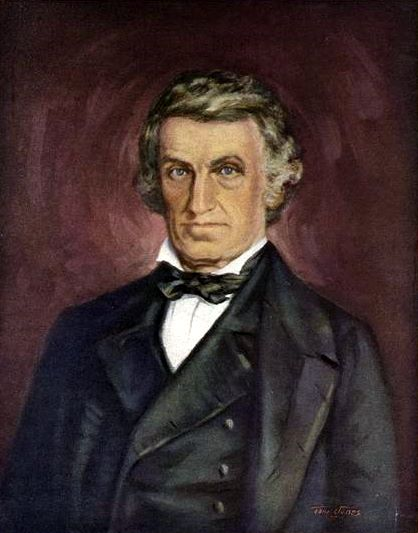
William Beaumont (1785–1853)

- Beaumont, William de, 3. Earl of Warwick († 1184), englischer Magnat
- Beaumont, William, 2. Viscount Beaumont († 1507), englischer Adliger
- Beaumont-Nesbitt, Frederick (1893–1971), britischer Offizier der British Army, Generalmajor

##### Beaun
- Beaune, Clément (* 1981), französischer Politiker (LREM, TdP)
- Beaune, Florimond de (1601–1652), französischer Mathematiker
- Beaune, Jacques de († 1527), französischer Finanzpolitiker
- Beaune, Michel (1933–1990), französischer Schauspieler
- Beaune-Maler, attisch-schwarzfiguriger Vasenmaler
- Beauneveu, André, Bildhauer, Buchmaler und Baumeister
- Beaunier, André (1869–1925), französischer Autor, Literaturkritiker und Homme de lettres
- Beaunier, Louis-Antoine (1779–1835), französischer Ingenieur und Mineraloge
- Beaunoir, Alexandre (1746–1823), französischer Schriftsteller

##### Beaup
- Beaupain, Alex (* 1974), französischer Komponist und Singer-Songwriter
- Beauplan, Guillaume le Vasseur de († 1673), französischer Kartograf, Militäringenieur und Architekt
- Beaupoil de Saint-Aulaire, André-Daniel de (1651–1734), französischer Bischof
- Beaupoil de Saint-Aulaire, Martial-Louis (1719–1798), französischer Bischof
- Beaupoil de Saint-Aulaire, Pierre de (1700–1751), französischer Bischof
- Beaupre, Arthur M. (1853–1919), US-amerikanischer Journalist, Rechtsanwalt und Diplomat; Gesandter in Kolumbien, Argentinien, Niederlande, Luxemburg und Kuba
- Beaupre, Don (* 1961), kanadischer Eishockeytorwart
- Beaupre, Johann Philipp de (1657–1716), kurbrandenburger Generalmajor und Kommandeur des Infanterie-Regiments Nr. 13
- Beaupré, Nicolas (* 1970), französischer Historiker
- Beauprez, Bob (* 1948), US-amerikanischer Politiker
- Beaupuy, Jean Marie (* 1943), französischer Politiker (Union pour la démocratie française), MdEP
- Beaupuy, Michel de (1755–1796), französischer General

##### Beaur
- Beaurain, Désiré (1881–1963), belgischer Fechter
- Beaurain, Janusz de (1893–1959), polnischer Brigadegeneral
- Beaurain, Jean de (1696–1771), französischer Geograf und Kartograf
- Beaurain, Nicolas, französischer Glasmaler
- Beaurecueil, Serge de (1917–2005), französischer Islamwissenschaftler und Dominikaner
- Beauregard, Charles Grant (1857–1919), US-amerikanischer Maler
- Beauregard, Chevalier de, französischer Offizier
- Beauregard, Georges de (1920–1984), französischer Filmproduzent
- Beauregard, Nathan († 1970), US-amerikanischer Bluesmusiker
- Beauregard, Pierre Gustave Toutant (1818–1893), General der Konföderierten StaatenPierre Gustave Toutant Beauregard (1818–1893)

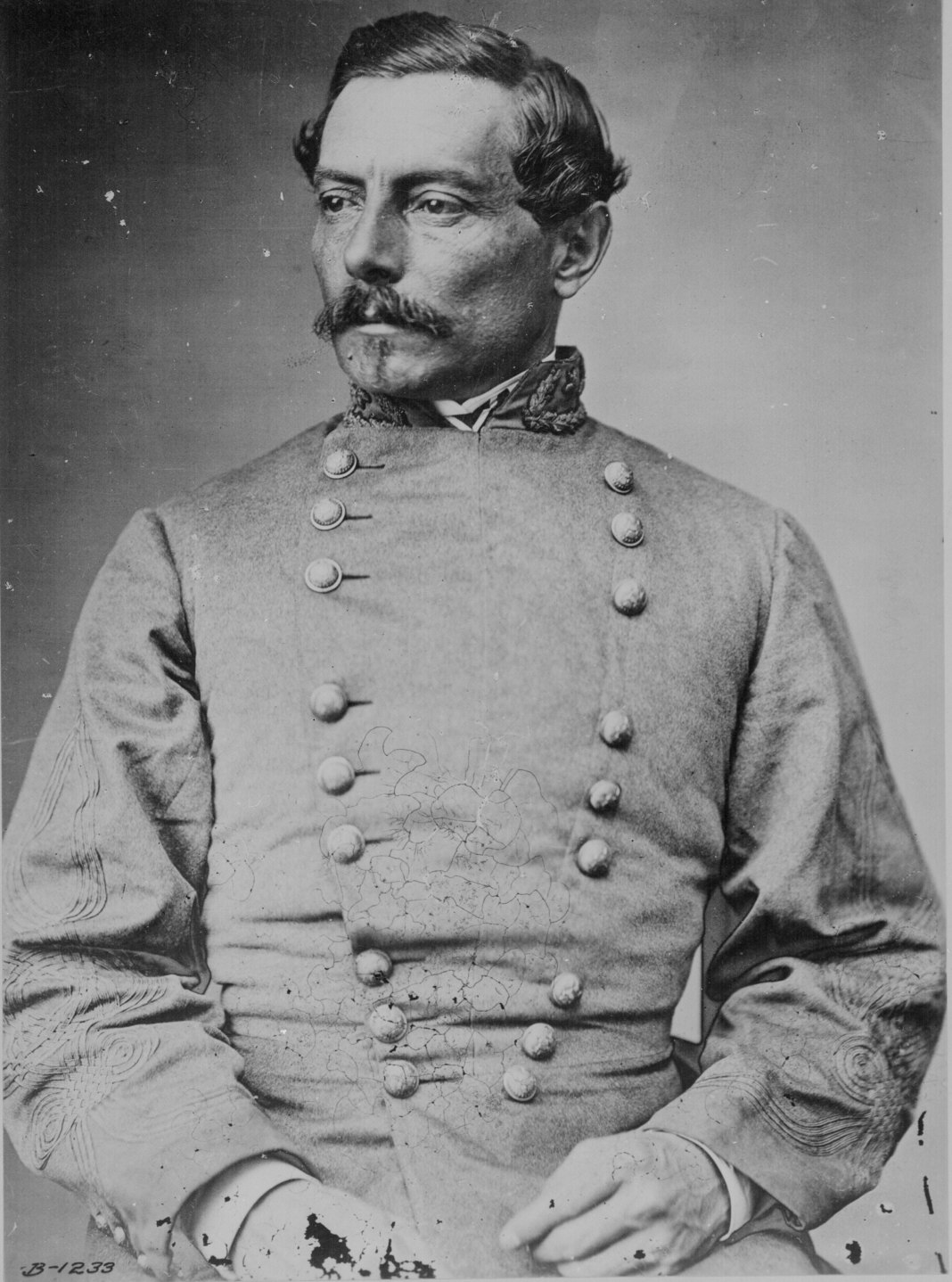
Pierre Gustave Toutant Beauregard (1818–1893)

- Beauregard, Robin (* 1979), US-amerikanische Wasserballspielerin
- Beaurepaire, Frank (1891–1956), australischer Schwimmer
- Beaurepaire, Lily (1892–1979), australische Schwimmerin und Wasserspringerin
- Beaurepaire, Nicolas-Joseph (1740–1792), französischer Offizier und Gouverneur der Festung Verdun
- Beaurpere, Guillaume, US-amerikanischer Offizier, Brigadegeneral der US-Army
- Beaury-Saurel, Amélie (1848–1924), französische Malerin spanischer Herkunft

##### Beaus
- Beausejour, Jean (* 1984), chilenischer Fußballspieler
- Beausire, Jean (1651–1743), französischer Architekt
- Beausire, Nathalie (* 1970), französische Biathletin
- Beausobre, Isaac de (1659–1738), französischer Theologe
- Beausobre, Ludwig (1730–1783), Schriftsteller, Philosoph, Nationalökonom, Herausgeber, Übersetzer
- Beausoleil, Bobby (* 1947), US-amerikanischer Musiker und verurteilter Mörder
- Beaussant, Antoine (* 1957), französischer Unternehmer, seit November 2007 Vorstandsvorsitzender von Buffet Crampon
- Beaussant, Philippe (1930–2016), französischer Romanschriftsteller und Musikologe
- Beaussant, René (1927–2013), französischer Seeoffizier (Admiral)
- Beaussart, Roger-Henri-Marie (1879–1952), französischer Geistlicher, Weihbischof in Paris
- Beausson-Diagne, Nadège (* 1972), französische Schauspielerin

##### Beaut
- Beautemps, André (1948–1978), belgischer Comiczeichner
- Beautemps, Jacob (* 1993), deutscher YouTuber, Moderator und Wissenschaftsjournalist
- Beautemps-Beaupré, Charles-François (1766–1854), französischer Hydrograph
- Beautx, Julia (* 1999), deutsche Webvideoproduzentin, Influencerin, Schauspielerin und SängerinJulia Beautx (* 1999)

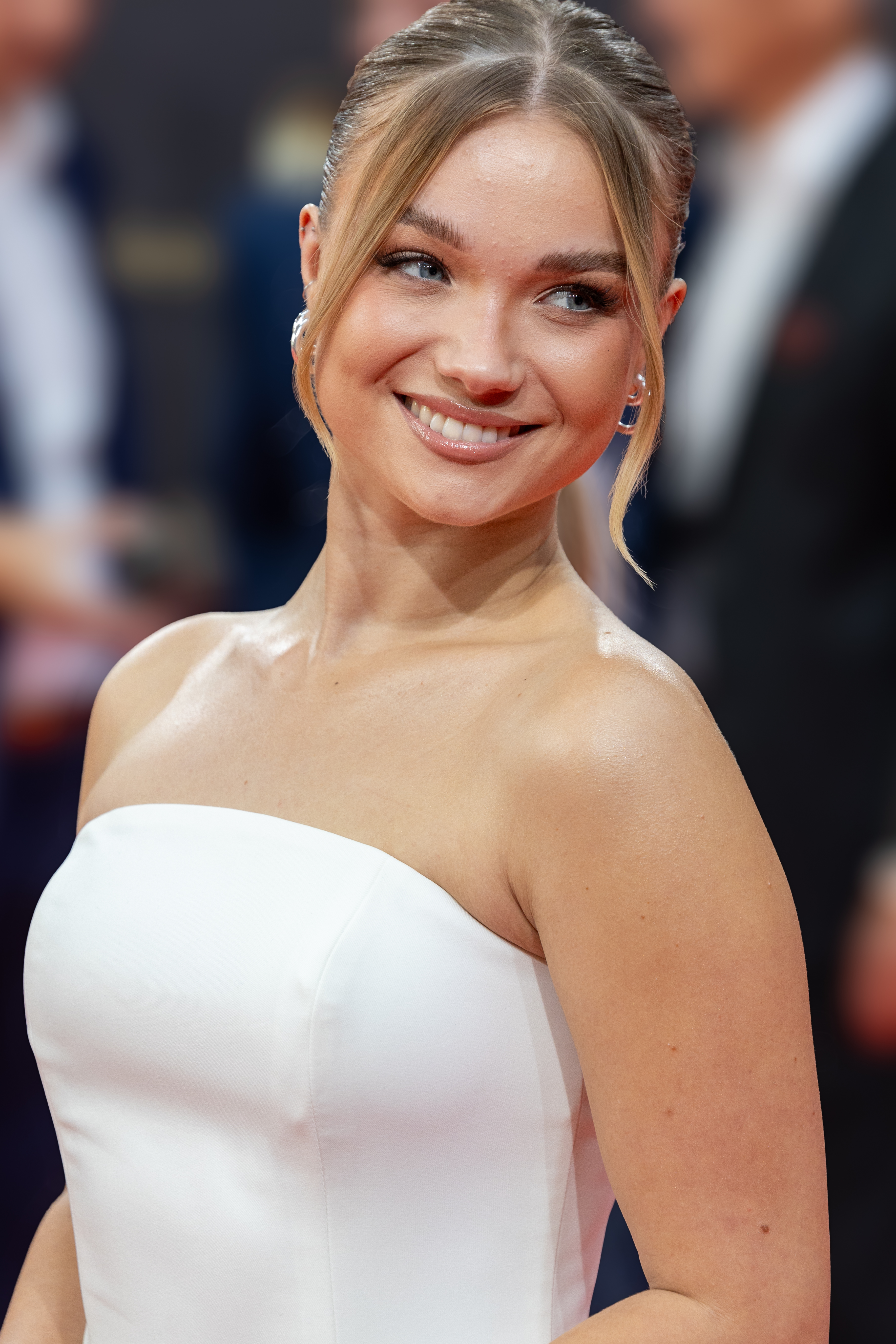
Julia Beautx (* 1999)

##### Beauv
- Beauvais, Anaïs (1832–1898), französische Malerin
- Beauvais, Armand (1783–1843), US-amerikanischer Politiker
- Beauvais, César (* 2000), französisch-belgischer Biathlet
- Beauvais, Daniela (* 1959), deutsche Filmeditorin
- Beauvais, Ernst von (1923–2001), deutscher Ministerialbeamter
- Beauvais, Garcelle (* 1966), US-amerikanische Schauspielerin haitianischer AbstammungGarcelle Beauvais (* 1966)

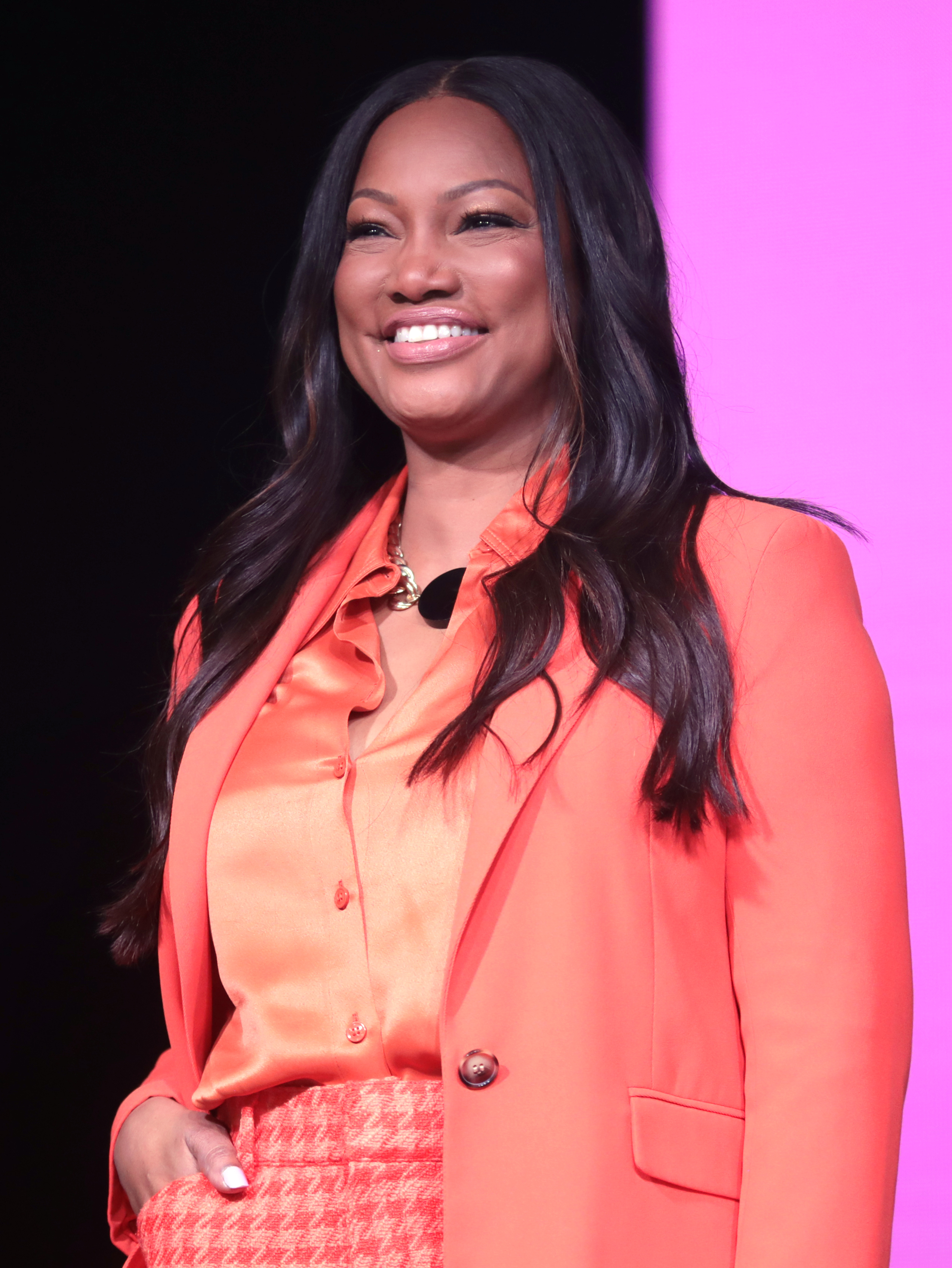
Garcelle Beauvais (* 1966)

- Beauvais, Laurent (* 1952), französischer Politiker
- Beauvais, Marie-Odile (* 1951), französische Schriftstellerin
- Beauvais, Peter (1916–1986), deutscher Regisseur
- Beauval († 1709), französischer Schauspieler
- Beauval, Mademoiselle († 1720), französische Schauspielerin
- Beauvarlet-Charpentier, Jean-Jacques (1734–1794), französischer Organist und Komponist
- Beauvau, Charles-Juste de (1720–1793), Marschall von Frankreich
- Beauvau, Isabelle de, französische Adlige
- Beauvau, Marc de (1679–1754), französischer Adliger, Vizekönig von Toskana
- Beauvau-Craon, Anne Marguerite Gabrielle de (1707–1792), französische Adlige und Hofdame
- Beauvau-Craon, Marie Françoise Catherine de (1711–1786), Mätresse am Hof von Lunéville
- Beauveau, Ludwig von (1620–1688), Comte d’Espense, kurbrandenburger Generalleutnant, Obrist der Trabantengarde, Diplomat und Oberstallmeister.
- Beauverd, Gustave (1867–1942), Schweizer Taxonom
- Beauverger, Augustin (1910–1972), französischer Politiker, Mitglied der Nationalversammlung
- Beauverger, Stéphane (* 1969), französischer Science-Fiction-Autor und Comicszenarist
- Beauville, Arnaud (* 1947), französischer Mathematiker
- Beauvillier, Anthony (* 1997), kanadischer Eishockeyspieler
- Beauvilliers de Saint-Aignan, Claude de (1573–1626), französische Adlige und Äbtissin
- Beauvilliers, Charles Paul François de (1746–1828), französischer Adliger und Offizier
- Beauvilliers, Claude II. de (1542–1583), französischer Adliger und Militär
- Beauvilliers, François Honorat de (1610–1687), französischer Adliger, Militär, Diplomat und Administrator, Mitglied der Académie française
- Beauvilliers, Honorat de (1579–1622), französischer Militär
- Beauvilliers, Marie de (1574–1657), französische Adlige und Äbtissin
- Beauvilliers, Paul de (1648–1714), französischer Aristokrat und Staatsmann
- Beauvilliers, Paul François Honorat de (* 1724), französischer Adliger und Offizier
- Beauvisage, Georges Eugène Charles (1852–1925), französischer Botaniker und Politiker
- Beauvoir, Hélène de (1910–2001), französische MalerinHélène de Beauvoir (1910–2001)

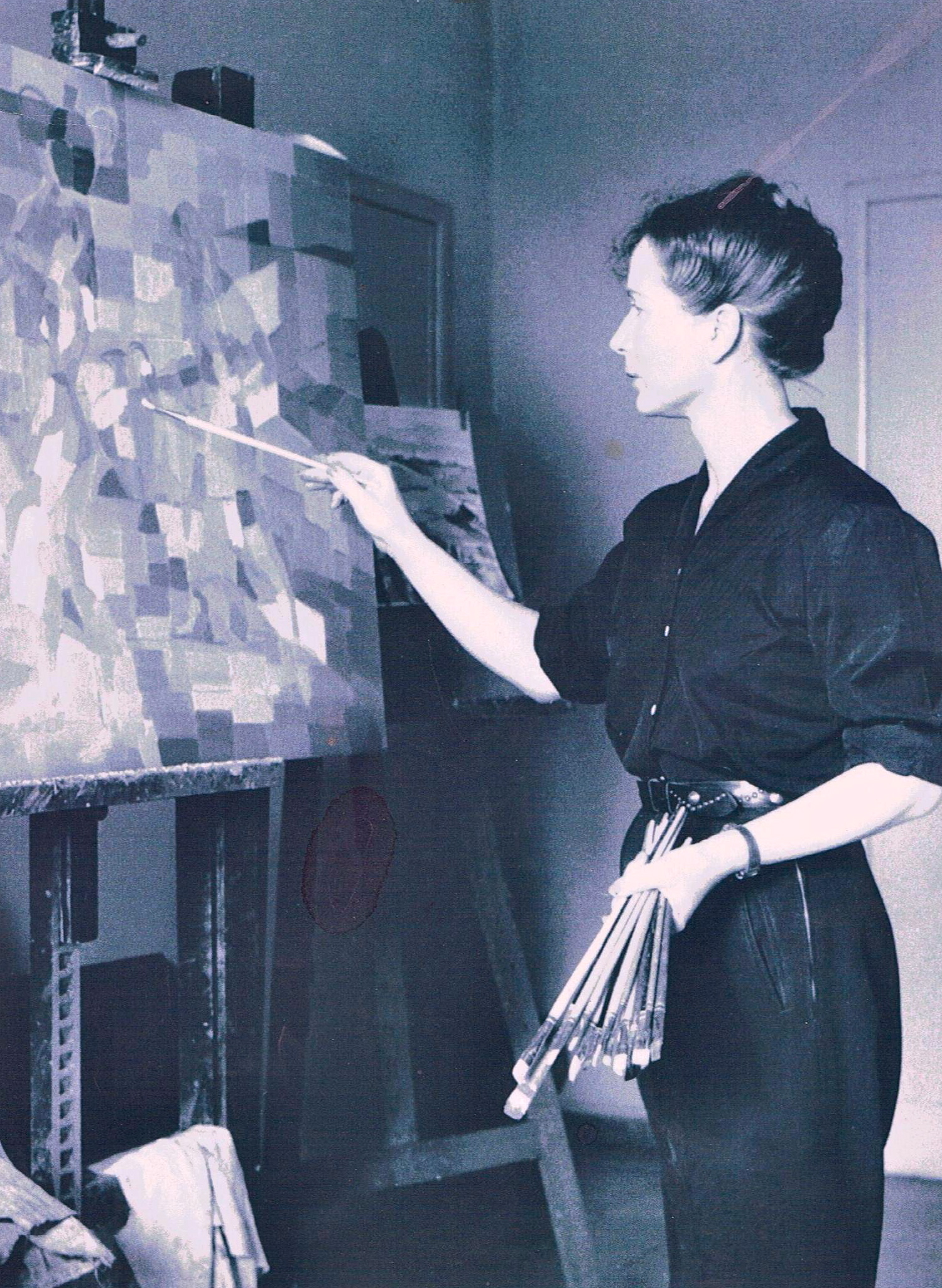
Hélène de Beauvoir (1910–2001)

- Beauvoir, Jean (* 1962), US-amerikanischer Sänger, Bassist, Gitarrist, Multiinstrumentalist sowie ein Songwriter, Produzent und Entertainer
- Beauvoir, Simone de (1908–1986), französische Schriftstellerin, Philosophin und FeministinSimone de Beauvoir (1908–1986)

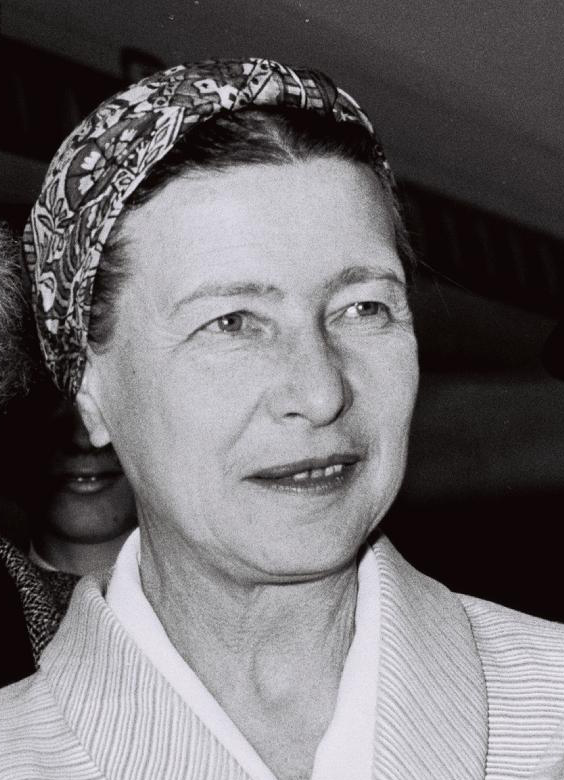
Simone de Beauvoir (1908–1986)

- Beauvoir, Vilfort (1892–1971), haitianischer Rechtsanwalt, Politiker und Diplomat
- Beauvois, Ambroise Marie François Joseph Palisot de (1752–1820), französischer Naturwissenschaftler
- Beauvois, Xavier (* 1967), französischer Schauspieler, Regisseur und Drehbuchautor
- Beauvryé, Christian von († 1804), preußischer Offizier und Ritter des Ordens Pour le Mérite
- Beauvryé, Leonhard von (1690–1750), preußischer Generalmajor hugenottischer Abstammung
- Beauvryé, Philipp Lambert von, preußischer Oberst
- Beauvue, Claudio (* 1988), französischer Fußballspieler

##### Beaux
- Beaux, Cecilia (1855–1942), US-amerikanische Malerin
- Beaux, Ernest (1881–1961), russischer Parfümeur
- Beauxis, Luis Antonio (* 1960), uruguayischer Schriftsteller

##### Beauz
- Beauzée, Nicolas (1717–1789), französischer Sprachwissenschaftler, Beiträger zur Encyclopédie

#### Beav
- Beavan, Colin (* 1963), US-amerikanischer Sachbuch-Autor und Blogger
- Beavan, Jenny (* 1950), britische Kostümbildnerin
- Beavan, John, Baron Ardwick (1910–1994), britischer Journalist und Politiker
- Beavan, Reginald (1843–1927), britischer Militär und Naturforscher
- Beavan, Robert Cecil (1841–1870), britischer Militär und Naturforscher
- Beaven, Don (1924–2009), neuseeländischer Diabetesforscher
- Beaven, Peter (1925–2012), neuseeländischer Architekt
- Beaven, Robert (1836–1920), kanadischer Politiker
- Beaven, Thomas Daniel (1851–1920), US-amerikanischer Geistlicher, römisch-katholischer Bischof von Springfield
- Beaver, James Addams (1837–1914), US-amerikanischer Politiker
- Beaver, Jim (* 1950), US-amerikanischer SchauspielerJim Beaver (* 1950)

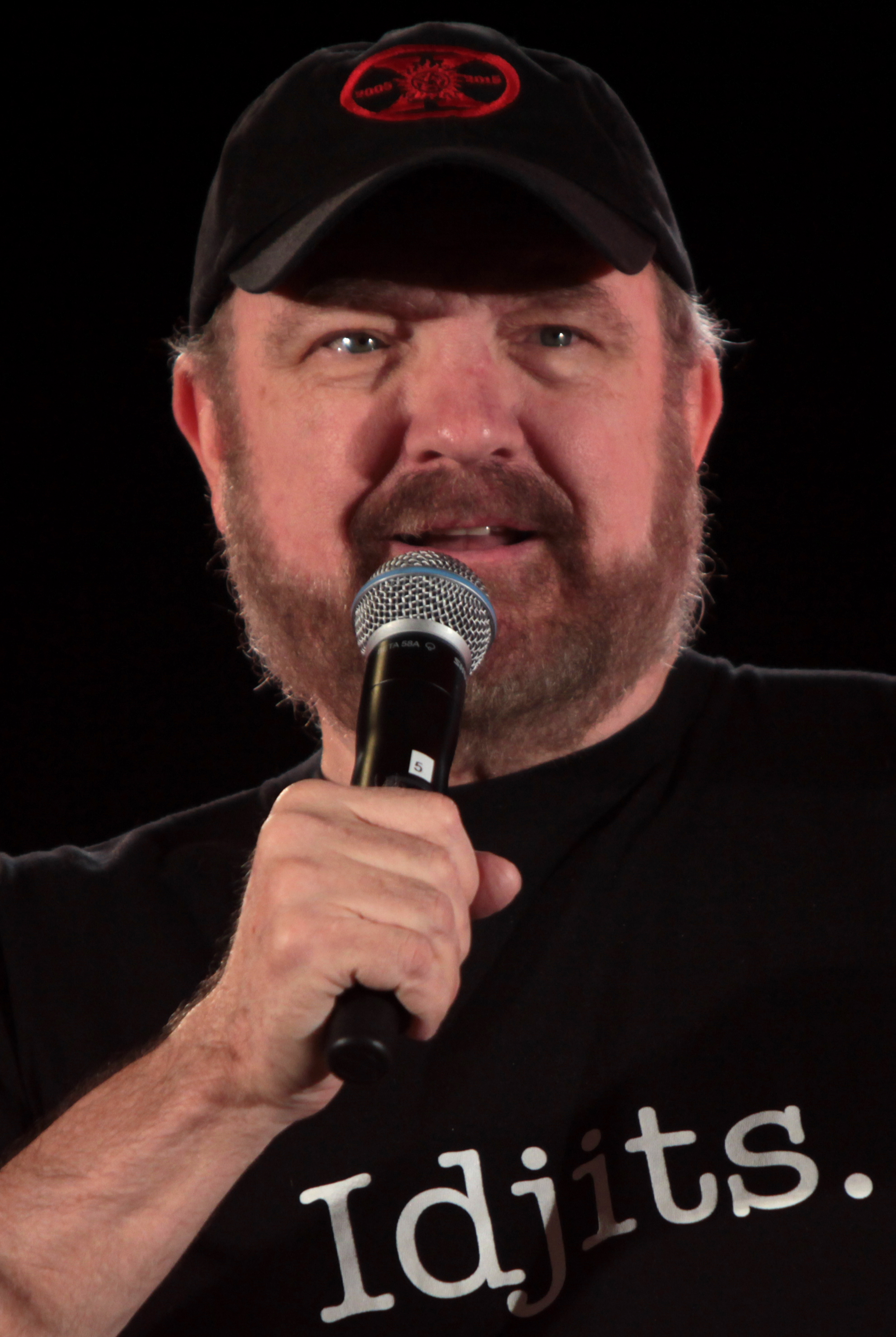
Jim Beaver (* 1950)

- Beaver, Stanley (1907–1984), britischer Geograph und Professor an der Keele University
- Beaver, Wilfred N. (1882–1917), britisch-australischer Beamter und Ethnograph
- Beavers, Louise (1902–1962), US-amerikanische Schauspielerin afroamerikanischer Herkunft
- Beavers, Robert (* 1949), US-amerikanischer Filmemacher und Regisseur
- Beavers, Wally (1903–1965), britischer Langstreckenläufer
- Beavin, Janet H. (1940–2022), kanadische Psychologin
- Beavis, Fred (1914–1997), kanadischer Politiker, Bürgermeister von Toronto
- Beavis, Michael (1929–2020), britischer Offizier der Luftstreitkräfte des Vereinigten Königreichs
- Béavogui, Louis Lansana (1923–1984), guineischer Politiker, Premierminister von Guinea
- Béavogui, Mohamed (* 1953), guineischer Diplomat und Politiker

#### Beaz
- Beazley, Christopher (* 1952), britischer Politiker (Conservative Party), MdEP
- Beazley, John D. (1885–1970), britischer Klassischer Archäologe
- Beazley, Kim (* 1948), australischer Politiker, Vorsitzender der Australian Labor Party
- Beazley, Peter (1922–2004), britischer Manager und Politiker, Mitglied des Europäischen Parlaments
- Beazley, Raymond (1868–1955), britischer Historiker

### Beb
- Beb Deum (* 1960), französischer Comiczeichner
- Beba, Werner (1956–2023), deutscher Medienmanager und Hochschullehrer
- Bebanch, altägyptischer König der 17. Dynastie
- Bebb, Ambrose (1894–1955), walisischer Philologe, Autor und Politiker
- Bebb, Guto (* 1968), walisischer Politiker der Conservative Party
- Bebb, Gwyneth (1889–1921), britische Anwältin und Aktivistin
- Bebb, Peter, Spezialeffektkünstler
- Bebb, William (1802–1873), US-amerikanischer Politiker
- Bebbe, Gustave (* 1982), kamerunischer Fußballspieler
- Bebber, Claus van (* 1949), deutscher Improvisationsmusiker und Bildhauer
- Bebber, Jack van (1907–1986), US-amerikanischer Ringer
- Bebber, Jim Van (* 1964), US-amerikanischer Filmemacher
- Bebber, Osório (1929–2021), brasilianischer Ordensgeistlicher, römisch-katholischer Bischof von Joaçaba
- Bebber, Wilhelm Jacob van (1841–1909), deutscher Meteorologe
- Bebber, Wolfgang (* 1943), deutscher Politiker (SPD), MdL
- Bebe (* 1978), spanische Sängerin und SchauspielerinBebe (* 1978)

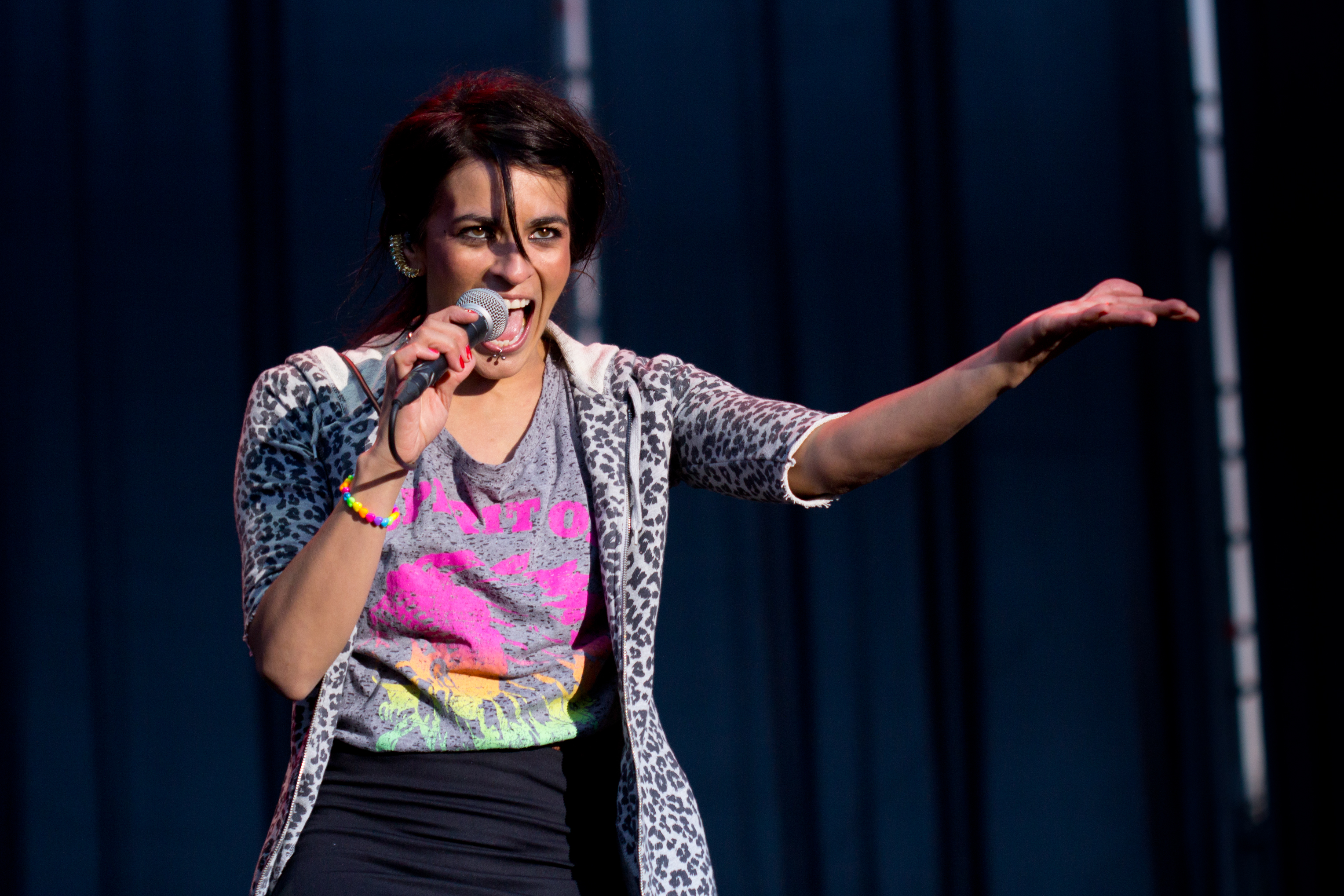
Bebe (* 1978)

- Bebé (* 1990), portugiesischer Fußballspieler
- Bebe, Søren (* 1975), dänischer Jazzpianist und Komponist
- Bébé, Tilly (1879–1932), österreichische Dompteurin
- Bebejan († 1836), Führer der Aborigines
- Bebek, Ante (* 2003), kroatischer Eishockeyspieler
- Bebek, Ivan (* 1977), kroatischer Fußballschiedsrichter
- Bebek, Željko (* 1945), bosnischer Rockmusiker
- Bebel, August (1840–1913), deutscher sozialistischer Politiker und Mitbegründer der SPD, MdR, Führer der Arbeiterbewegung
- Bebel, Balthasar (1632–1686), deutscher lutherischer Theologe
- Bebel, Heinrich († 1518), deutscher Dichter des Humanismus
- Bebel, Julie (1843–1910), deutsche Sozialdemokratin, Ehefrau von August Bebel
- Bebel, Wolfgang (* 1491), deutscher Stadtarzt und Dichter des Humanismus
- Bebelaar, Patrick (* 1971), deutscher Musiker und Komponist
- Bebenburg, Pitt von (* 1961), deutscher Journalist und Buchautor
- Bebendorf, Karl (* 1996), deutscher LeichtathletKarl Bebendorf (* 1996)

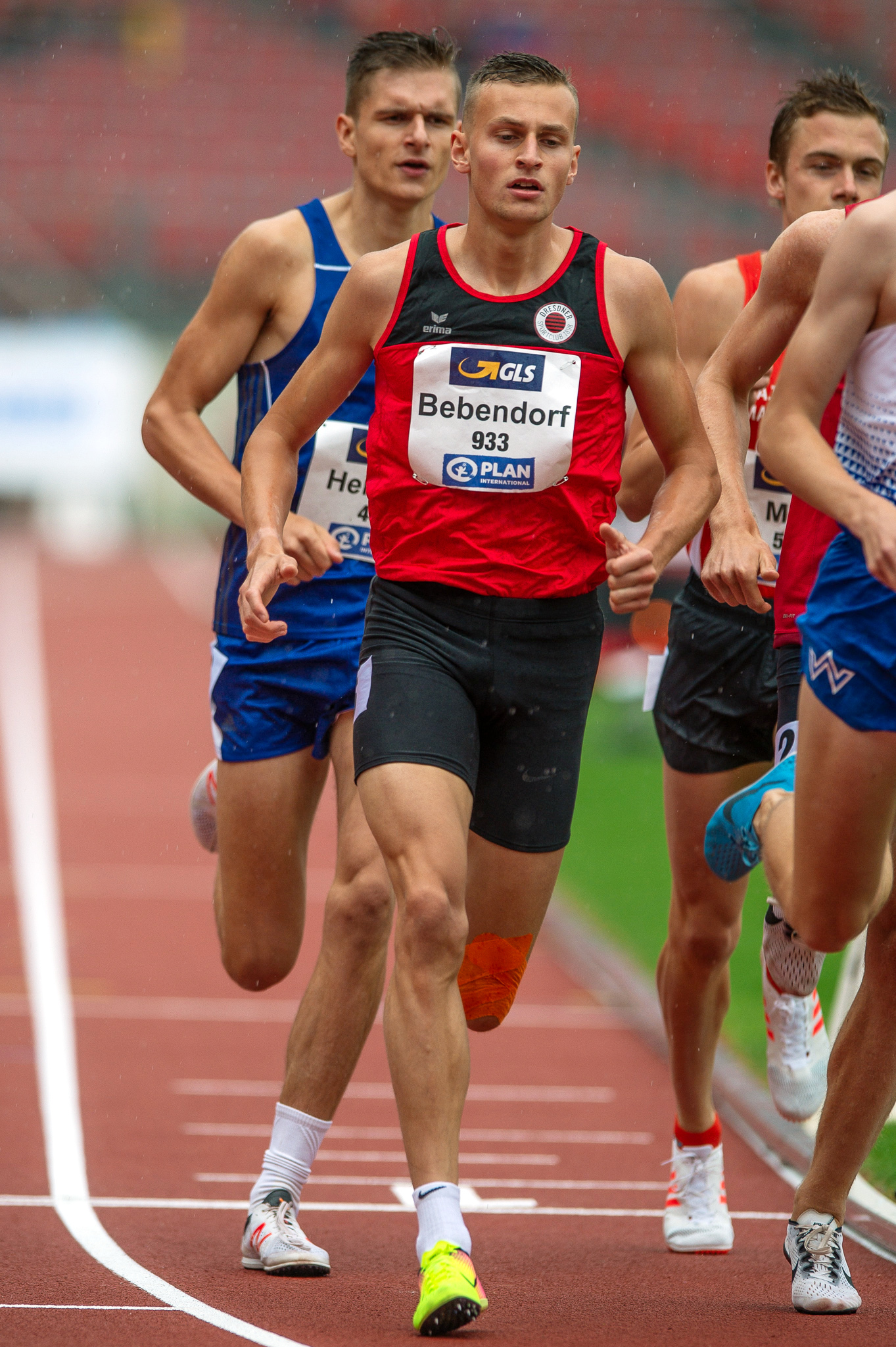
Karl Bebendorf (* 1996)

- Bębenek, Maciej (* 1984), polnischer Fußballspieler
- Bebenin, Boris (* 1932), sowjetischer Radsportler
- Bebensee, Norbert (1953–2021), deutscher Fußballspieler
- Beber, Ambrosius, deutscher Komponist und Musiker
- Beber, Eduard († 1915), deutscher Fußballspieler
- Beber, Oskar (1875–1964), deutscher Oberstudiendirektor
- Bebermeyer, Gustav (1890–1975), deutscher Germanist
- Bebermeyer, Hartmut (* 1924), deutscher Journalist, Publizist, Volkswirt und Ministerialbeamter
- Beberniß, Heinrich (1894–1985), deutscher Maler
- Beberniß, Heinz (1920–2012), deutscher Bildhauer, Maler und Grafiker
- Bebert, Paul (1893–1976), deutscher Politiker (SPD), MdHB und Gewerkschaftsfunktionär
- Bebeschko, Serhij (* 1968), ukrainisch-spanischer Handballspieler und Handballtrainer
- Bebeto (* 1964), brasilianischer FußballspielerBebeto (* 1964)

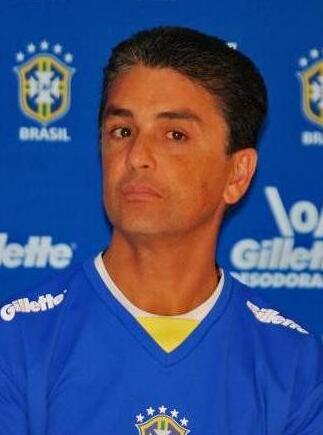
Bebeto (* 1964)

- Bebetta, deutsche Techno-DJ und Musikproduzentin
- Bebey, Francis (1929–2001), kamerunisch-französischer Musiker und Schriftsteller
- Bebi, altägyptischer Wesir
- Bebi Dol (* 1964), serbische Sängerin
- Bebi, Boniface, namibischer traditioneller Führer
- Bebi, Kevin (* 1996), Schweizer Unihockeyspieler
- Bébian, Roch-Ambroise Auguste (1789–1839), erster Hörender, der die Gebärdensprache der Gehörlosen nahezu perfekt beherrschte
- Bebić, Luka (* 1937), kroatischer Politiker und amtierender Präsident des kroatischen Parlaments
- Bebić, Milivoj (* 1959), jugoslawischer Wasserballspieler
- Bebić, Vladimir (1946–2009), kroatischer Politiker
- Beblawi, Hasim al- (* 1936), ägyptischer Politiker
- Bebler, Anton (* 1937), jugoslawischer bzw. slowenischer Politikwissenschaftler
- Beblik, Ronny (* 1986), deutscher Boxer
- Beblo, Angelika (* 1961), deutsche Ruderin
- Beblo, Fritz (1872–1947), deutscher Architekt, Stadtplaner, kommunaler Baubeamter und Maler
- Beblo, Miriam (* 1970), deutsche Ökonomin
- Bebou, Ihlas (* 1994), togoisch-deutscher FußballspielerIhlas Bebou (* 1994)

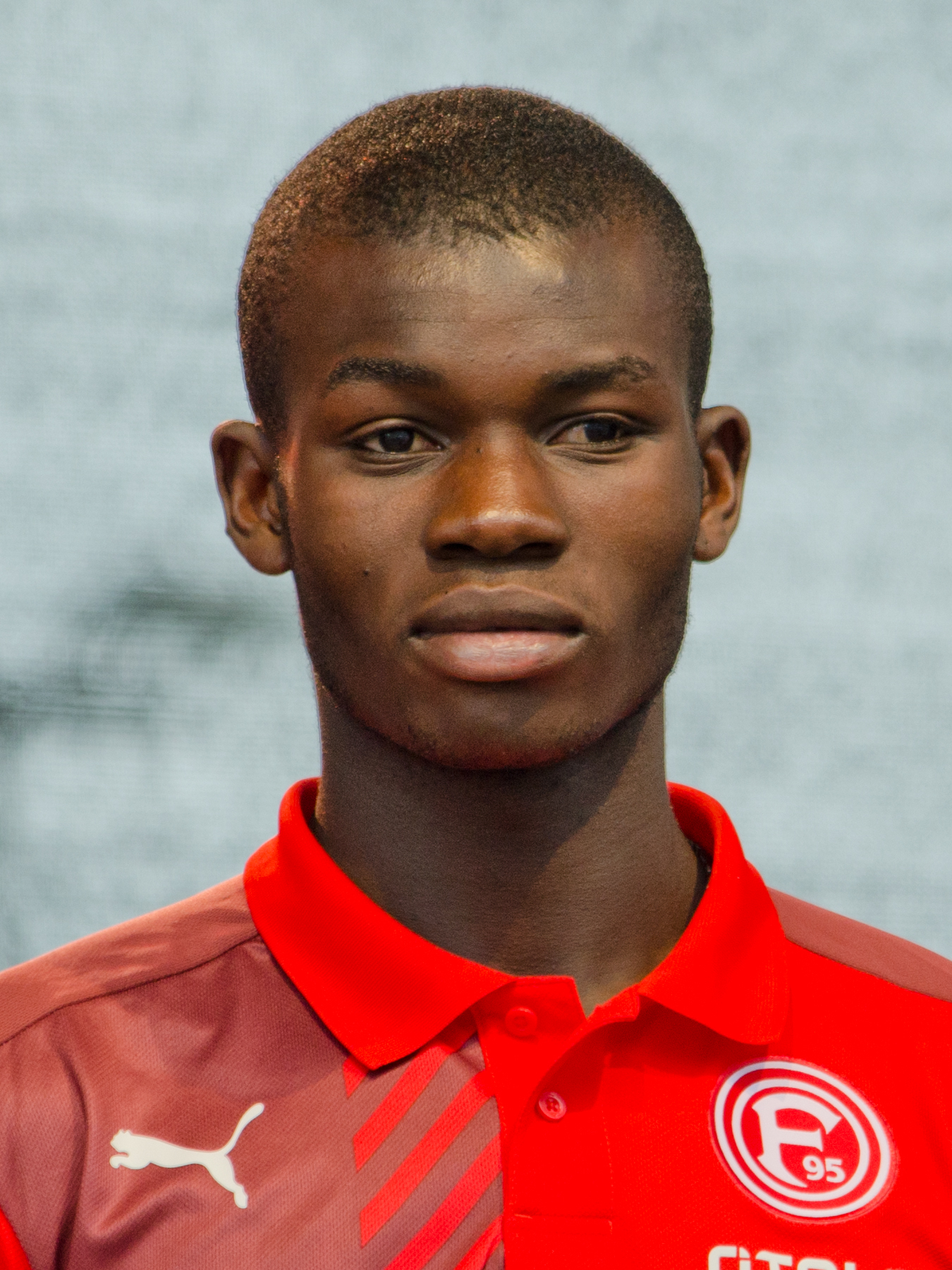
Ihlas Bebou (* 1994)

- Bebout, Nick (* 1951), US-amerikanischer American-Football-Spieler
- Béboux, Francis (1915–2015), Schweizer Konstrukteur, Maler und Metallplastiker
- Bebris, Jānis (1917–1969), lettischer Fußball- und Eishockey spieler
- Bebutow, Dawid Ossipowitsch (1793–1867), russischer General
- Bebutow, Wassili Ossipowitsch (1792–1858), armenischer Fürst und russischer General
- Béby Gnéba, Gaspard (* 1963), ivorischer Geistlicher, römisch-katholischer Bischof von Man